# かんがい施設遺産

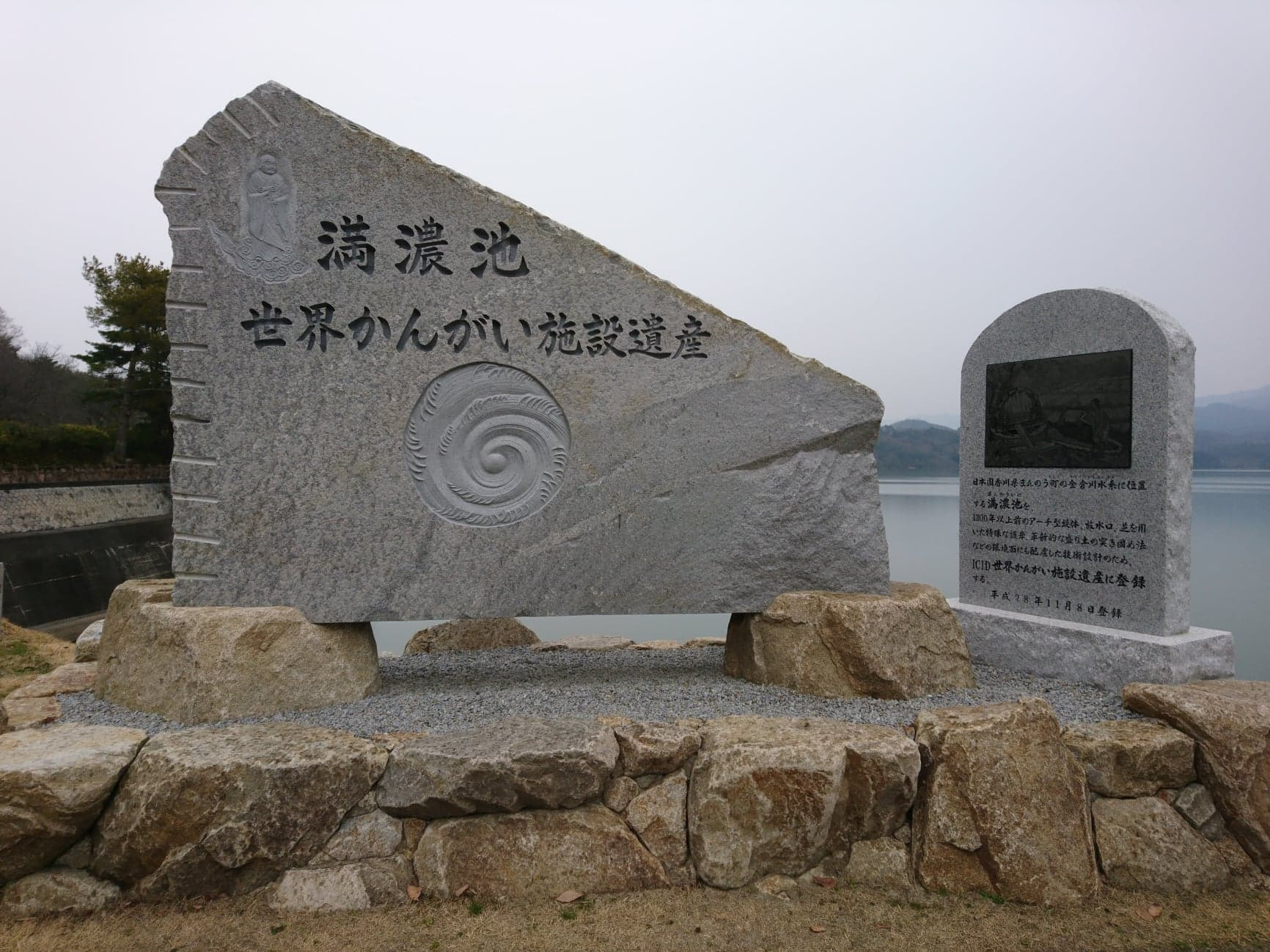
世界かんがい施設遺産の石碑（満濃池）

かんがい施設遺産（かんがいしせついさん、英語：Heritage Irrigation Structures）は、インドのニューデリーに本部を置く国際かんがい排水委員会(ICID)が、灌漑の歴史・発展を明らかにし、灌漑施設の適切な保全に資することを目的として、建設から100年以上経過し、灌漑農業の発展に貢献したもの、卓越した技術により建設されたもの等、歴史的・技術的・社会的価値のある灌漑施設を登録・表彰するために2014年に創設した制度。なお、灌漑は二文字とも常用漢字の表外字のため、担当所管の農林水産省では「かんがい」と平仮名表記を正式なものとしている。
2019年に正式名称にワールドを冠し、World Heritage Irrigation Structuresと改称した。直訳すると「世界遺産のかんがい施設」になり、世界遺産と混同しやすくなるため、農水省では世界かんがい施設遺産とした。
2024年時点で20ヶ国に177件が登録されている。

## 認定地

### 2014年
- 日本[注釈 1]
  - 稲生川、青森県十和田市
  - 雄川堰、群馬県甘楽町
  - 深良用水、静岡県裾野市
  - 七ヶ用水、石川県白山市
  - 立梅用水、三重県多気町
  - 狭山池、大阪府大阪狭山市
  - 淡山疏水、兵庫県神戸市・稲美町 …淡河疎水と山田川疎水を参照、志染川#淡河川疏水とサイフォン橋も参照（但し御坂サイフォン橋は登録対象外）
  - 山田堰・堀川用水・水車群[注釈 2]、福岡県朝倉市
  - 通潤用水、熊本県山都町
- 中国
  - 通済堰（通济堰）、浙江省麗水市 …南朝梁の時代に築かれ宋・清の時代に拡幅整備された水路
  - 木蘭陂（木兰陂）、福建省莆田市 …宋の時代に造られた貯水池
  - 東風堰、四川省楽山市 …世界遺産楽山大仏が面する青衣江の流れを利用した清の時代の水路
  - 紫鵲界棚田（紫鹊界梯田）、湖南省婁底市 …中国南方を代表する棚田…農業遺産「中国の南部山岳丘陵地域における棚田システム」の構成資産でもある
- タイ
  - サリートポン・ダム（สรีดภงส์） …ルワン王の堰、世界遺産スコータイ（スコータイ歴史公園）にある貯水池（ファーイ）
- スリランカ
  - アブハヤ・ウェア（英語版） …世界遺産アヌラーダプラにある貯水池（ウェワ）
  - ナッチャドゥワ・ウェア（英語版） …マハーセーナ王によって作られた貯水池、かつてはマハーダラガラカと呼ばれていた
- パキスタン
  - バロキ頭首工（英語版） …インダス川支流のラヴィ川を利用した灌漑水路の頭首工、現地語でバロキ・バラージュ（堰）

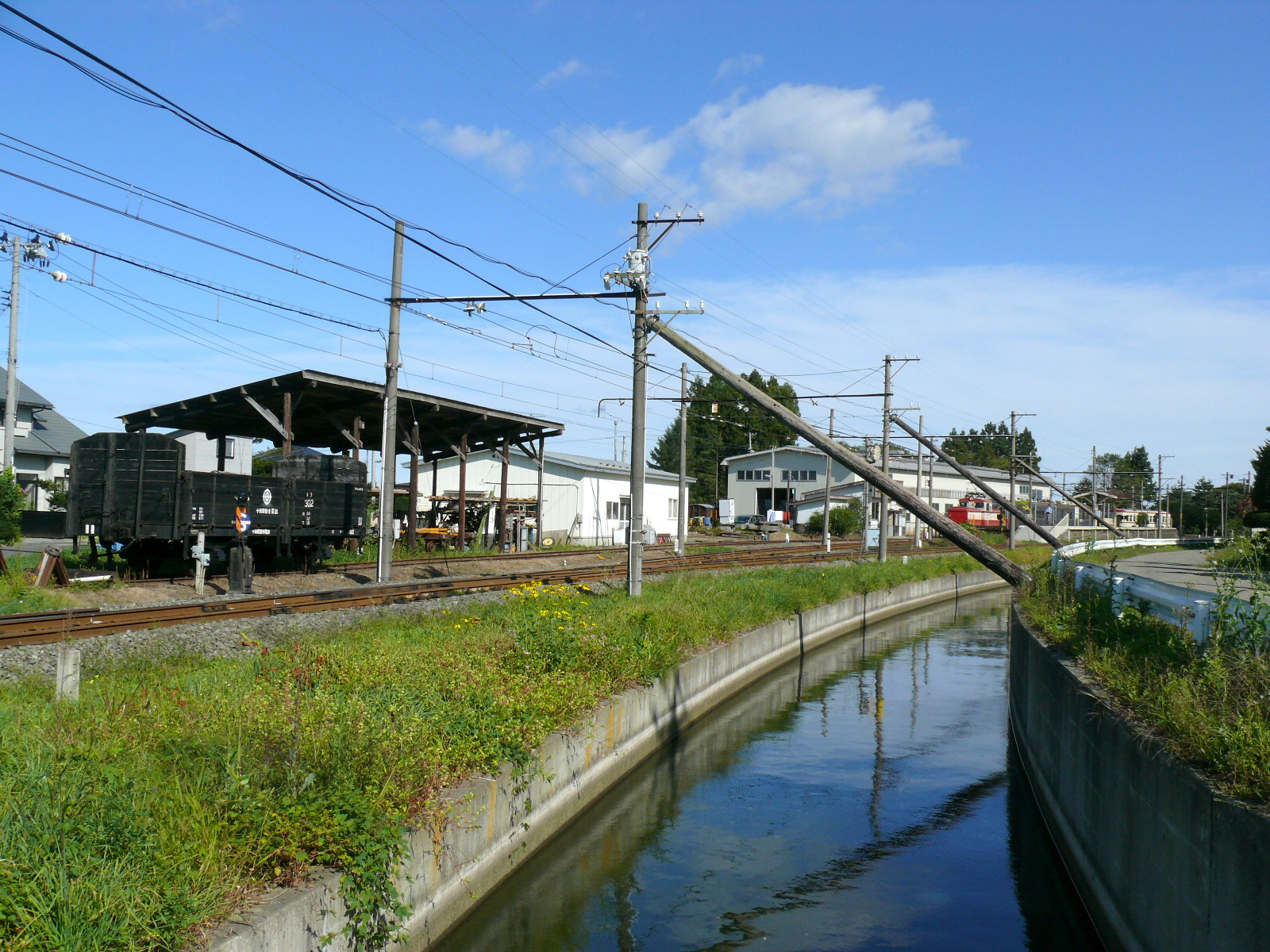
稲生川
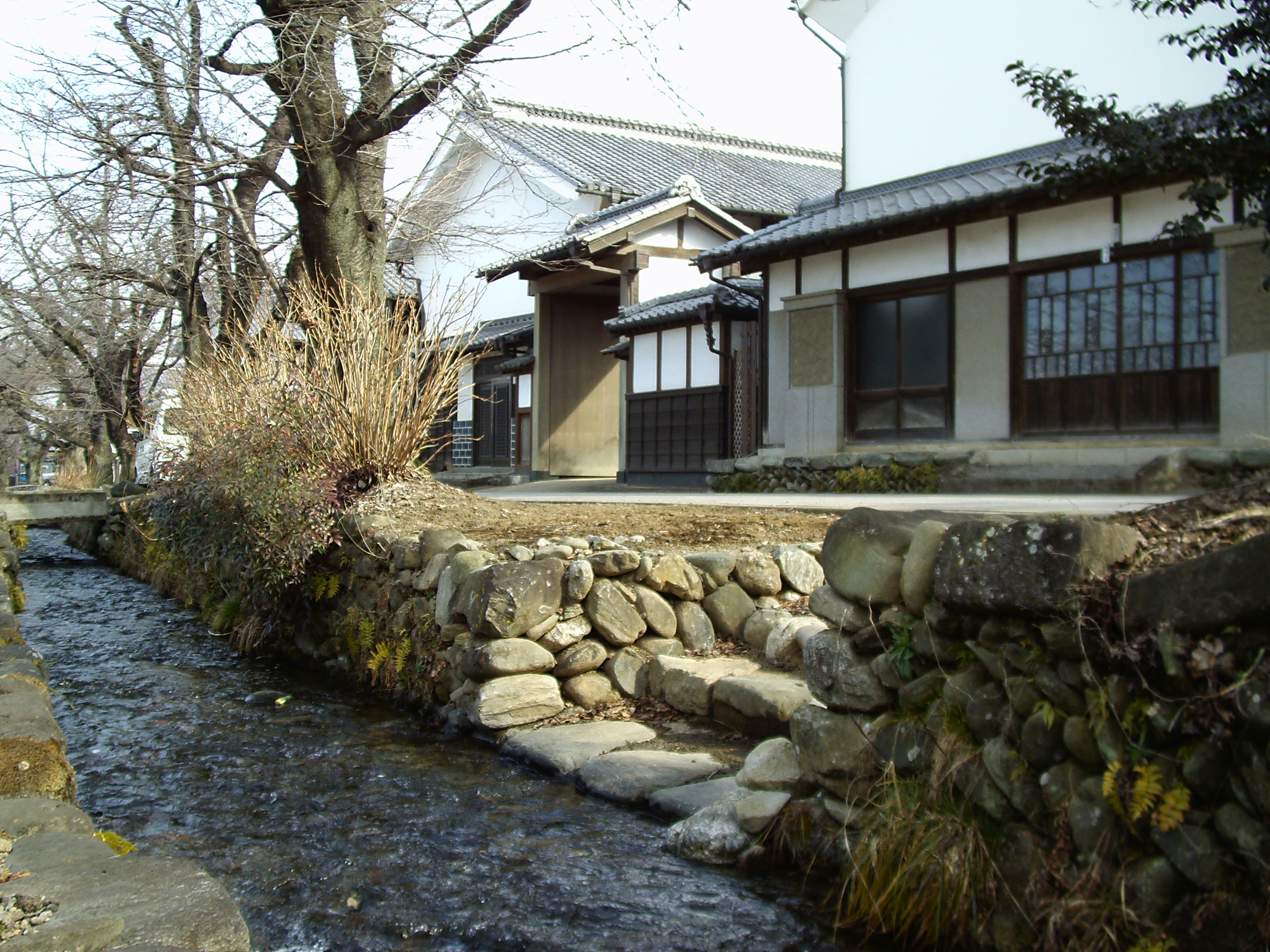
雄川堰
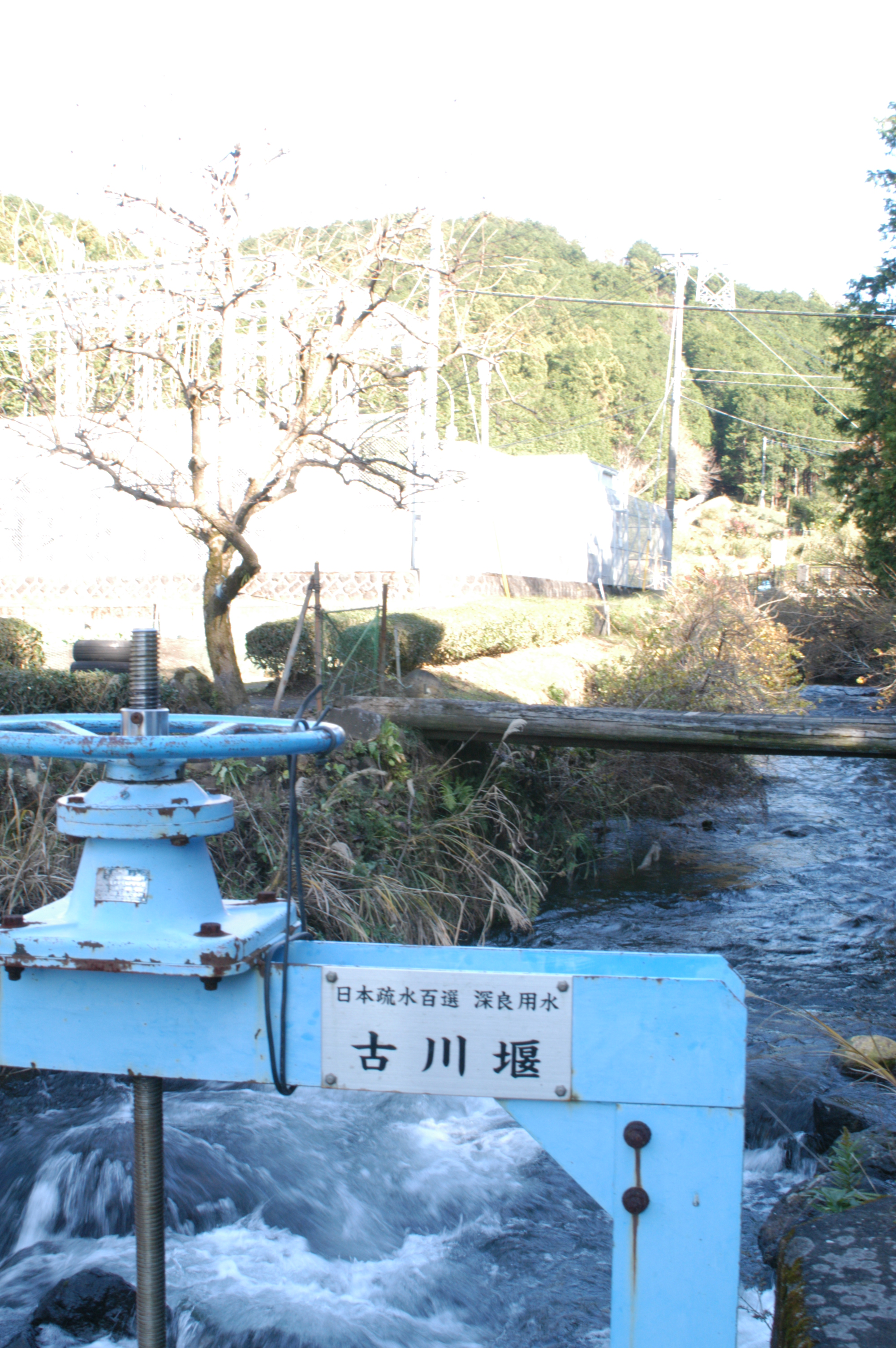
深良用水
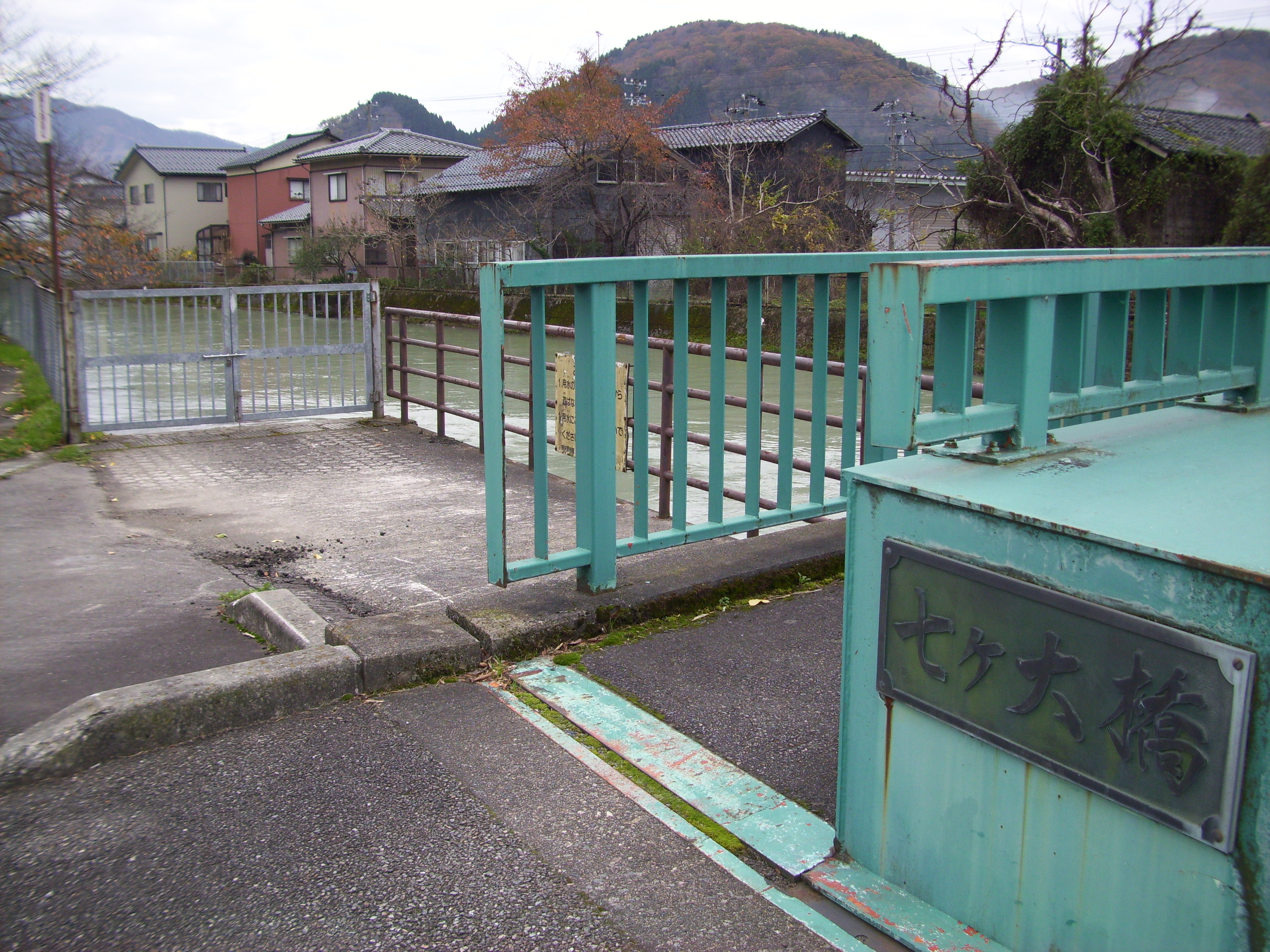
七ヶ用水
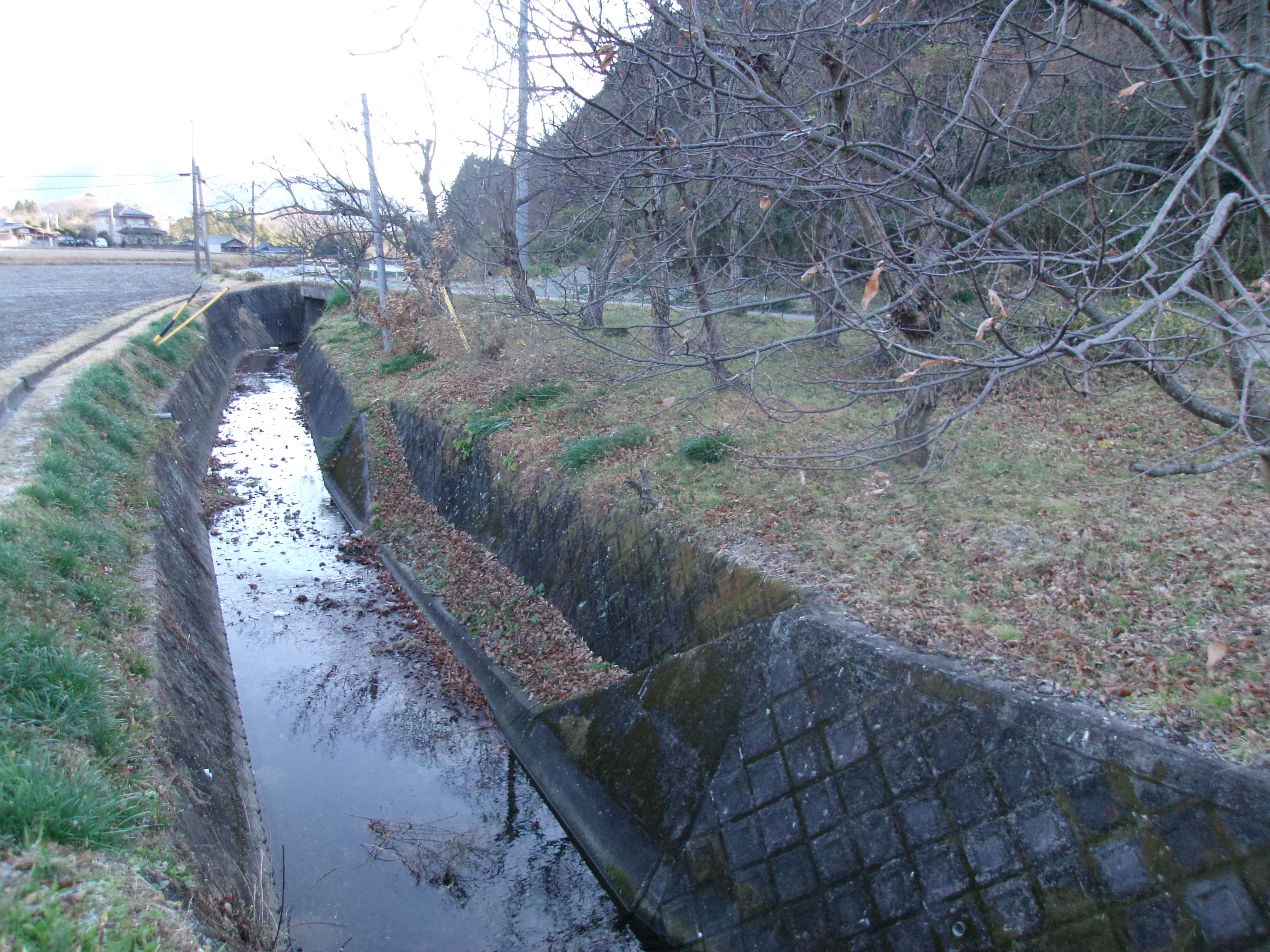
立梅用水
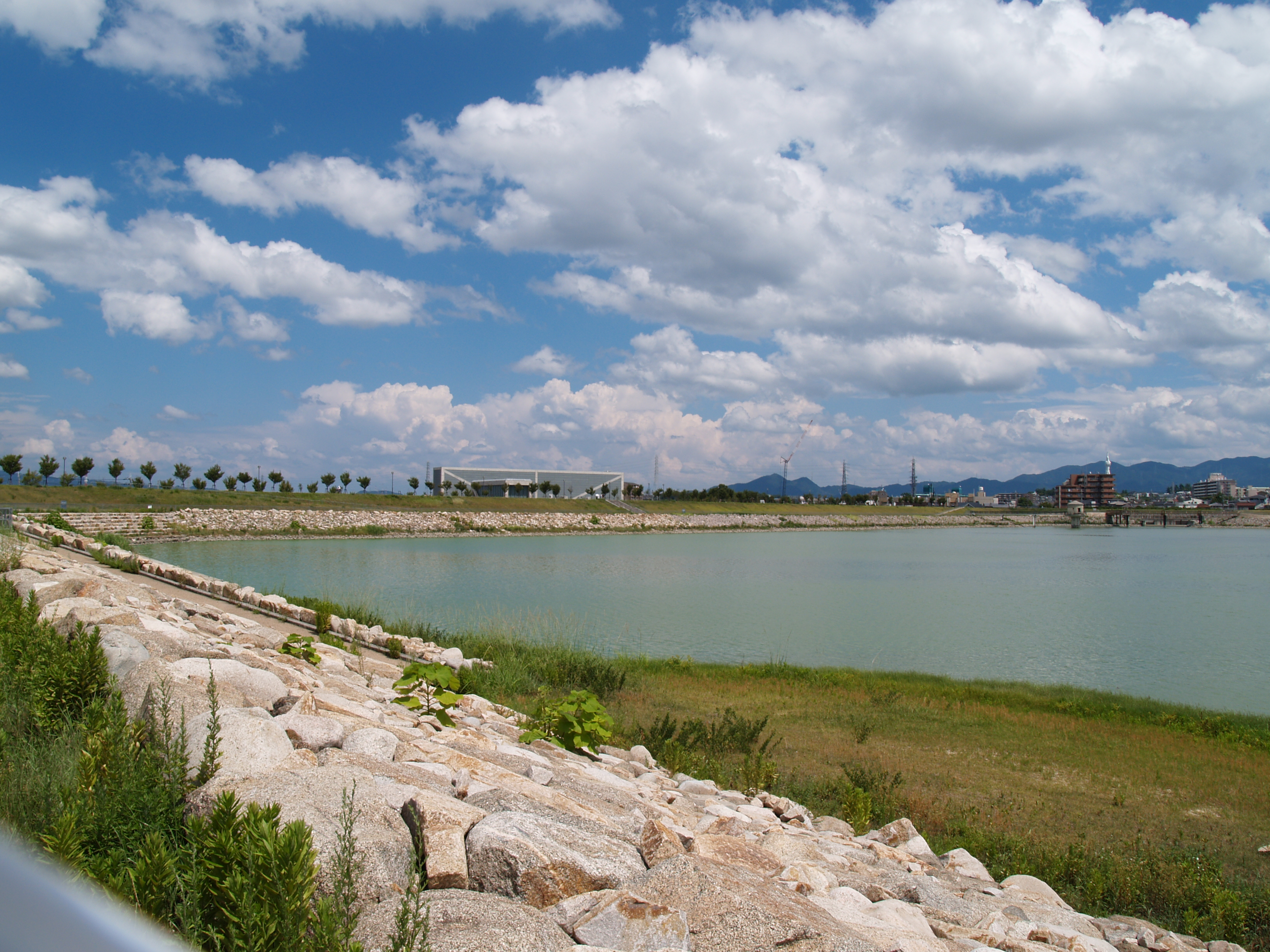
狭山池
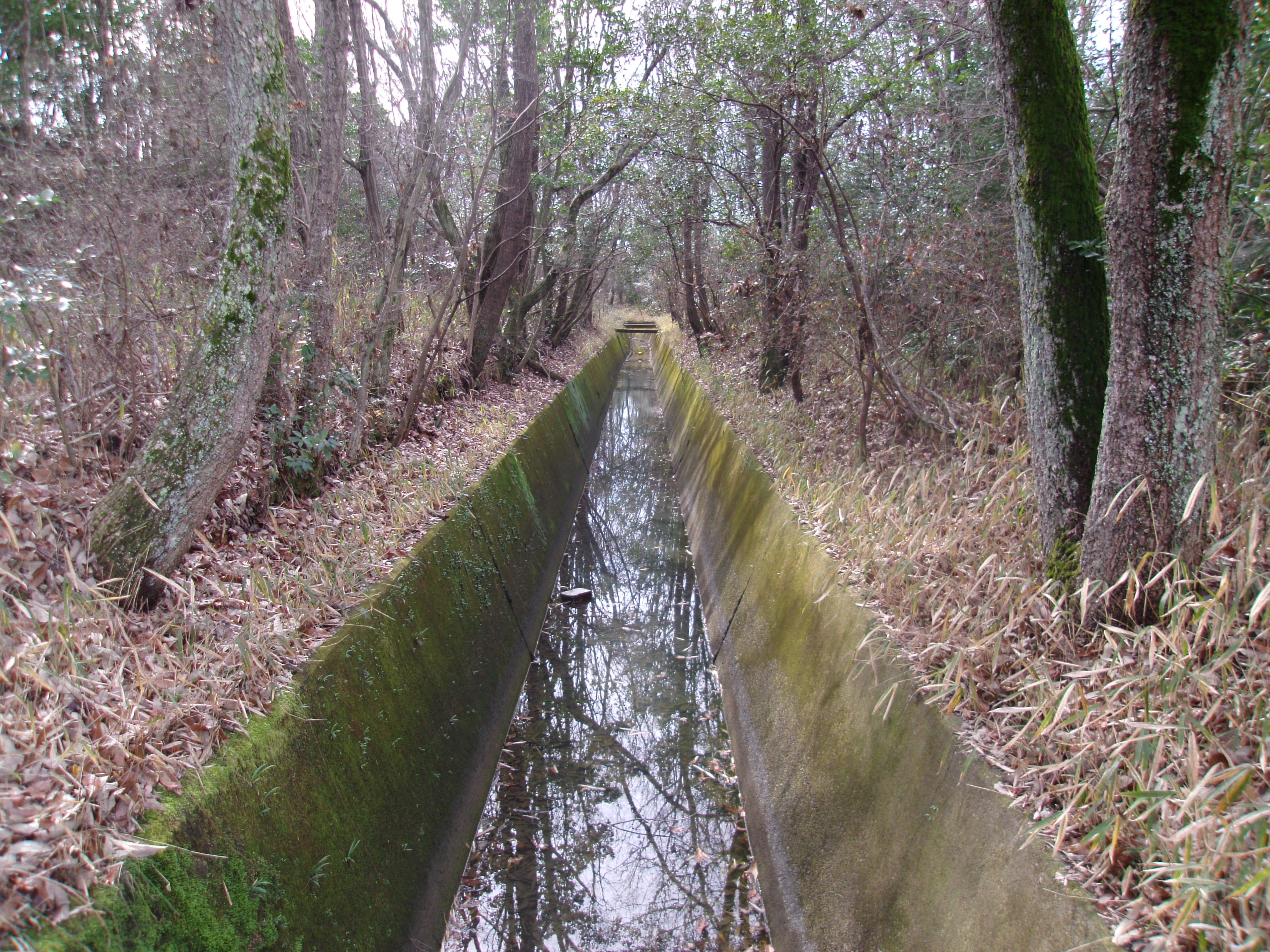
淡山疏水
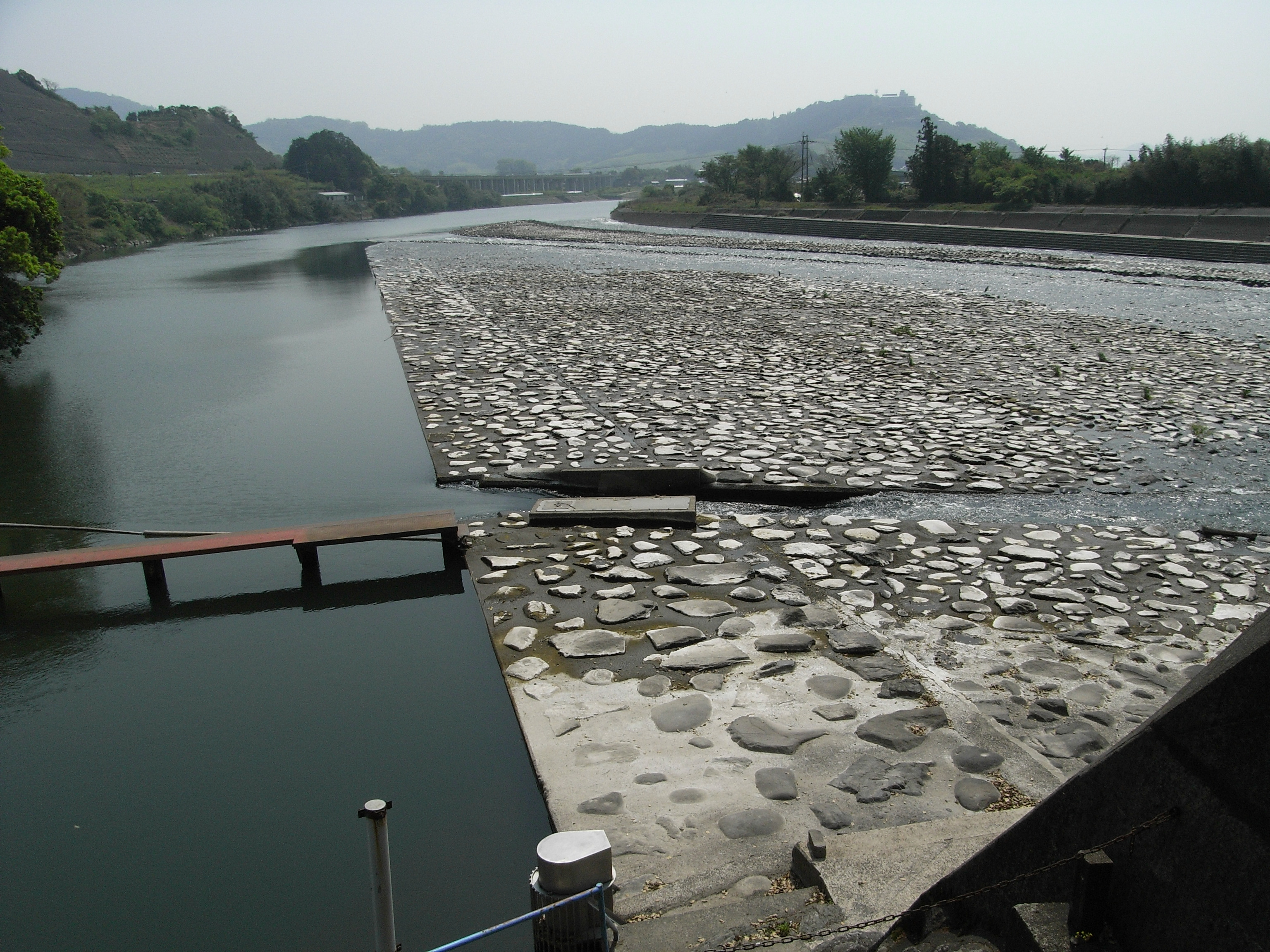
山田堰
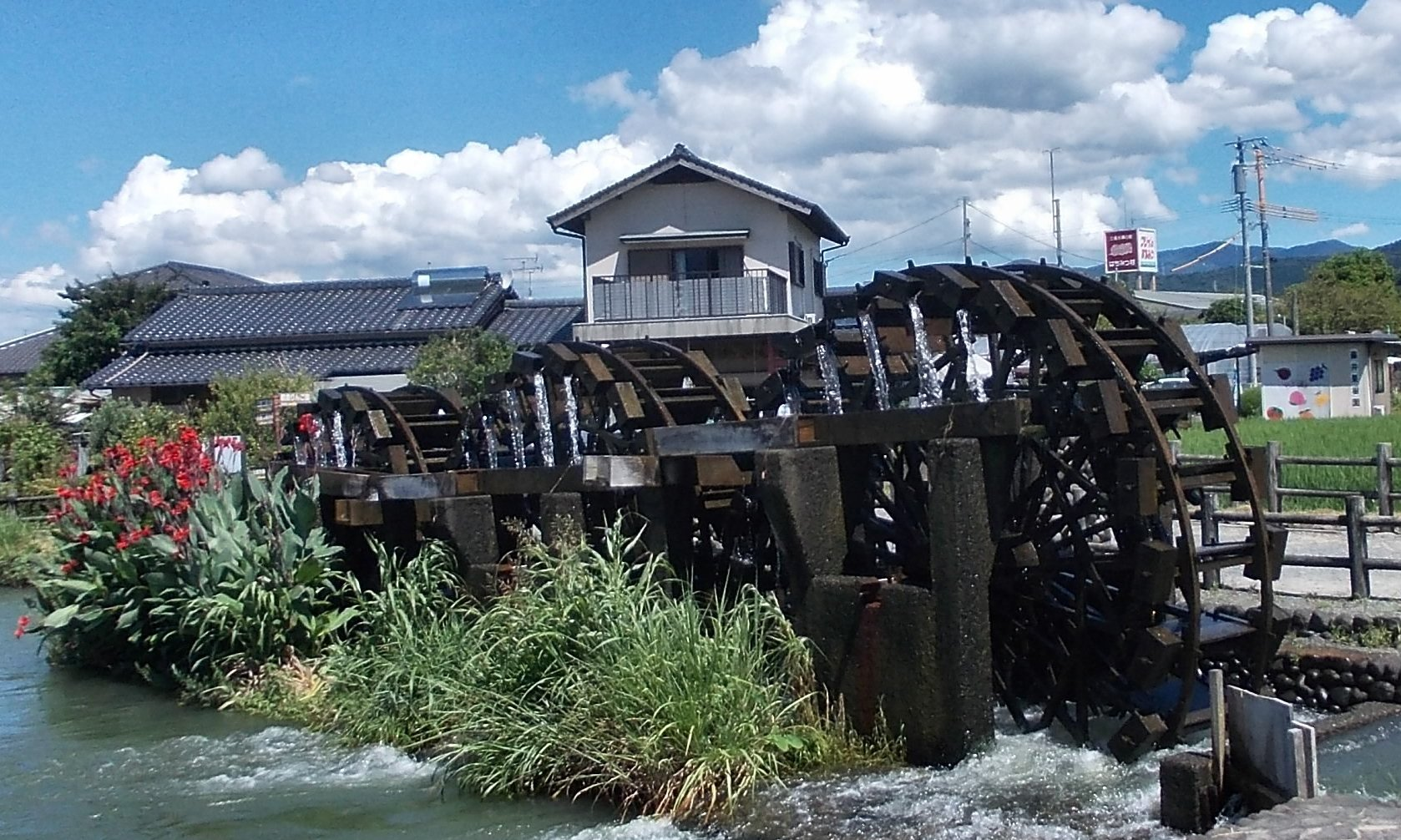
朝倉三連水車
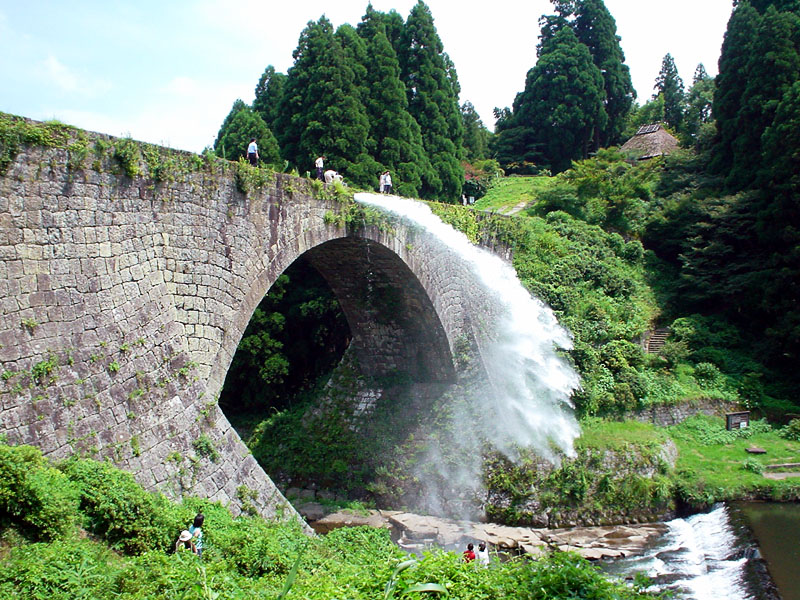
通潤用水
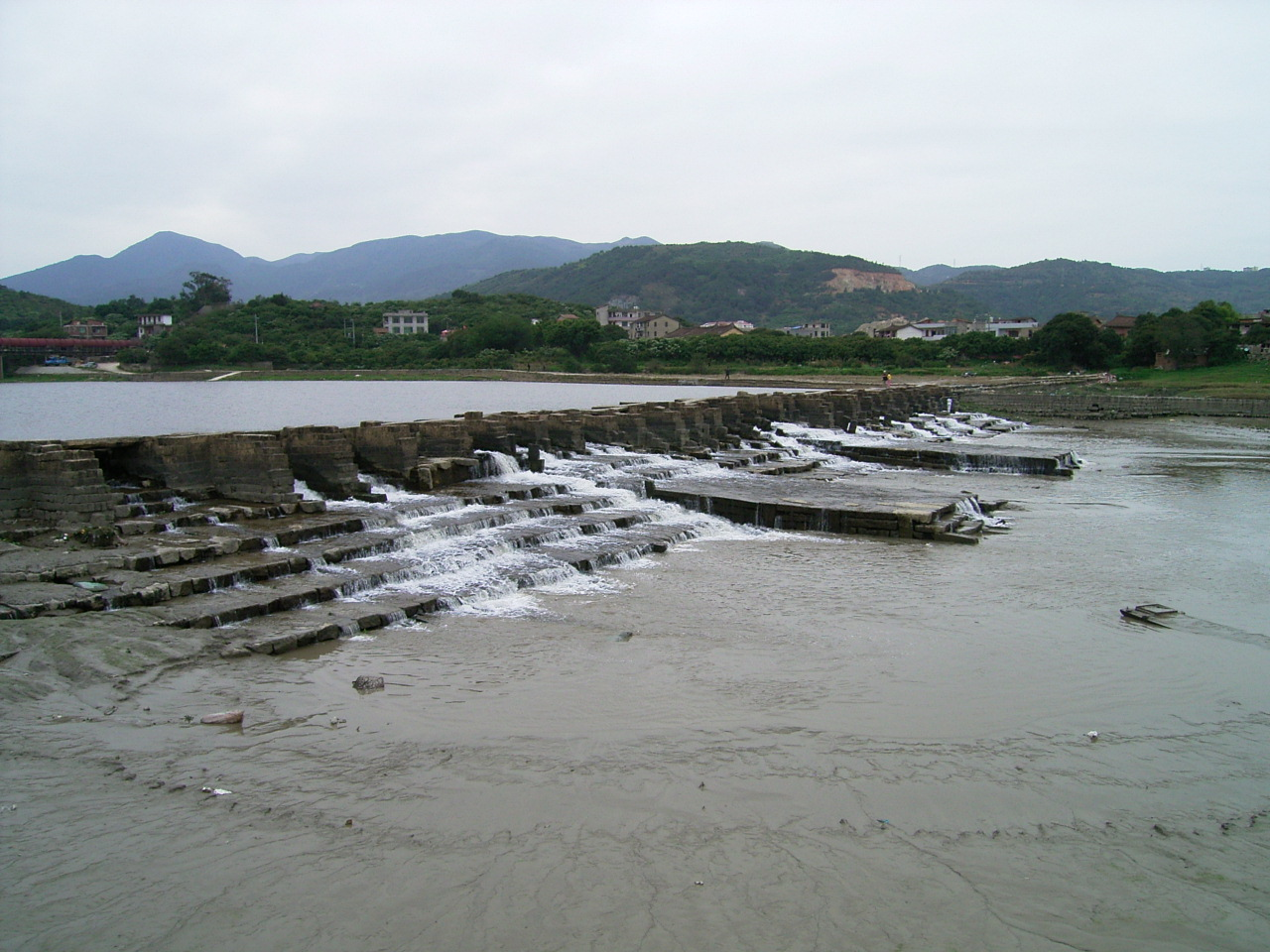
木蘭陂
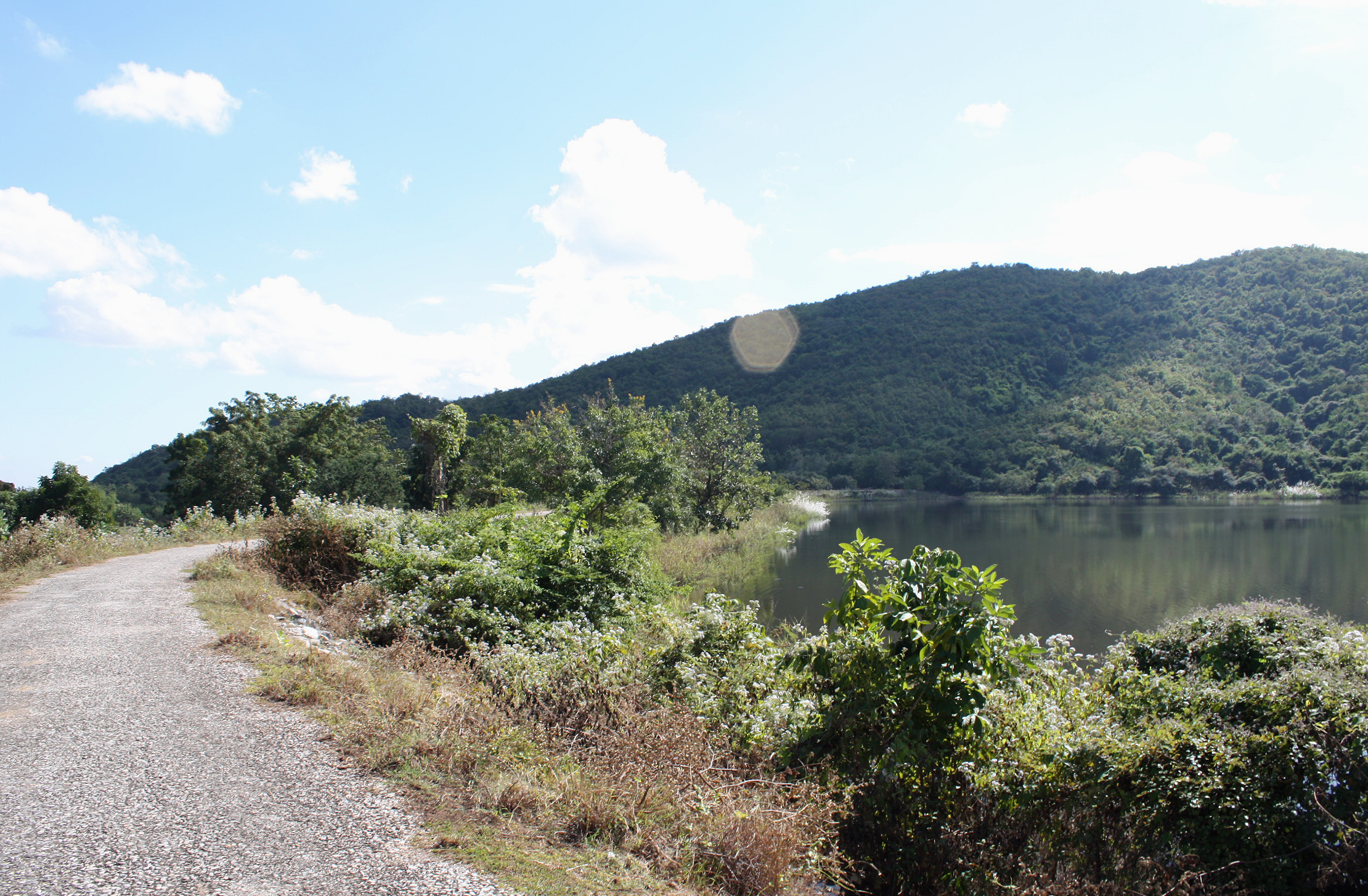
サリートポン
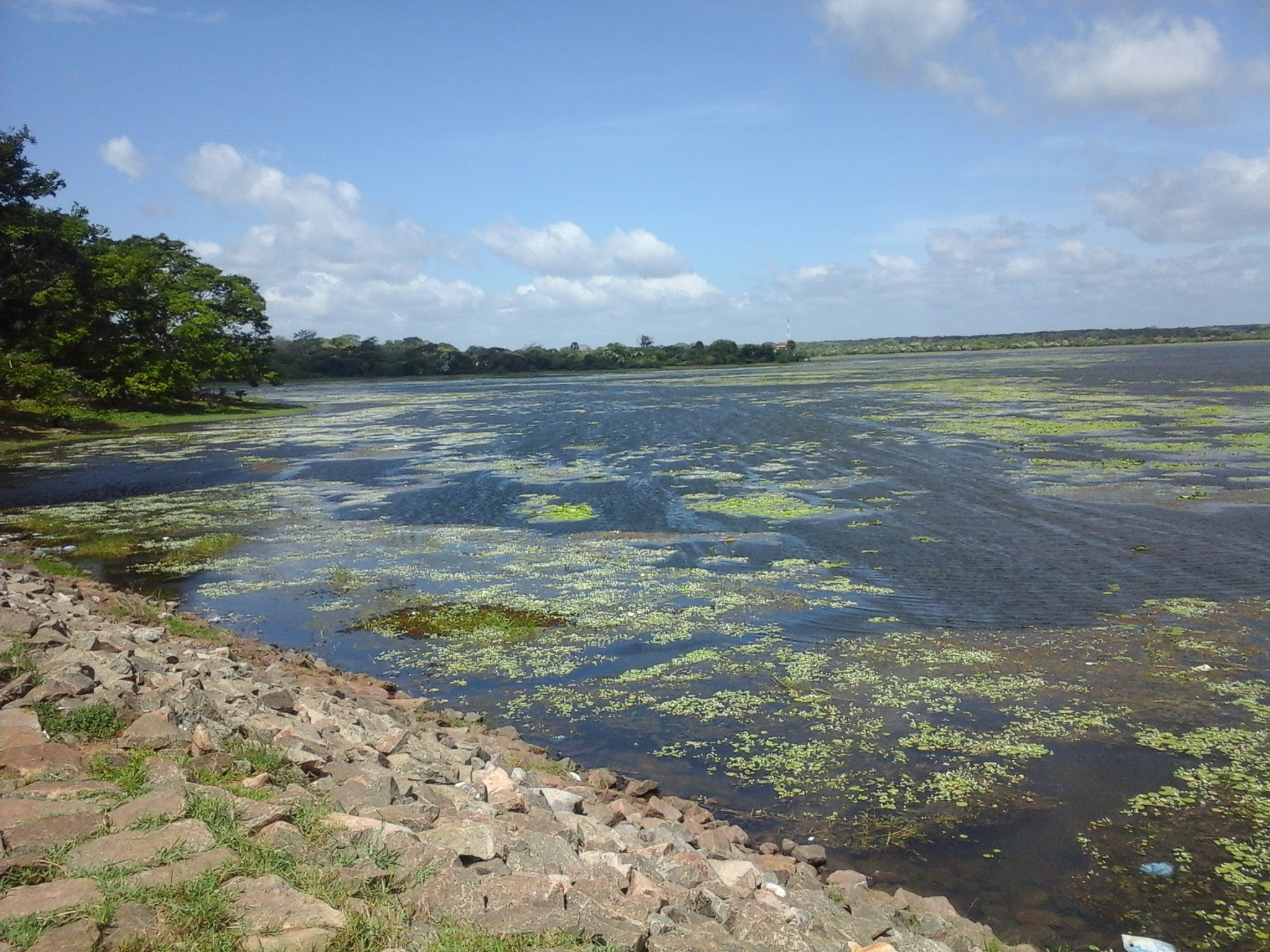
アブハヤ・ウェア

### 2015年
- 日本[注釈 3]
  - 上江用水、新潟県上越市・妙高市 …同じ関川水系の中江用水も参照。関川水系の土地改良区は世界水システム遺産
  - 曽代用水、岐阜県関市・美濃市 …農業遺産「清流長良川の鮎」の構成資産でもある
  - 入鹿池、愛知県犬山市
  - 久米田池、大阪府岸和田市
- 中国
  - 諸曁の「はねつるべ」、浙江省紹興市 …高台の農地へ撥ね釣瓶で水を汲み上げる農業が17世紀から続く
  - 芍陂池、安徽省六安市寿県 …孫叔敖が築いた現存する中国最古の水利施設で現在は安豊塘と呼ばれる、Wikipediaドイツ語版のQuebei-Bewässerungsprojektも参照
  - 它山堰（它山堰）、浙江省寧波市…唐の時代に築かれた堰、Wikipediaドイツ語版のTashan-Wehrも参照
- タイ
  - ランシット運河とチュラーロンコーン調整池…チャオプラヤー川を利用しラーマ5世が整備

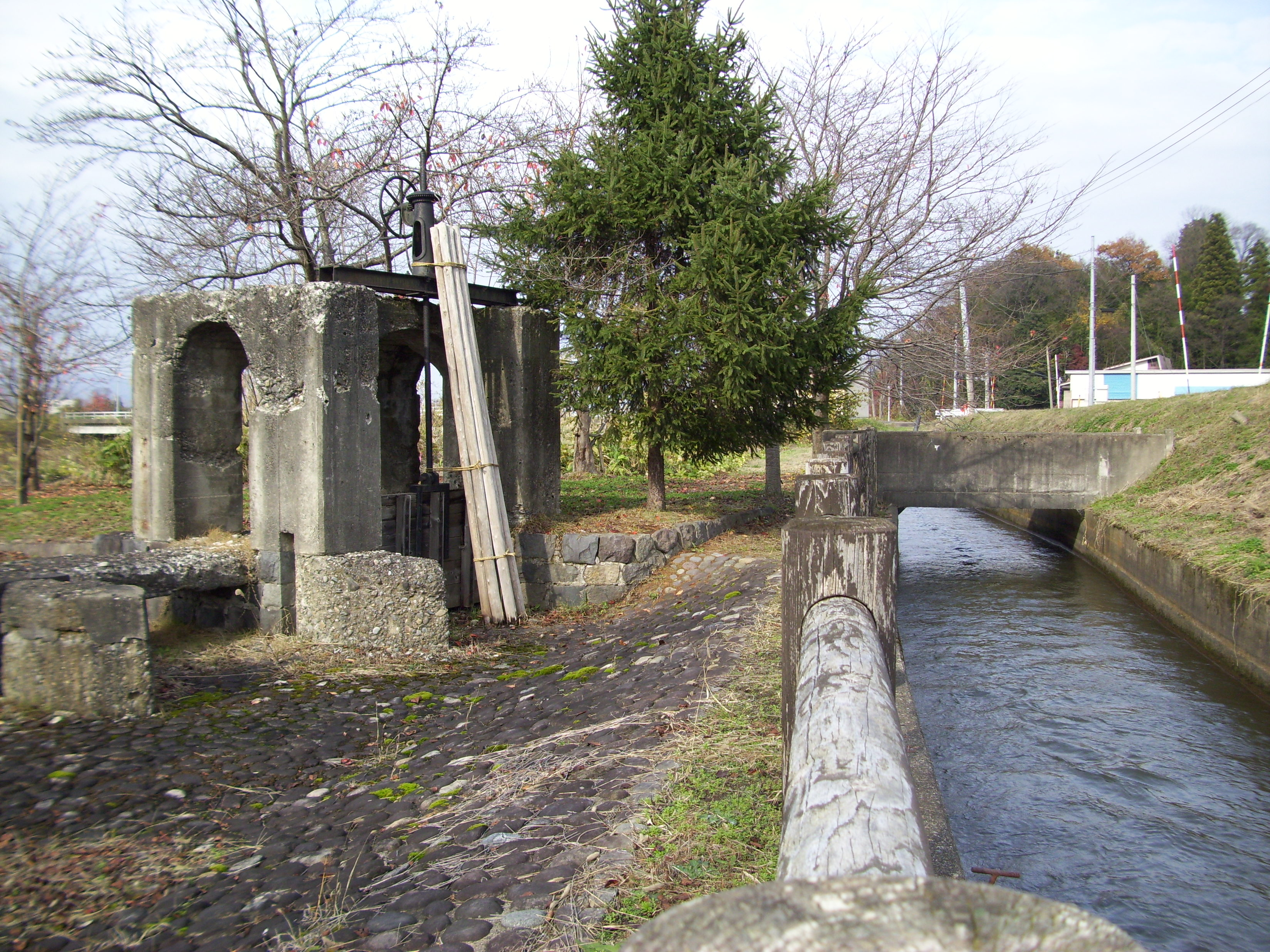
上江用水と旧分水施設
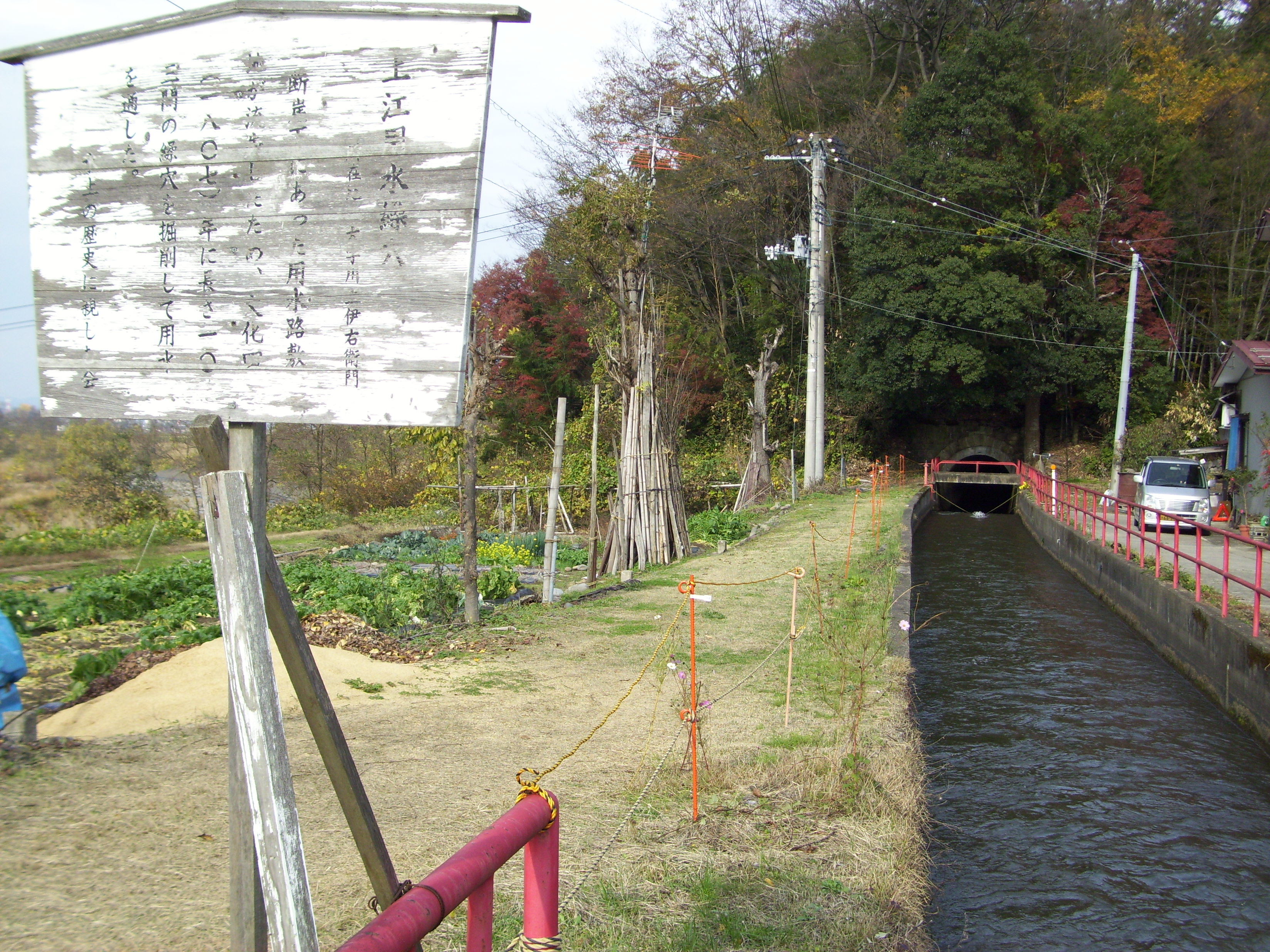
隧道になる上江用水
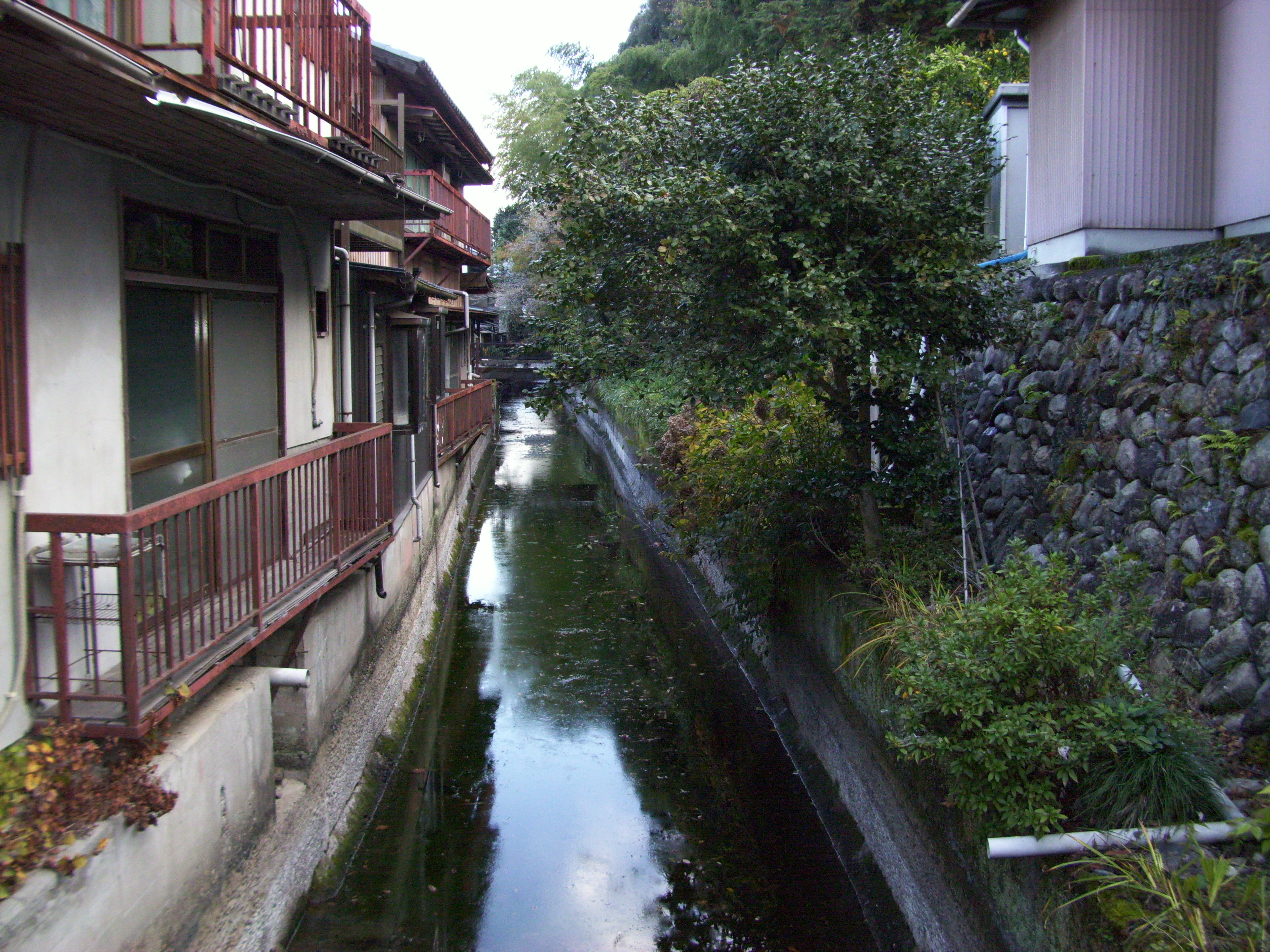
曽代用水
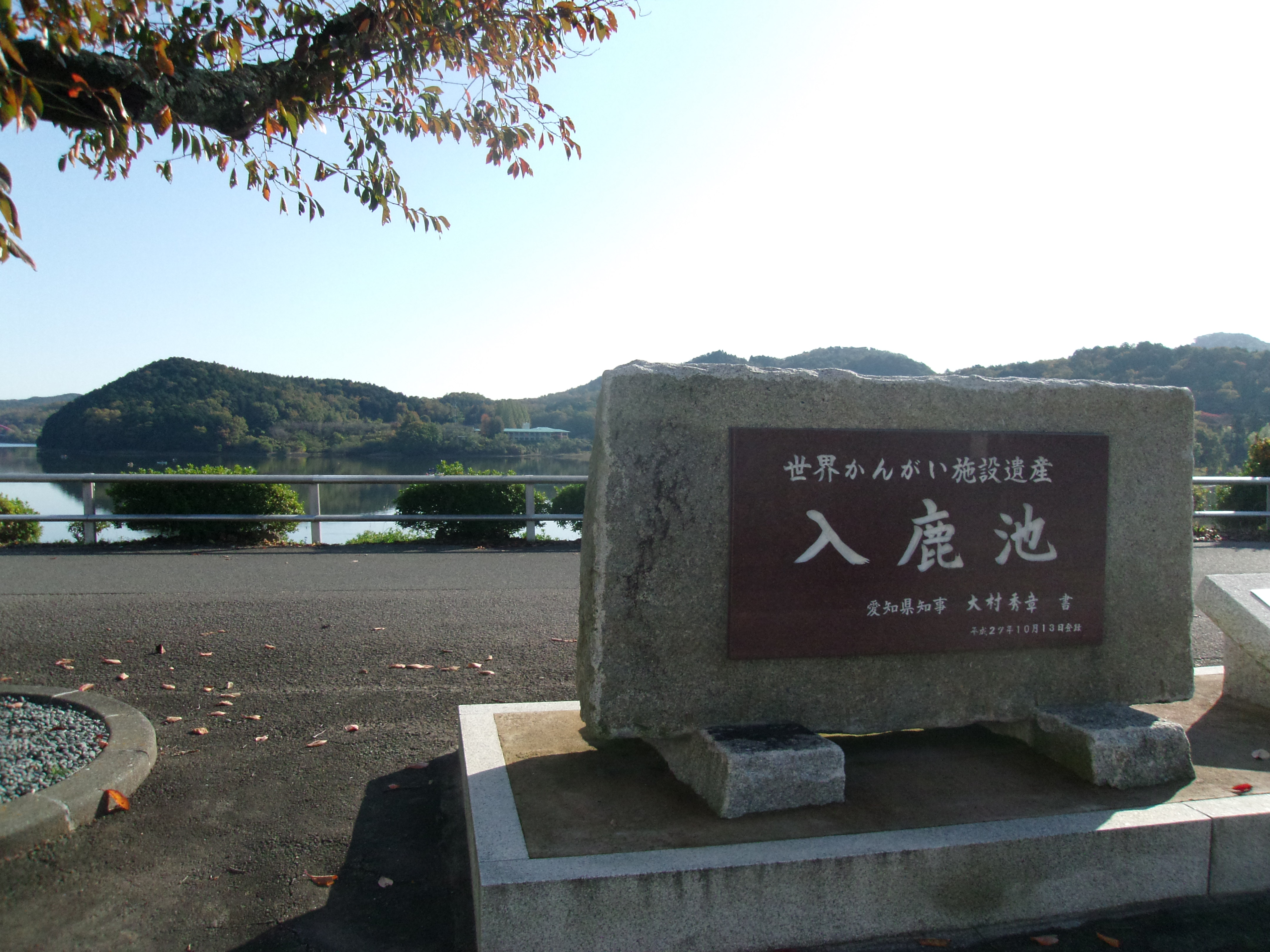
入鹿池
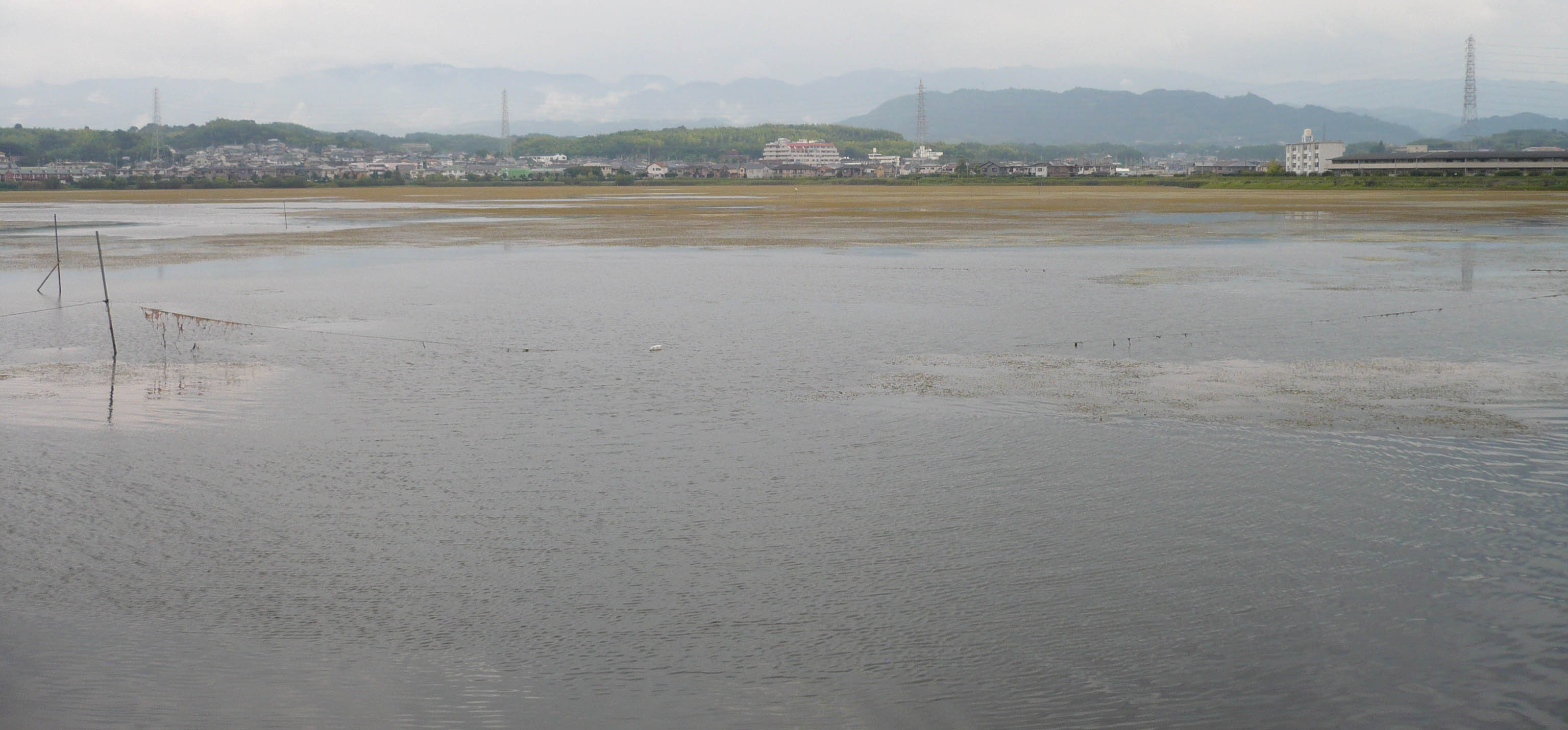
久米田池
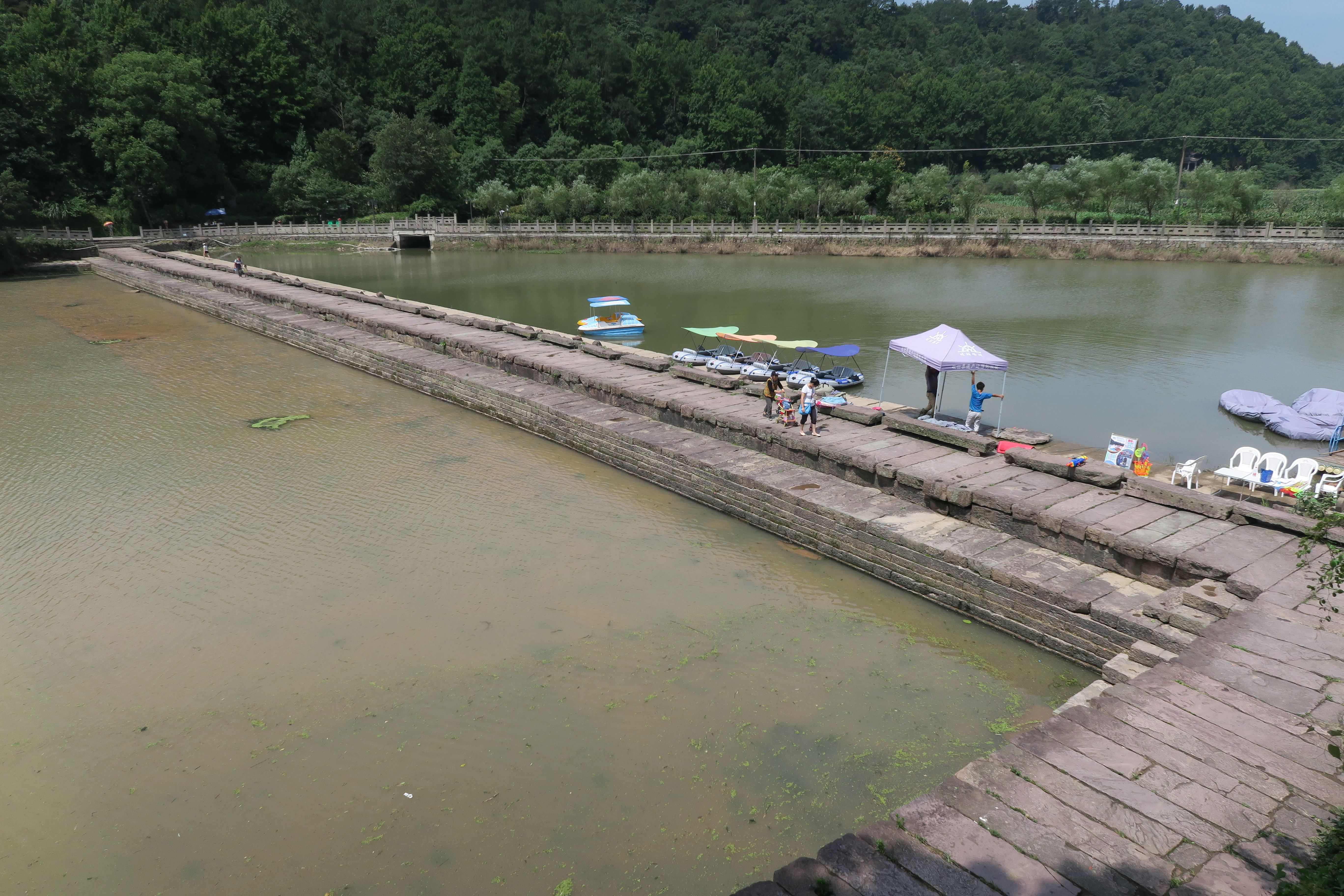
它山堰
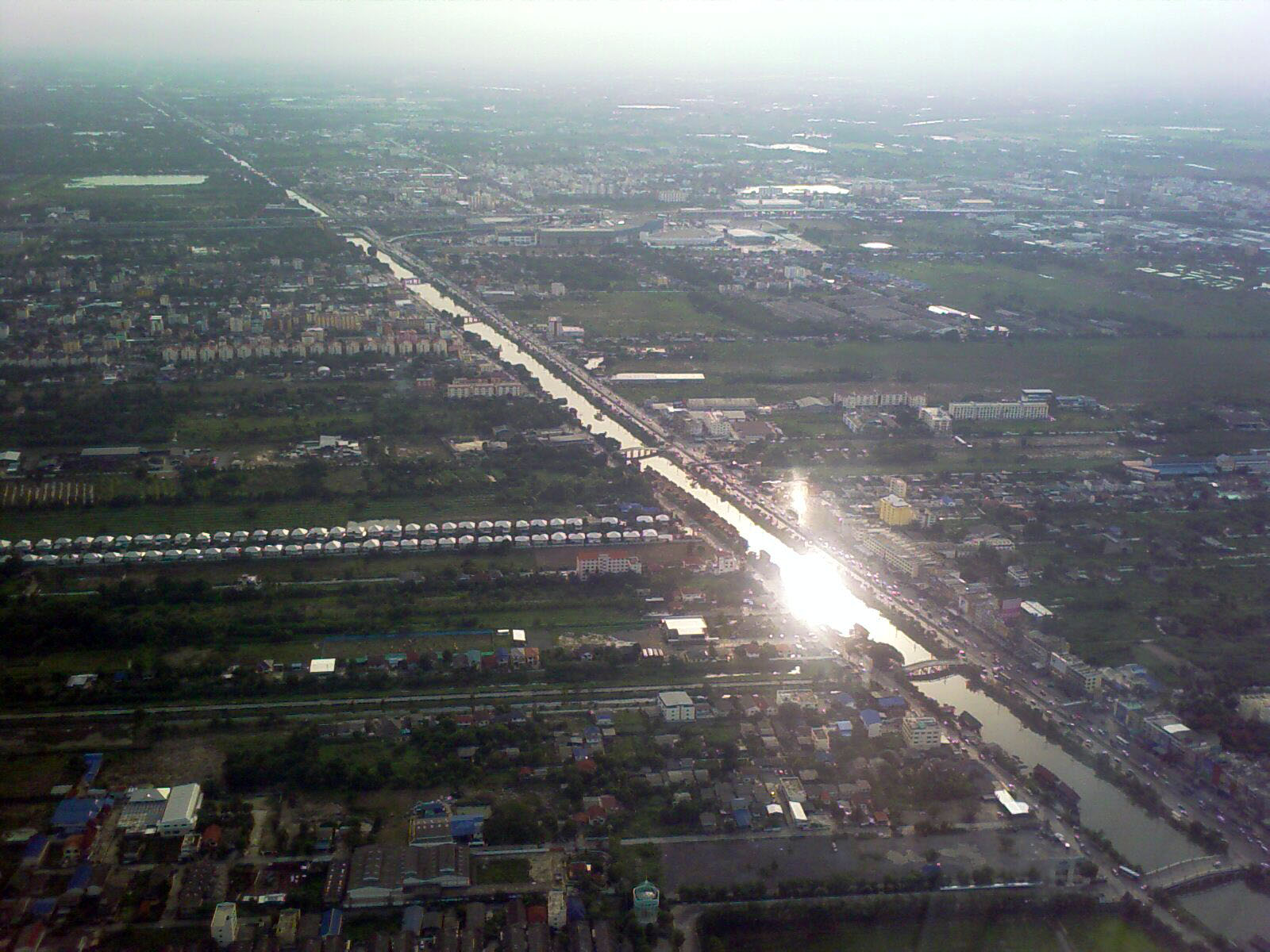
ランシット運河

### 2016年
- 日本
  - 照井堰用水、岩手県一関市・平泉町
  - 内川（大堰）、宮城県大崎市…日本農業遺産・世界農業遺産「大崎耕土」の構成資産
  - 安積疏水、福島県郡山市・猪苗代町…日本遺産
  - 長野堰用水、群馬県高崎市
  - 村山六ヶ村堰疏水、山梨県北杜市
  - 滝之湯堰・大河原堰、長野県茅野市
  - 拾ヶ堰、長野県安曇野市・松本市
  - 源兵衛川、静岡県三島市 …世界水システム遺産
  - 足羽川用水、福井県福井市 …関連事項として足羽川および足羽川ダムも参照
  - 明治用水、愛知県安城市・岡崎市・豊田市・知立市・刈谷市・高浜市・碧南市・西尾市
  - 南家城川口井水、三重県津市
  - 満濃池、香川県まんのう町
  - 常盤湖、山口県宇部市
  - 幸野溝・百太郎溝、熊本県湯前町・多良木町・あさぎり町・錦町[注釈 4]
- 韓国
  - 西湖（서호공원）、水原市 …水原華城築城の際に整備された
  - 碧骨堤（벽골제）、金堤市 …百済時代に造られた韓国最古の貯水池
- 中国
  - 楼崗および太湖下流域、上海市 …呉淞江や黄浦江の上流部で蘇州クリーク（英語版）と呼ばれ、「上海的菜篮子（上海の野菜畑）」と形容される近郊農業を支える
  - 鄭国渠、西安市…鄭国により築造
  - 北谷堤、江西省…中国語版Wikipediaの灉水も参照
- エジプト
  - アスワンダム
  - デルタ・バラージュ（英語版）、ギザ …ムハンマド・アリーがナイル川を利用し1861年に構築
- ロシア
  - ノヴゴロド州灌漑（Новгород орошение） …帝政ロシア時代の1854年にムスタ川を利用し構築

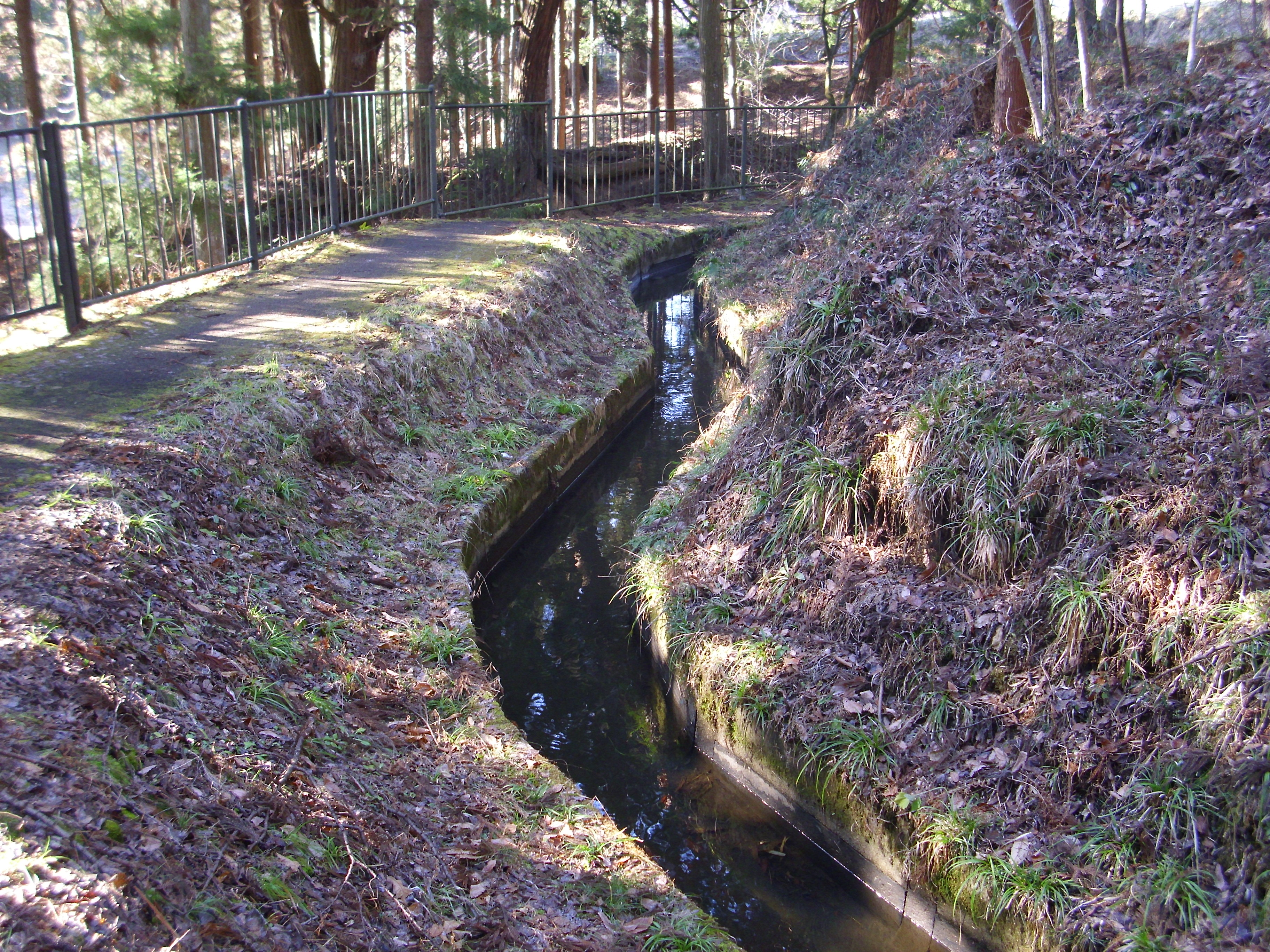
照井堰用水
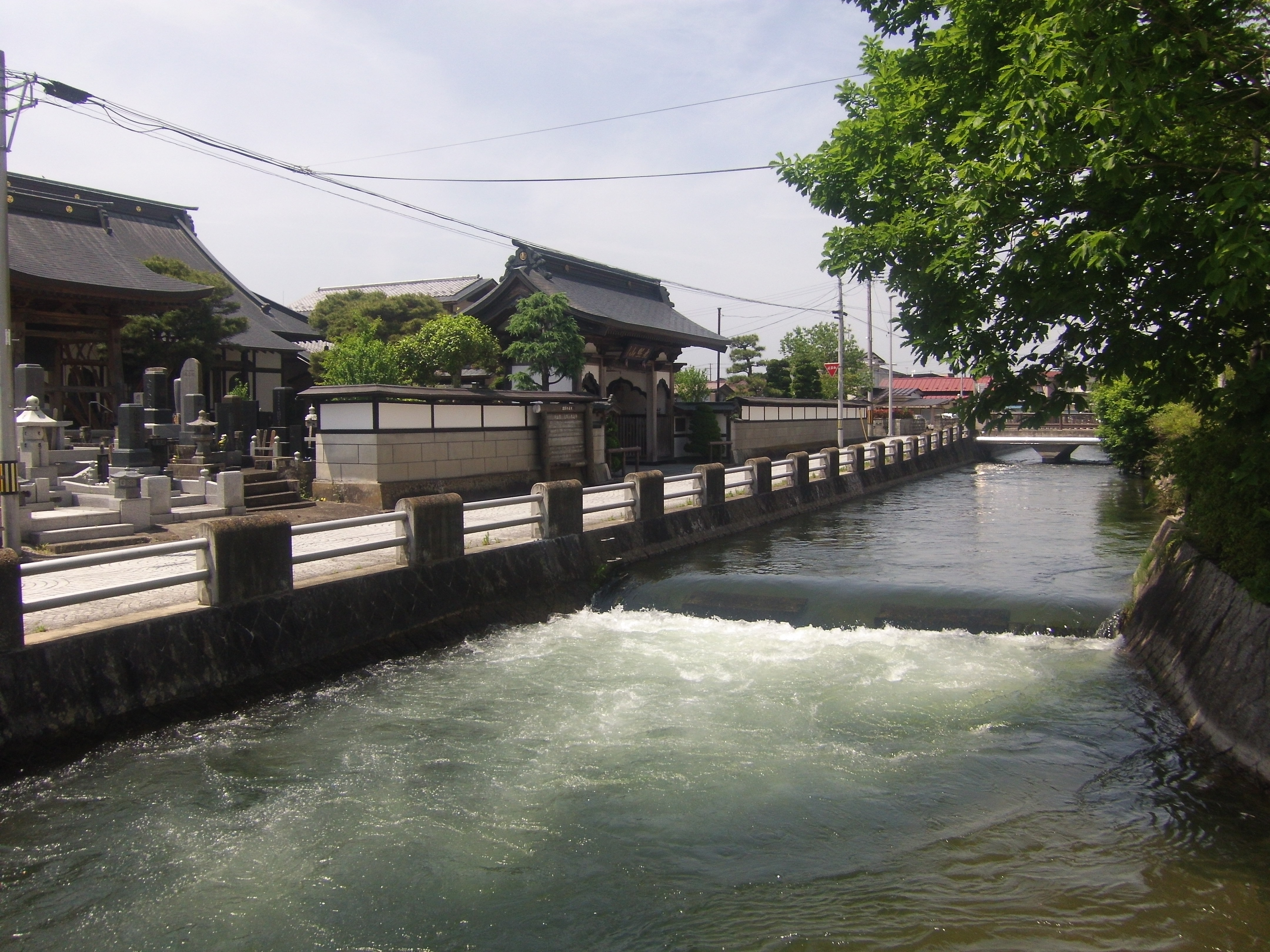
内川
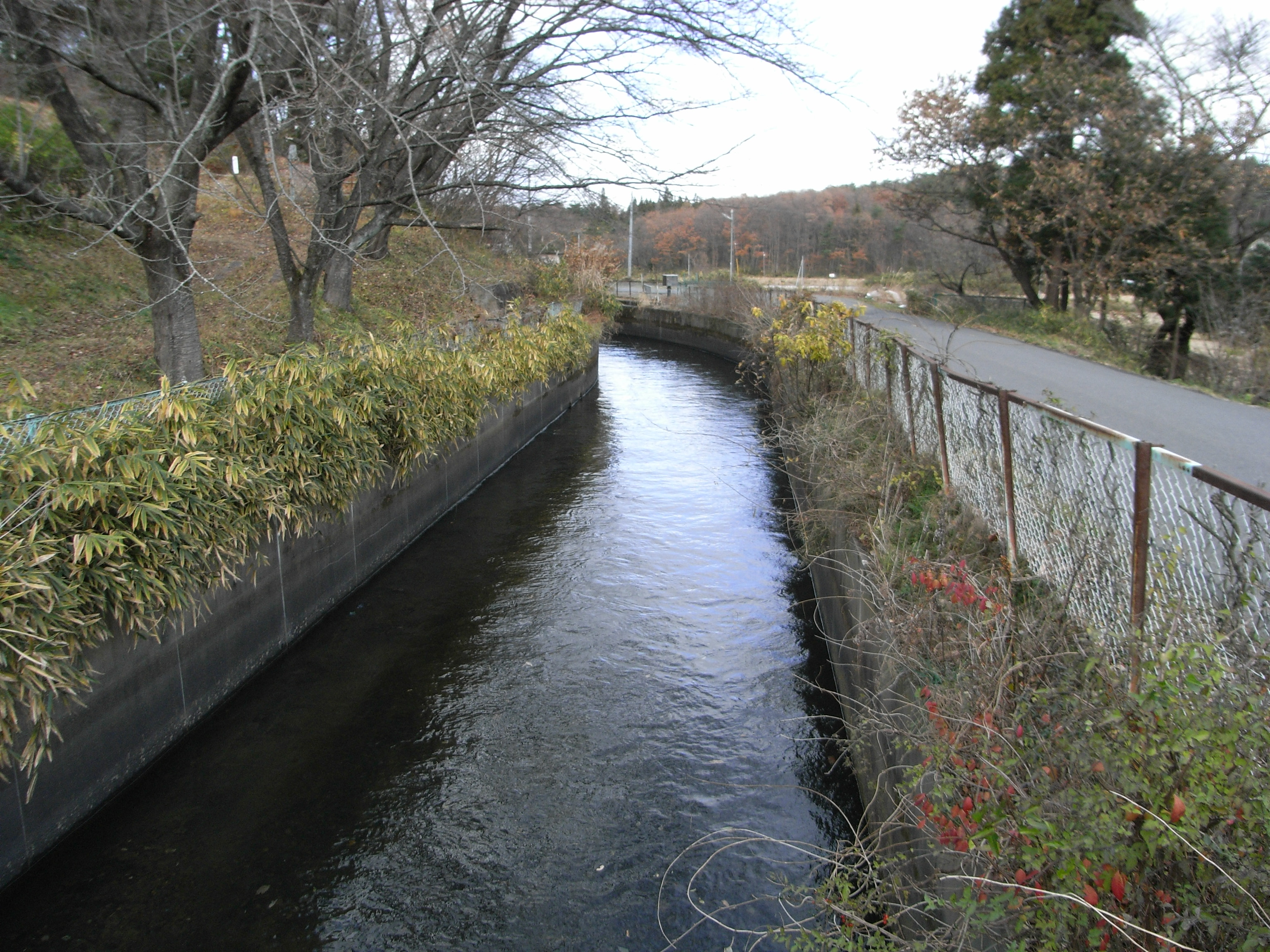
安積疏水
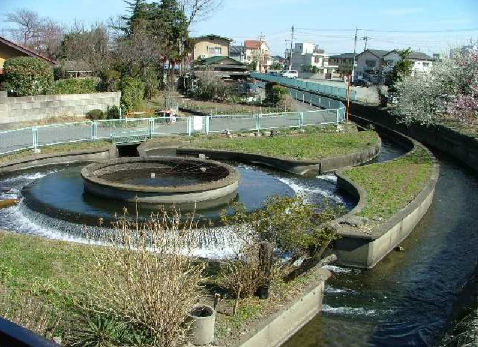
長野堰の円筒分水
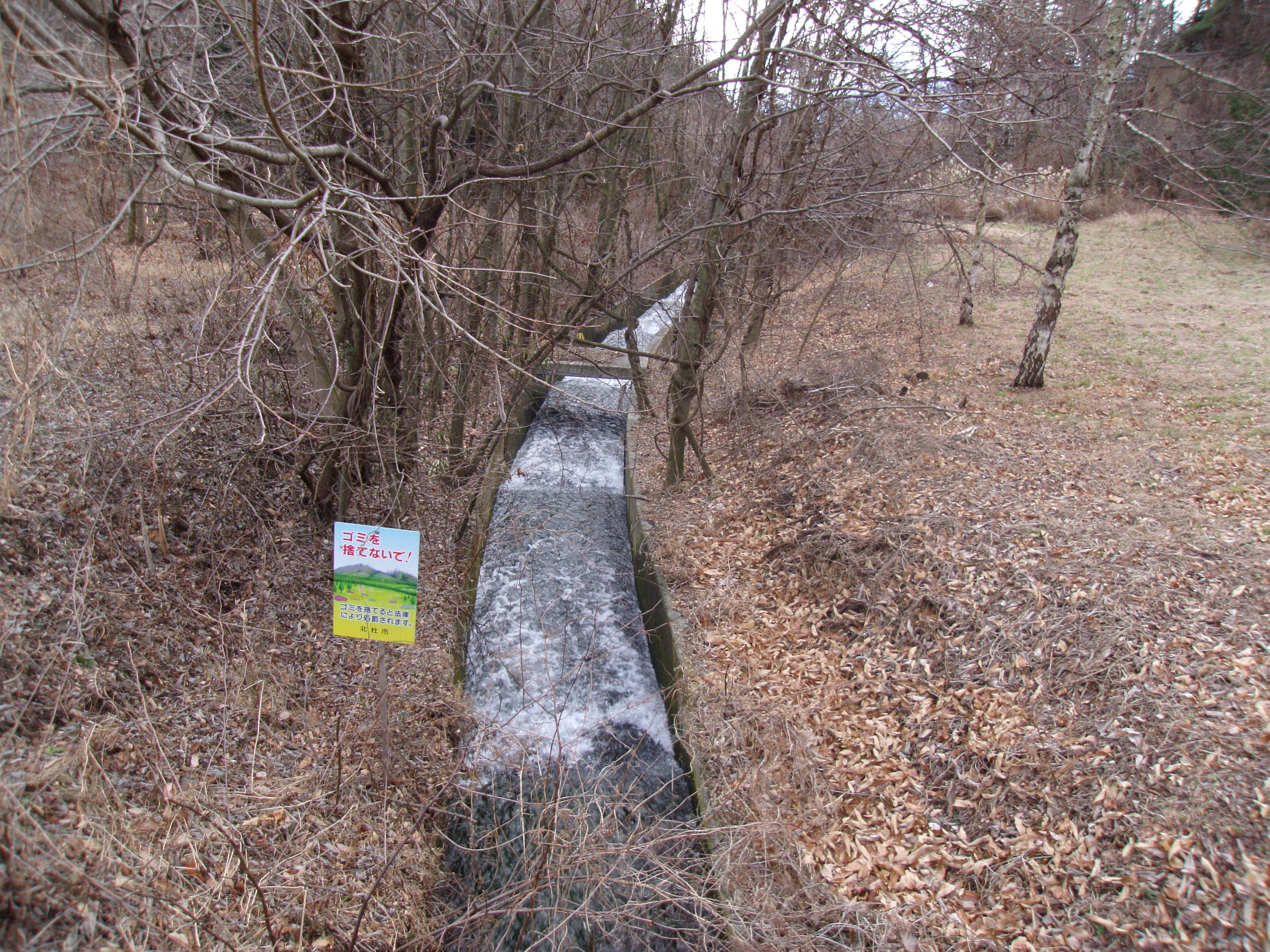
村山六ヶ村堰疎水
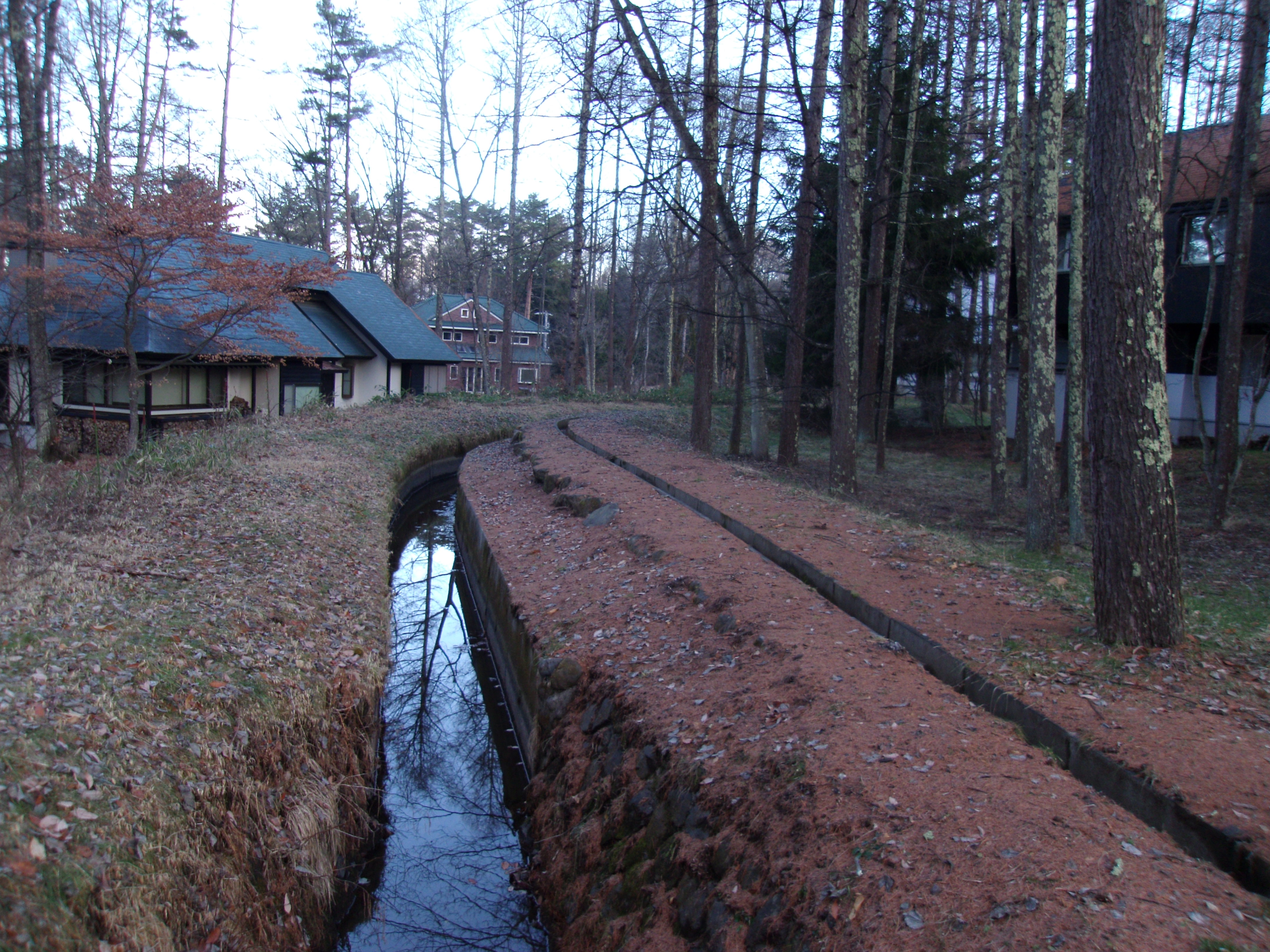
大河原堰
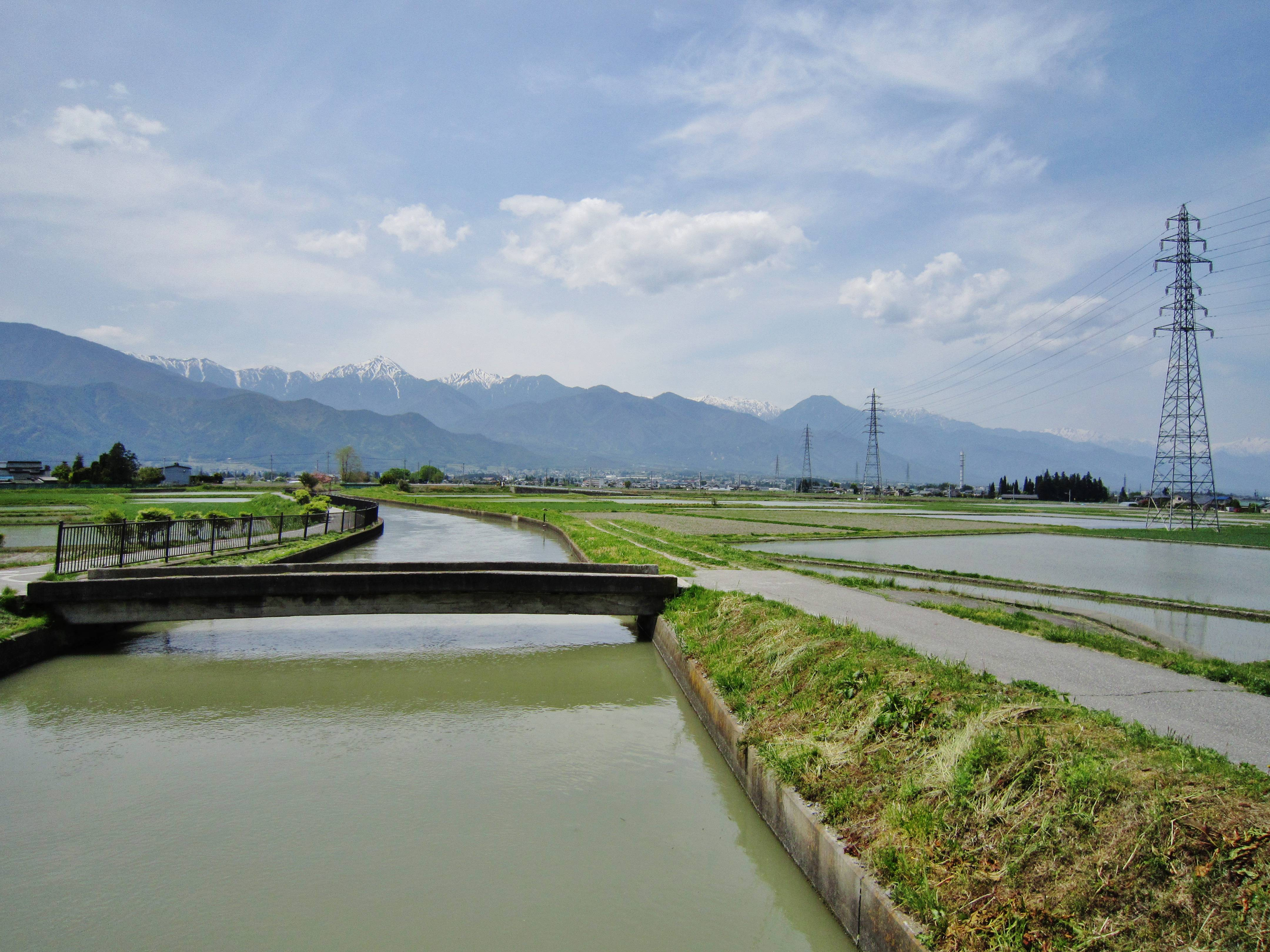
拾ヶ堰
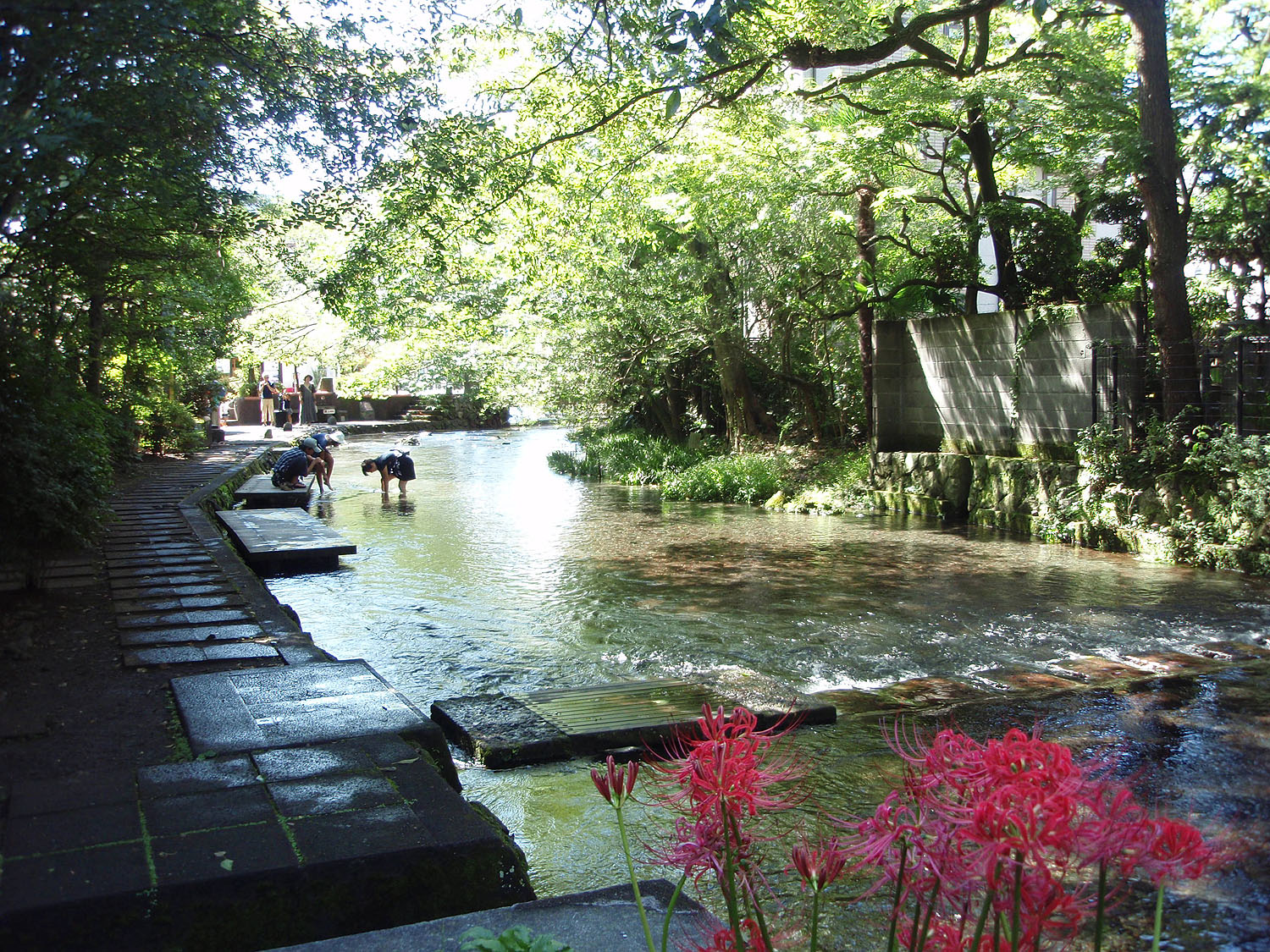
源兵衛川
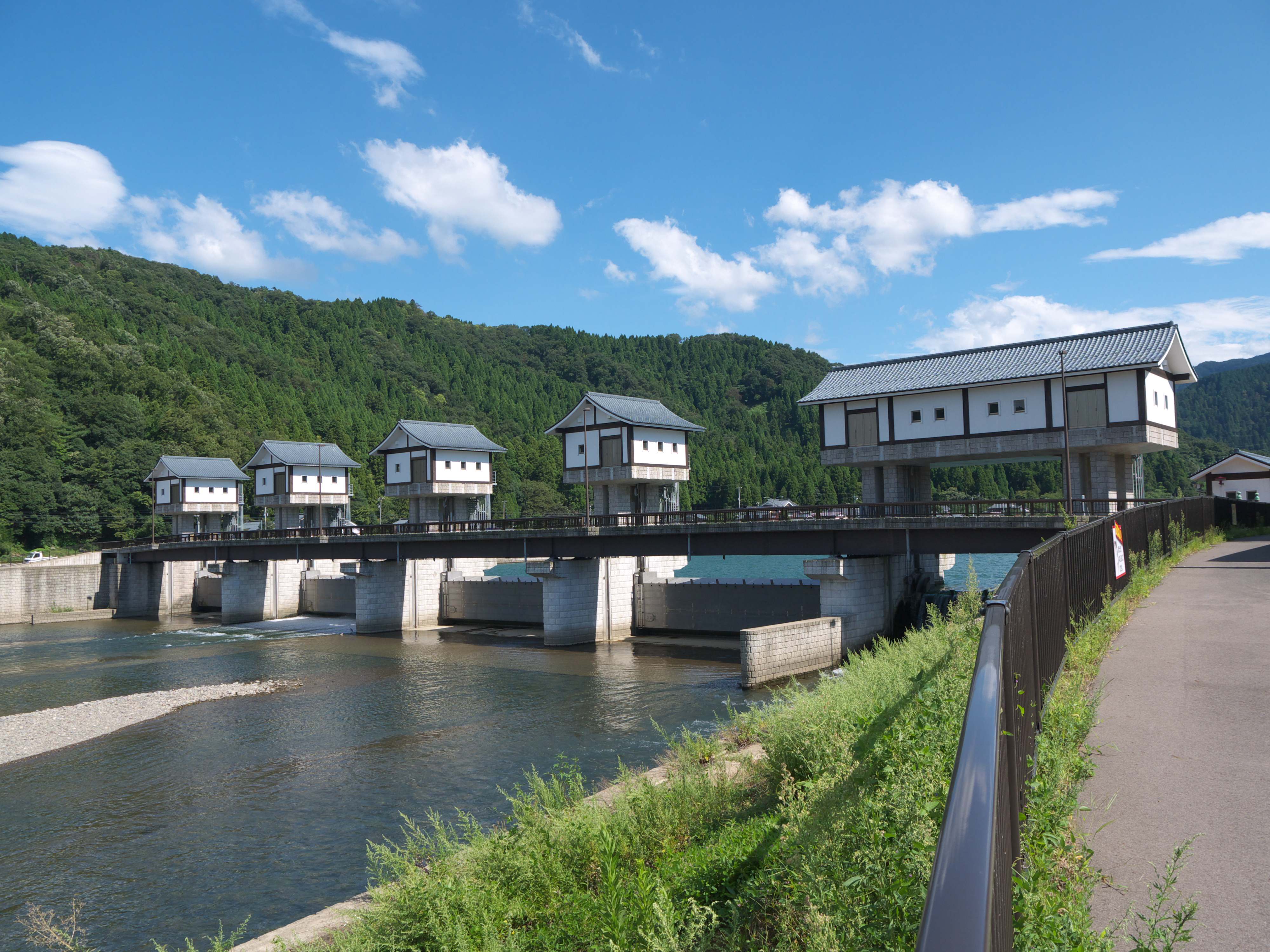
足羽川用水頭首工
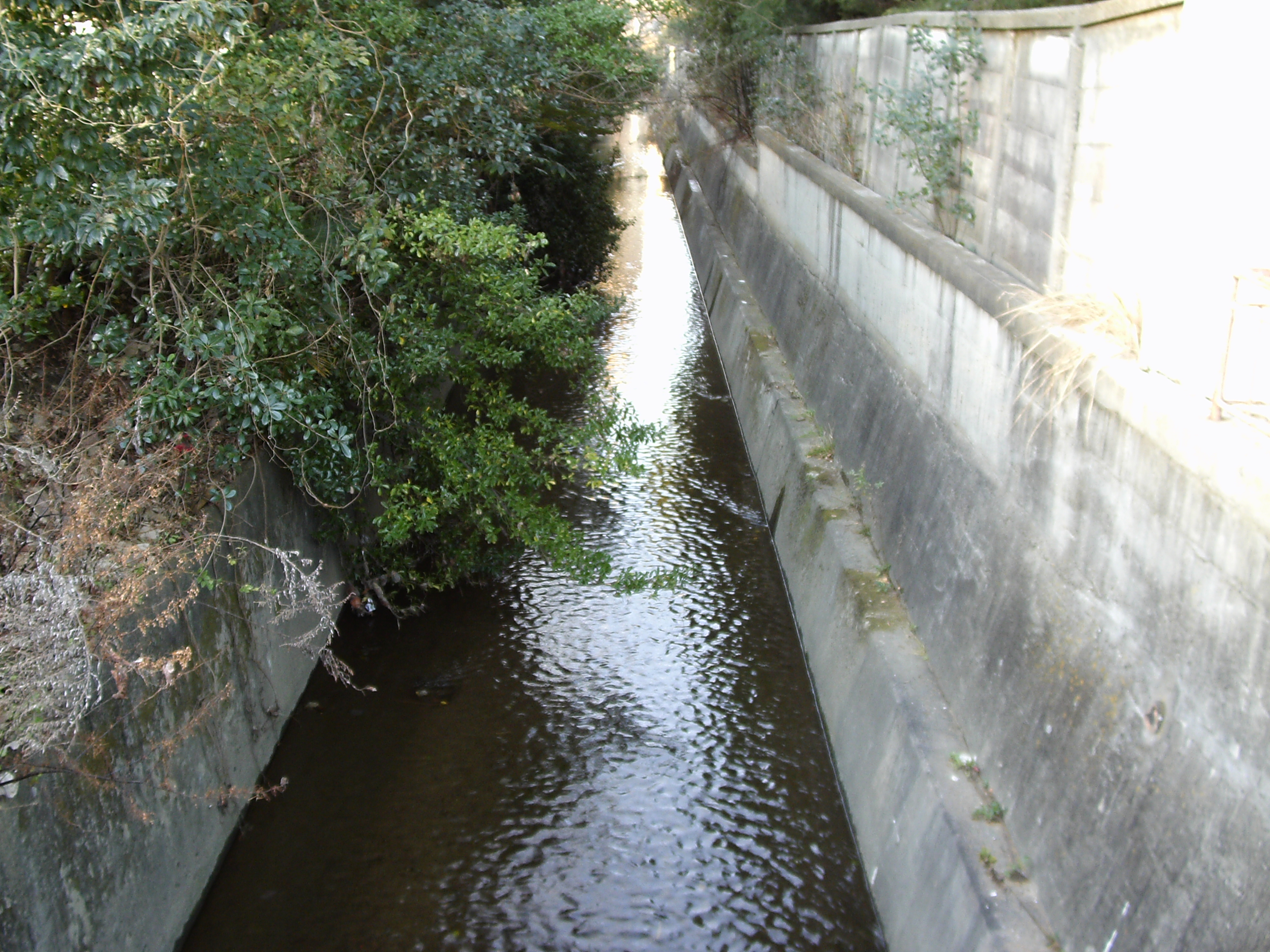
明治用水
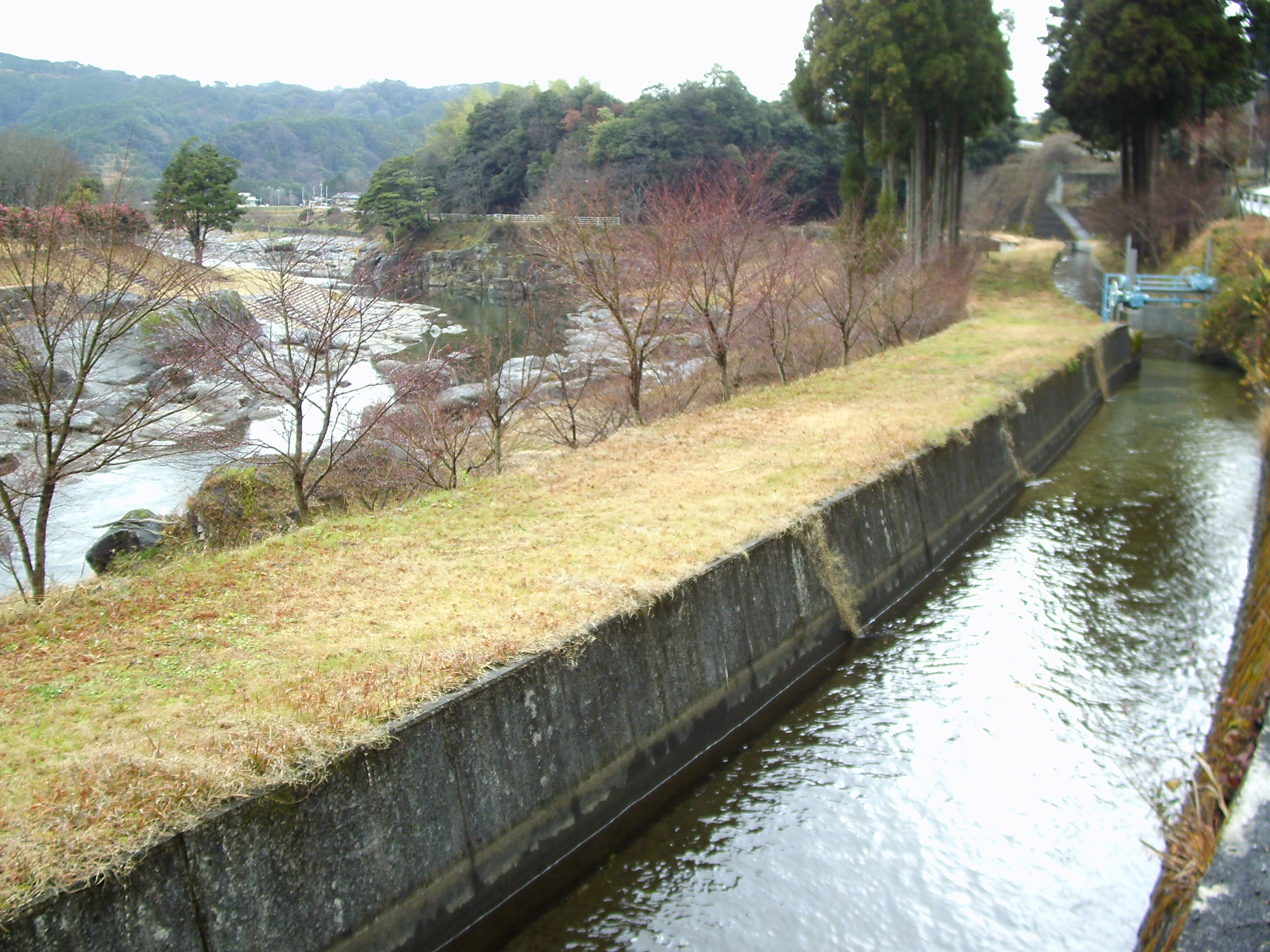
南家城川口井水
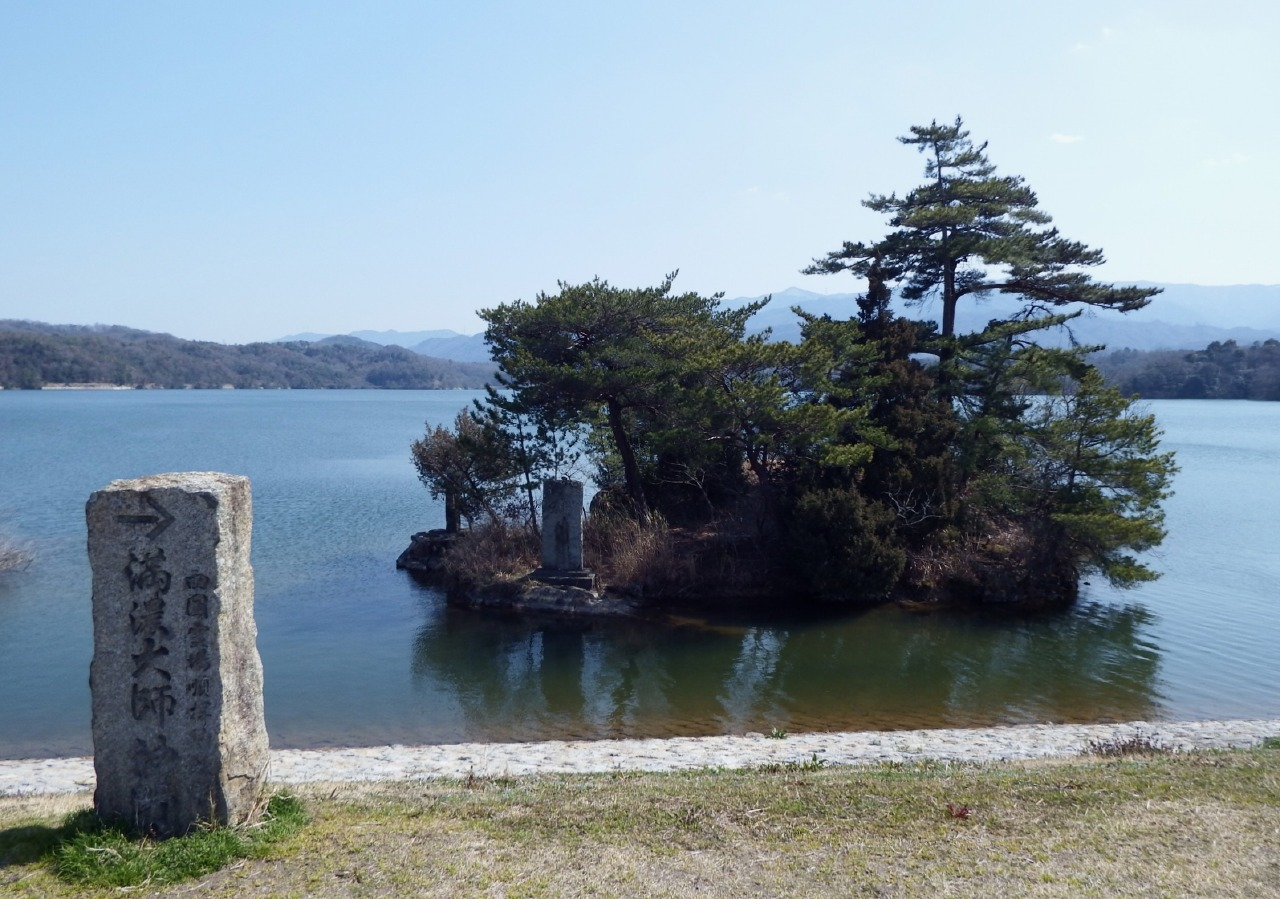
満濃池
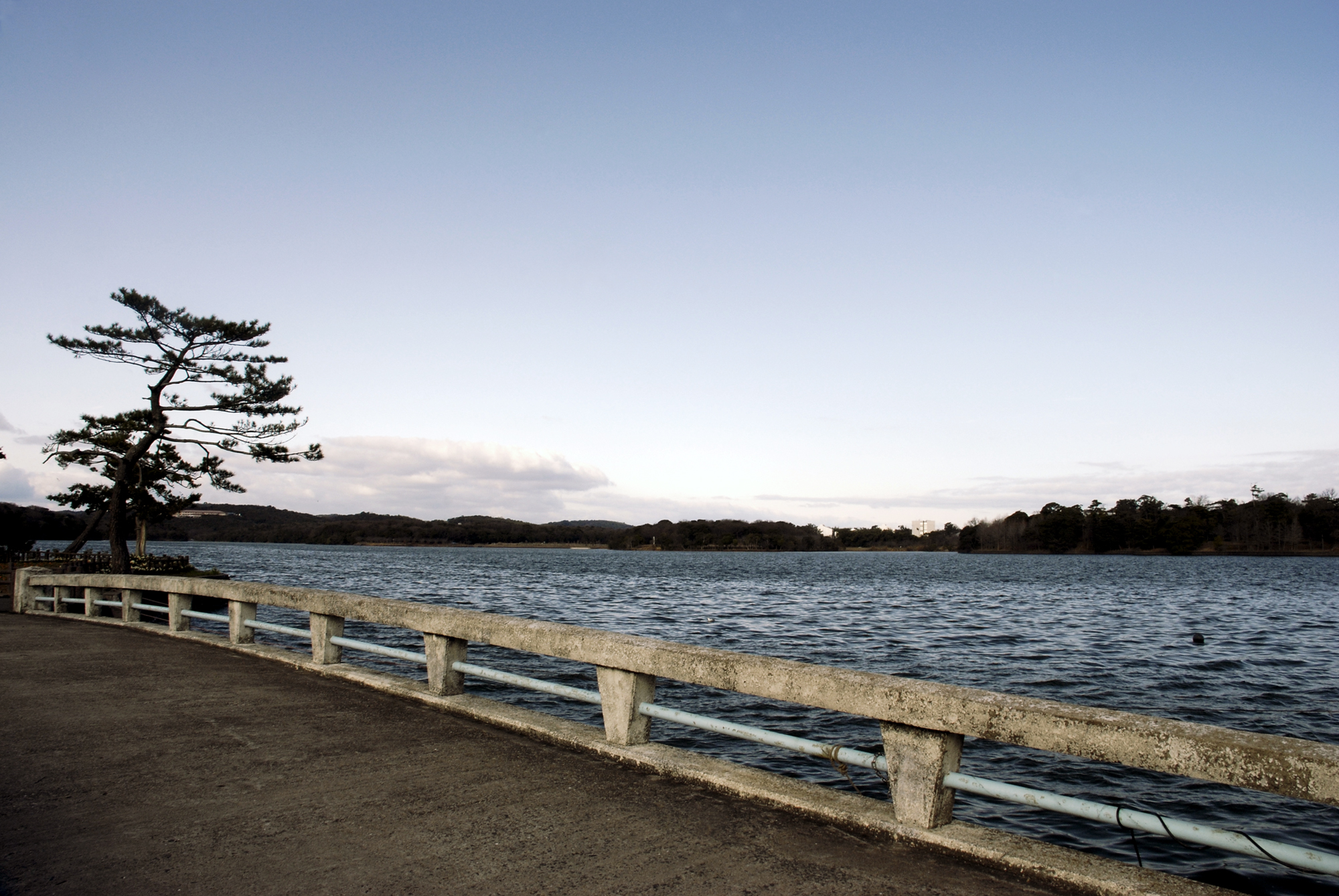
常盤湖
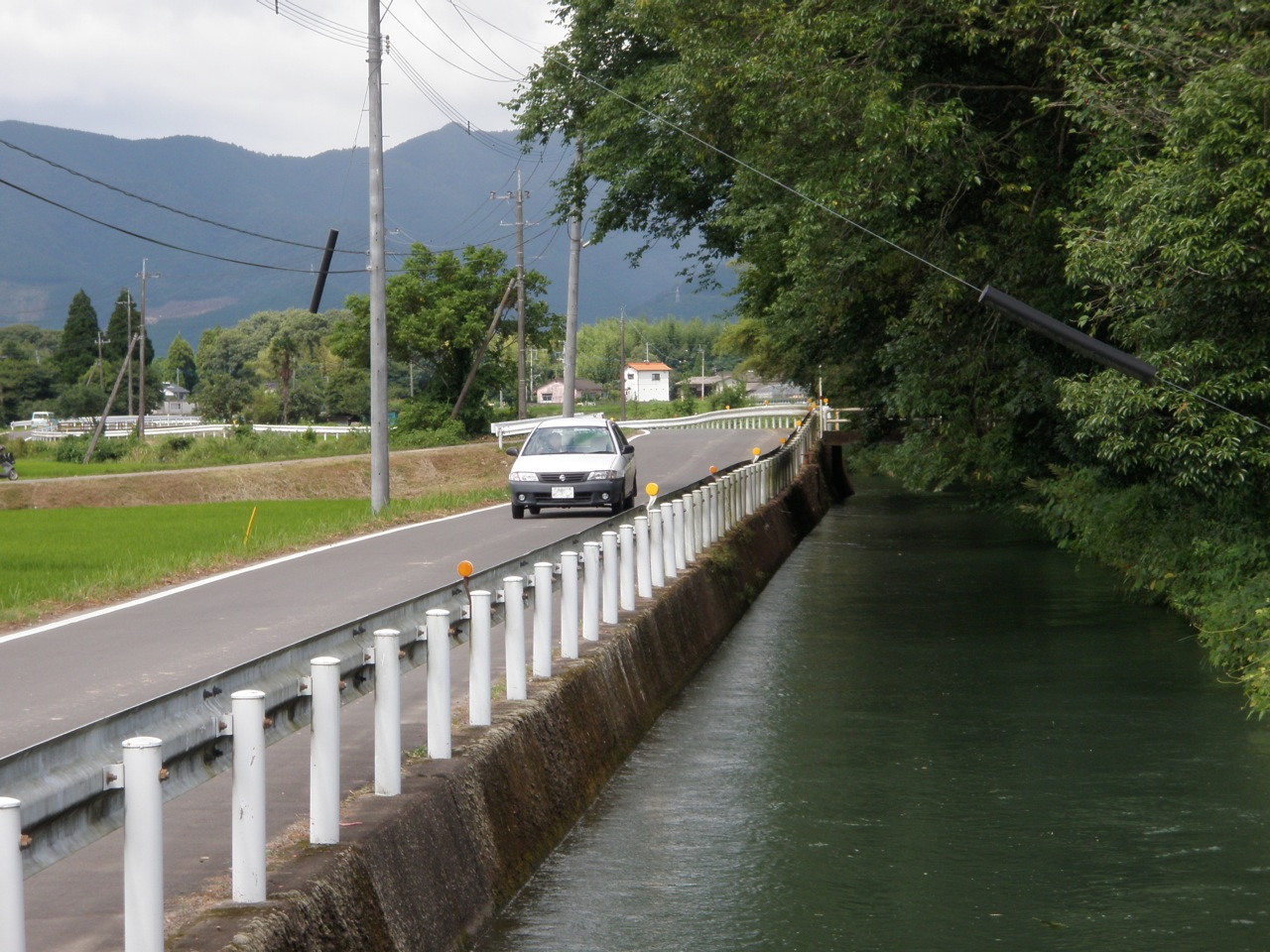
幸野溝
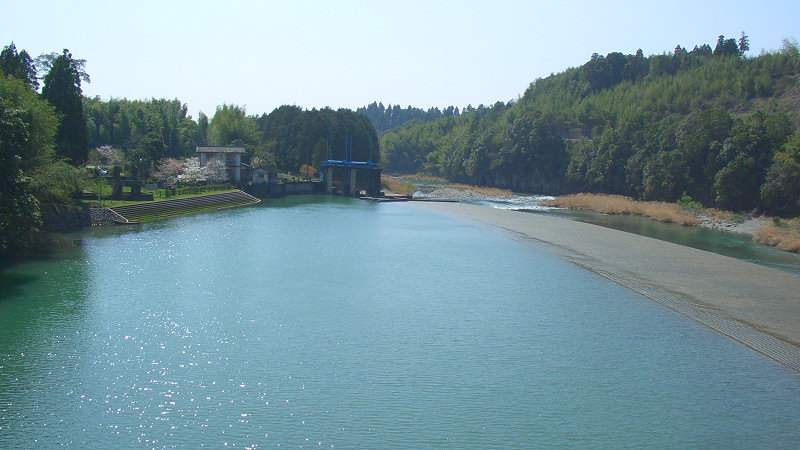
百太郎溝
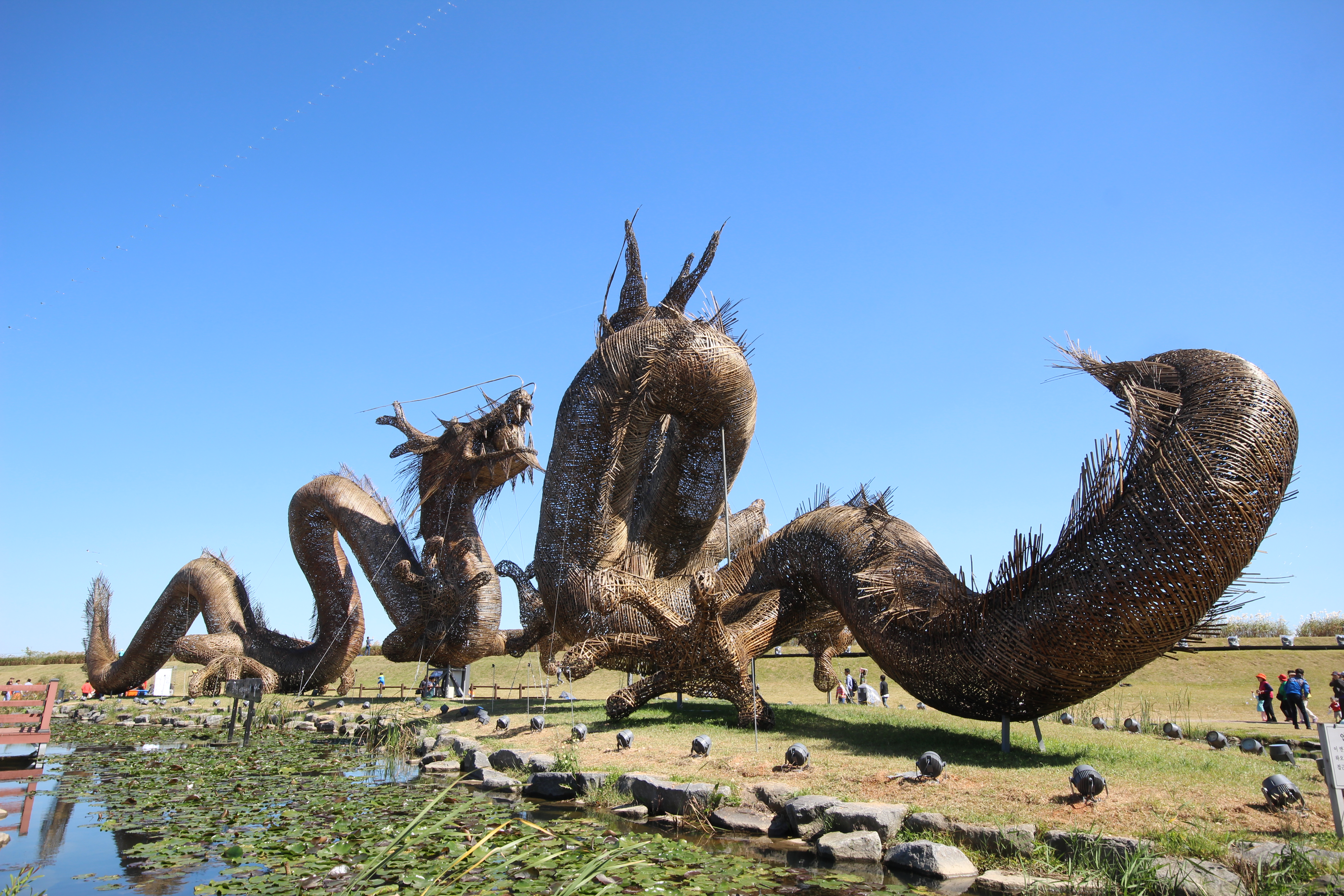
碧骨堤
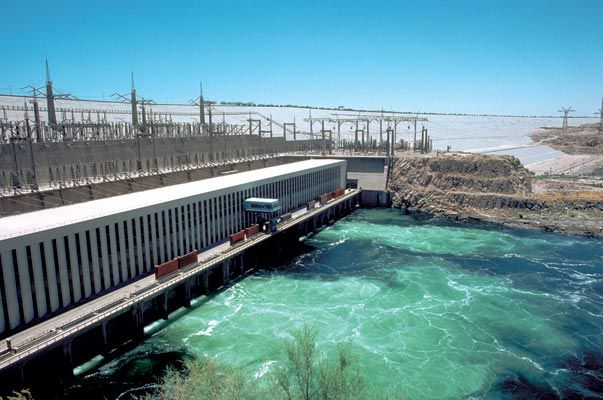
アスワンダム
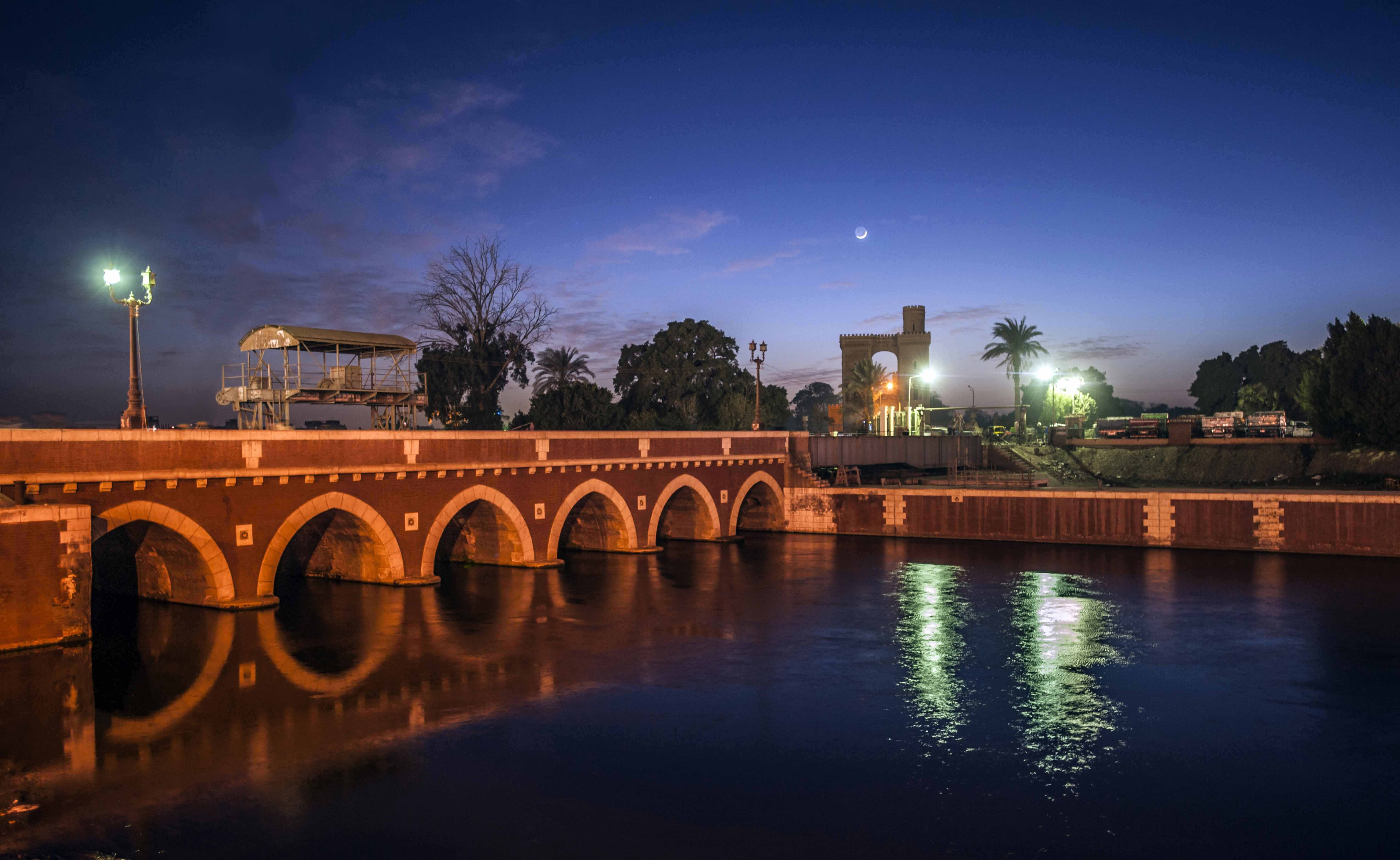
デルタ・バラージュ

### 2017年
- 日本
  - 土淵堰[注釈 5]、青森県弘前市・つがる市・藤崎町・板柳町・鶴田町
  - 那須疏水、栃木県那須塩原市 …日本遺産 ”明治貴族が描いた未来～那須野が原開拓浪漫譚～”の構成資産
  - 松原用水・牟呂用水、愛知県豊橋市・豊川市・新城市 …豊川右岸から取水するのが松原用水で左岸取水が牟呂用水
  - 小田井用水路、和歌山県橋本市・かつらぎ町・紀の川市・岩出市
- 韓国
  - 合徳堤（합덕제）、唐津市
- 中国
  - 引黄古灌区、寧夏回族自治区
  - 漢中三堰、陝西省
  - 黄鞠灌漑施設、福建省
- メキシコ
  - チナンパ、メキシコシティ ソチミルコ …2017年に農業遺産にも登録
  - ボキーラダム（英語版）、チワワ州
- オーストラリア
  - グルバーン・ウィアー（英語版）、ビクトリア州
  - ブリーズデール・ワイン畑の灌漑水門、サウス・オーストラリア州

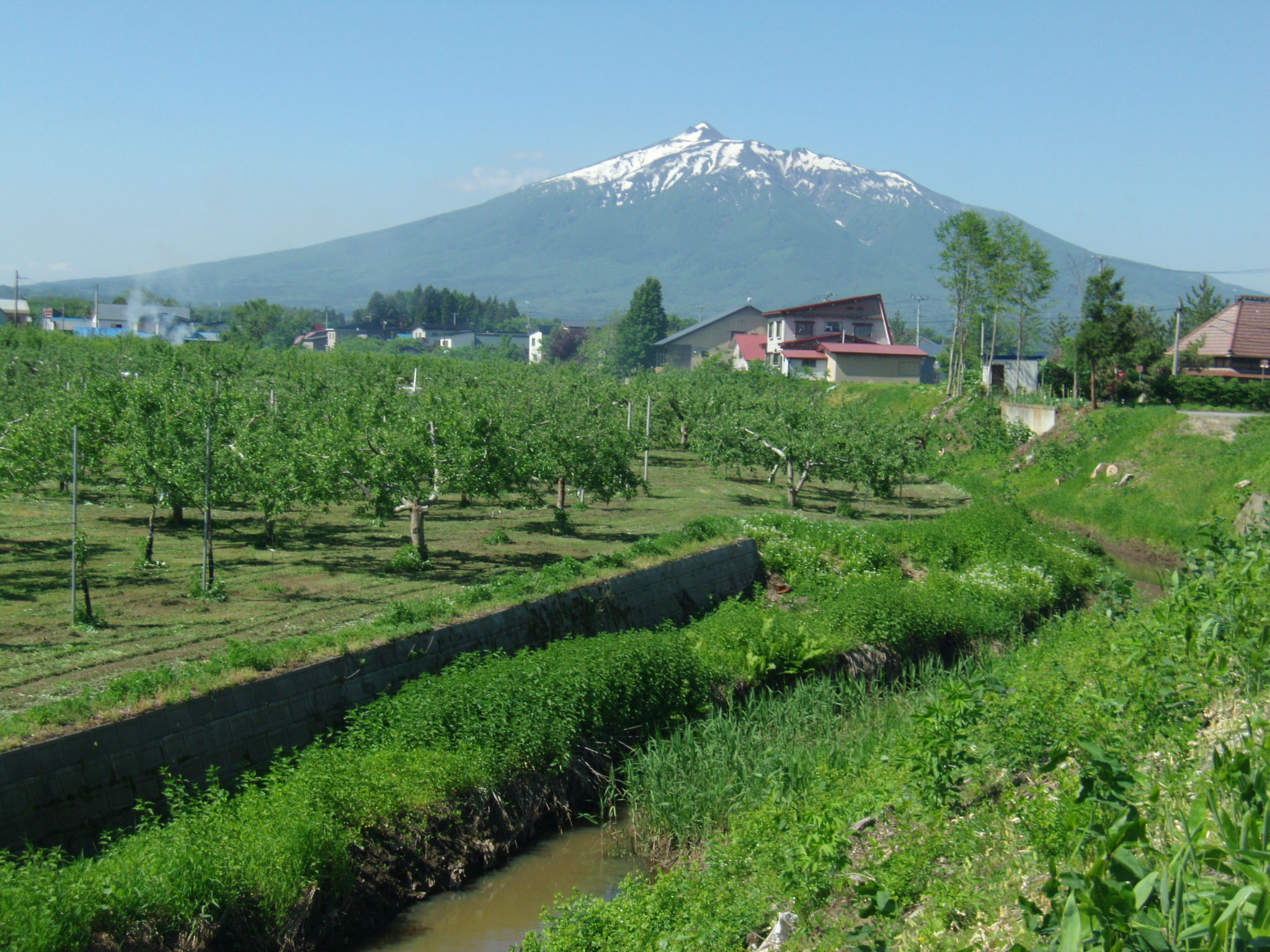
土淵堰
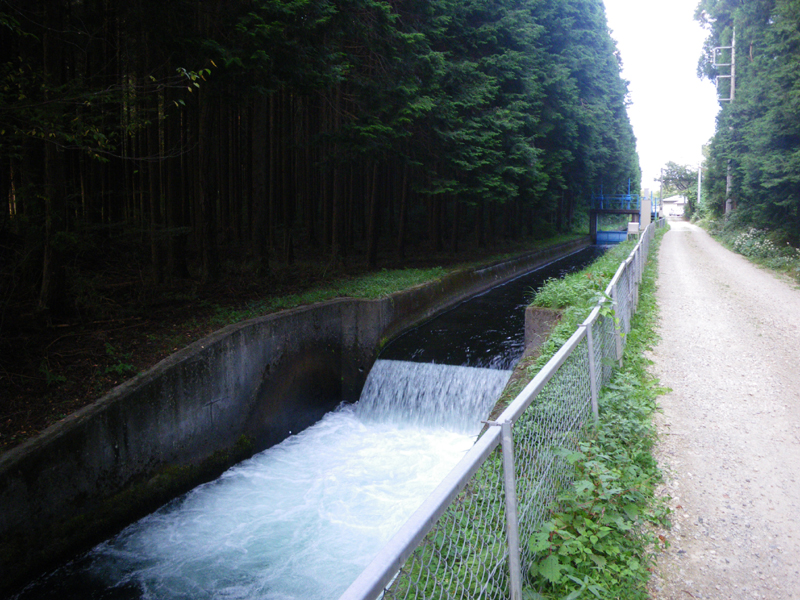
那須疏水
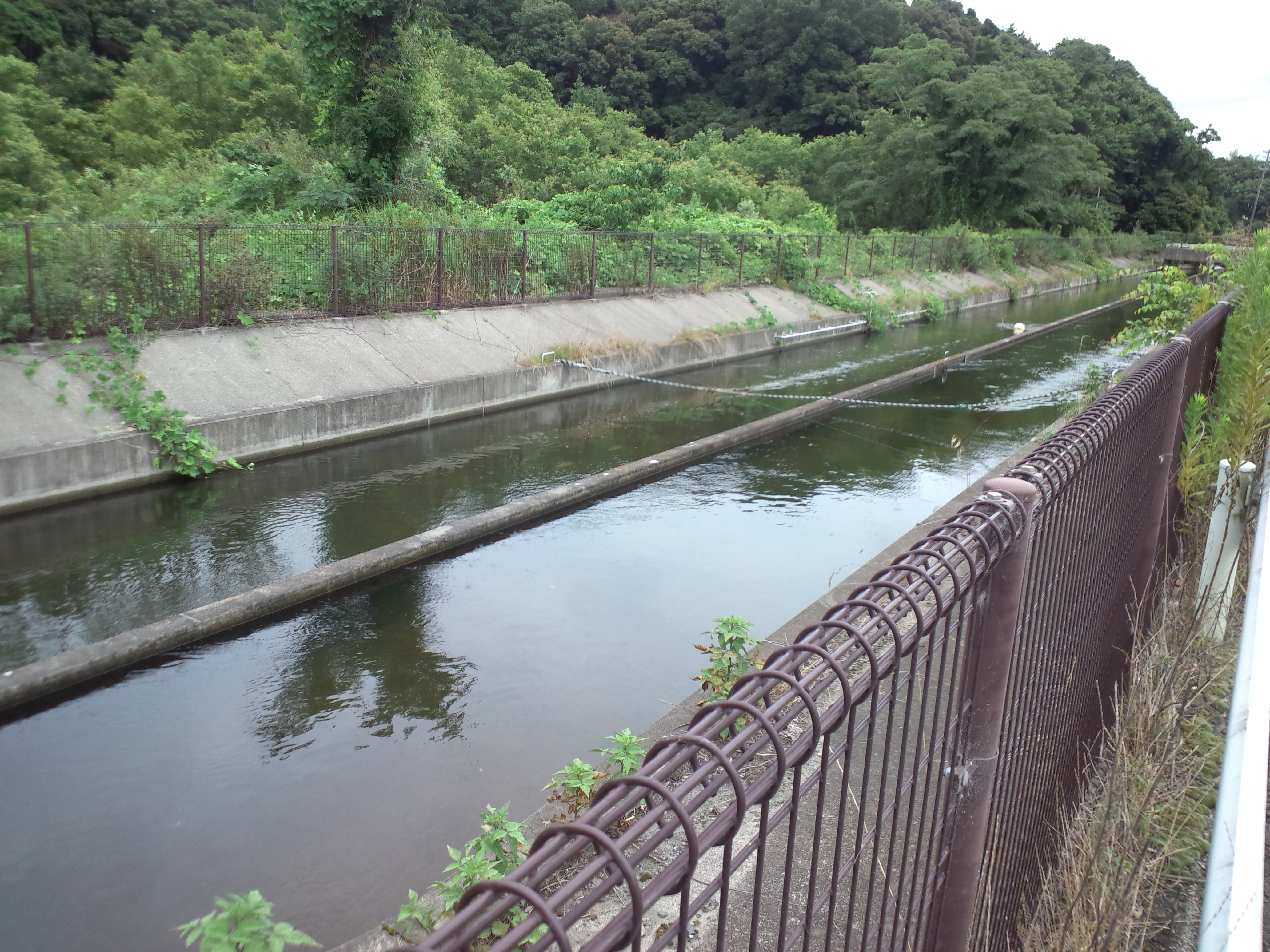
牟呂用水
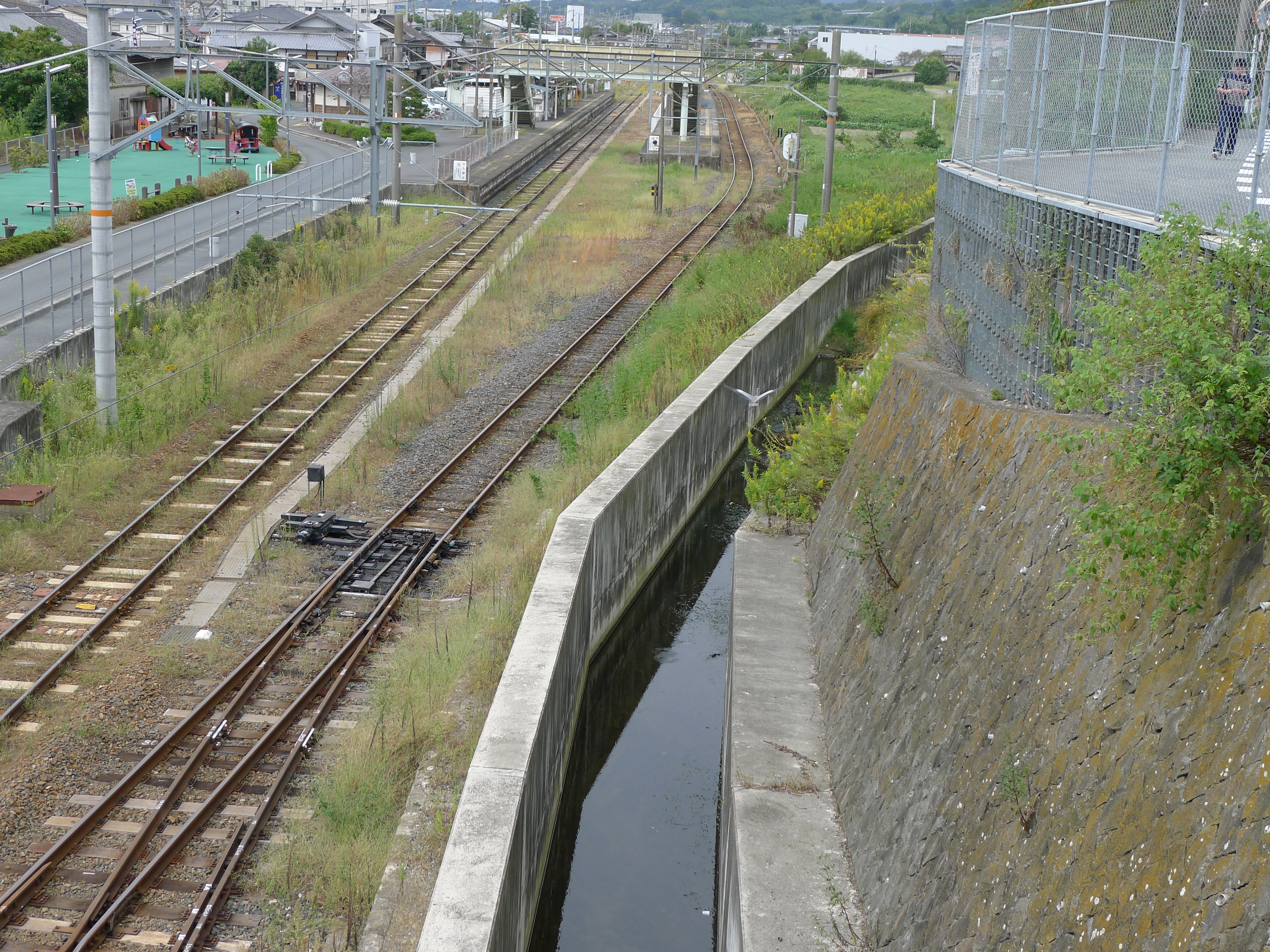
小田井用水
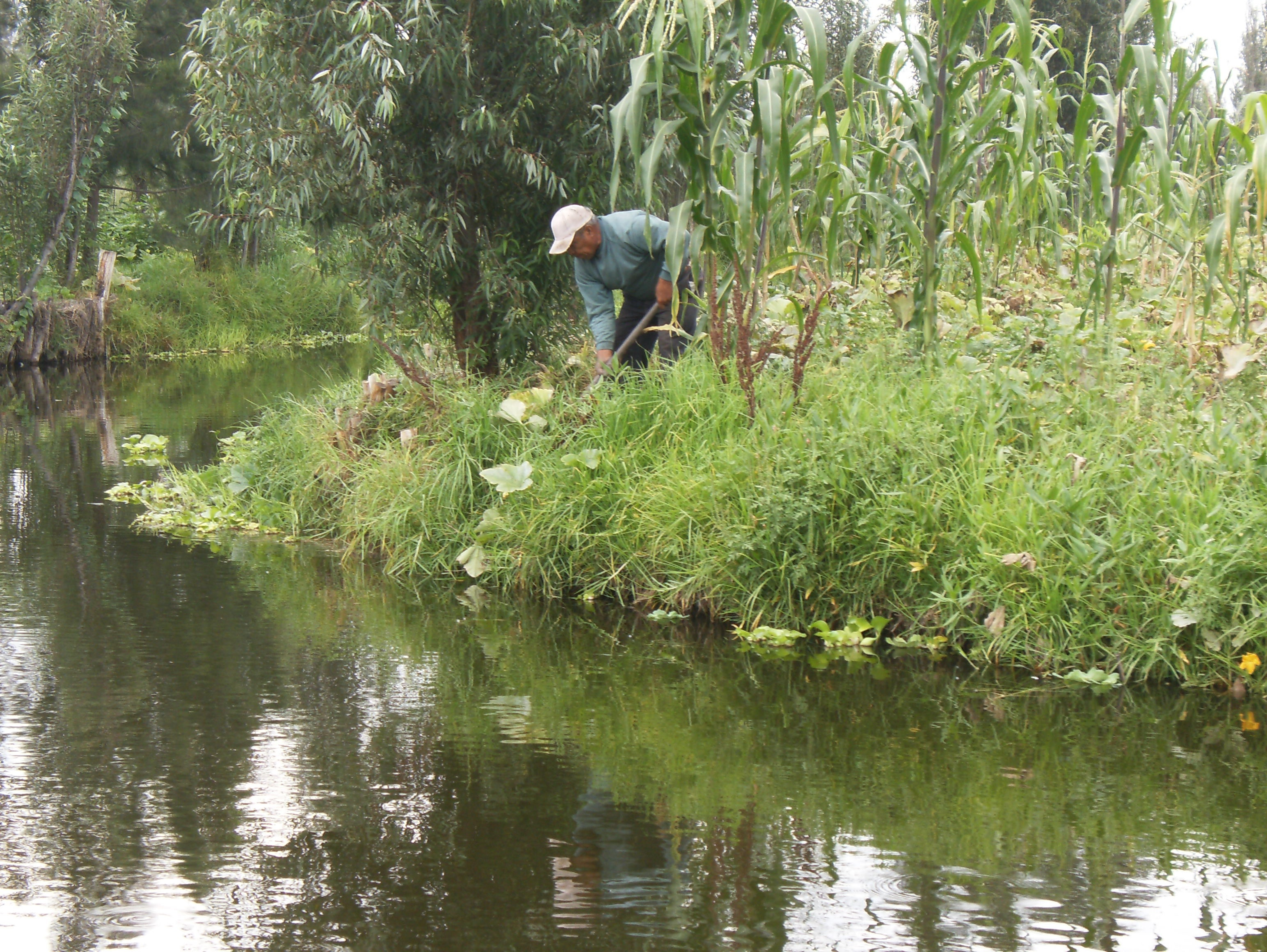
チナンパ

### 2018年
- 日本
  - 北楯大堰、山形県庄内町
  - 五郎兵衛用水、長野県佐久市
  - 大和川分水築留掛かり、大阪府柏原市・八尾市・東大阪市 …西用水井路（現在の長瀬川）と東用水井路（現在の玉串川）[注釈 6]
  - 白川流域かんがい用水群、熊本県熊本市・菊陽町・大津町 …上井手用水・下井手用水・馬場楠井手用水・渡鹿用水から成る、天明新川は除く
- 韓国
  - 萬石渠（만석거）、水原市
- インド
  - Large Tank(Pedda Cheru)
  - Sadarmatt Anicut
- スリランカ
  - Elahera Anicut
  - Kantale Wewa

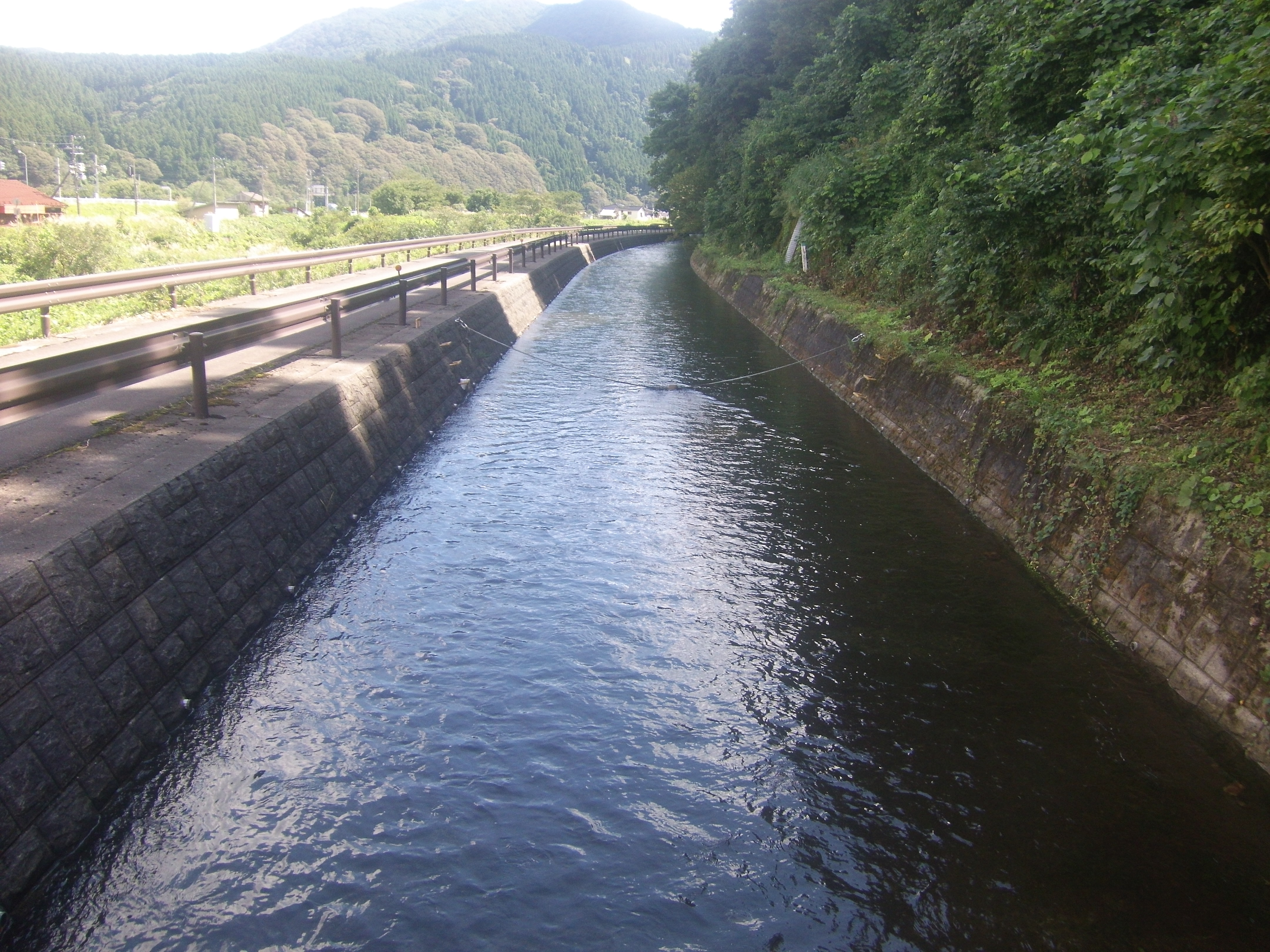
北楯大堰
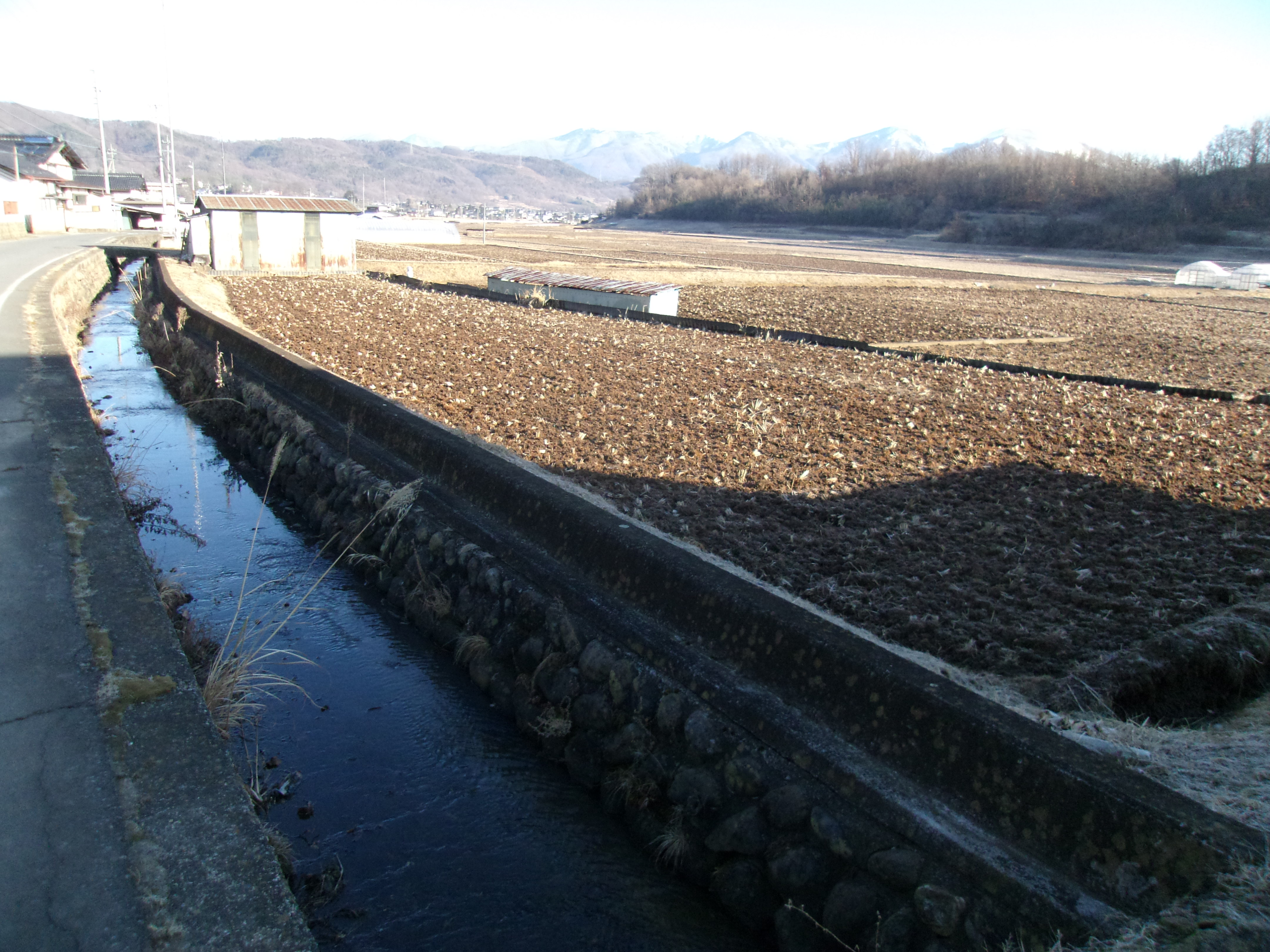
五郎兵衛用水
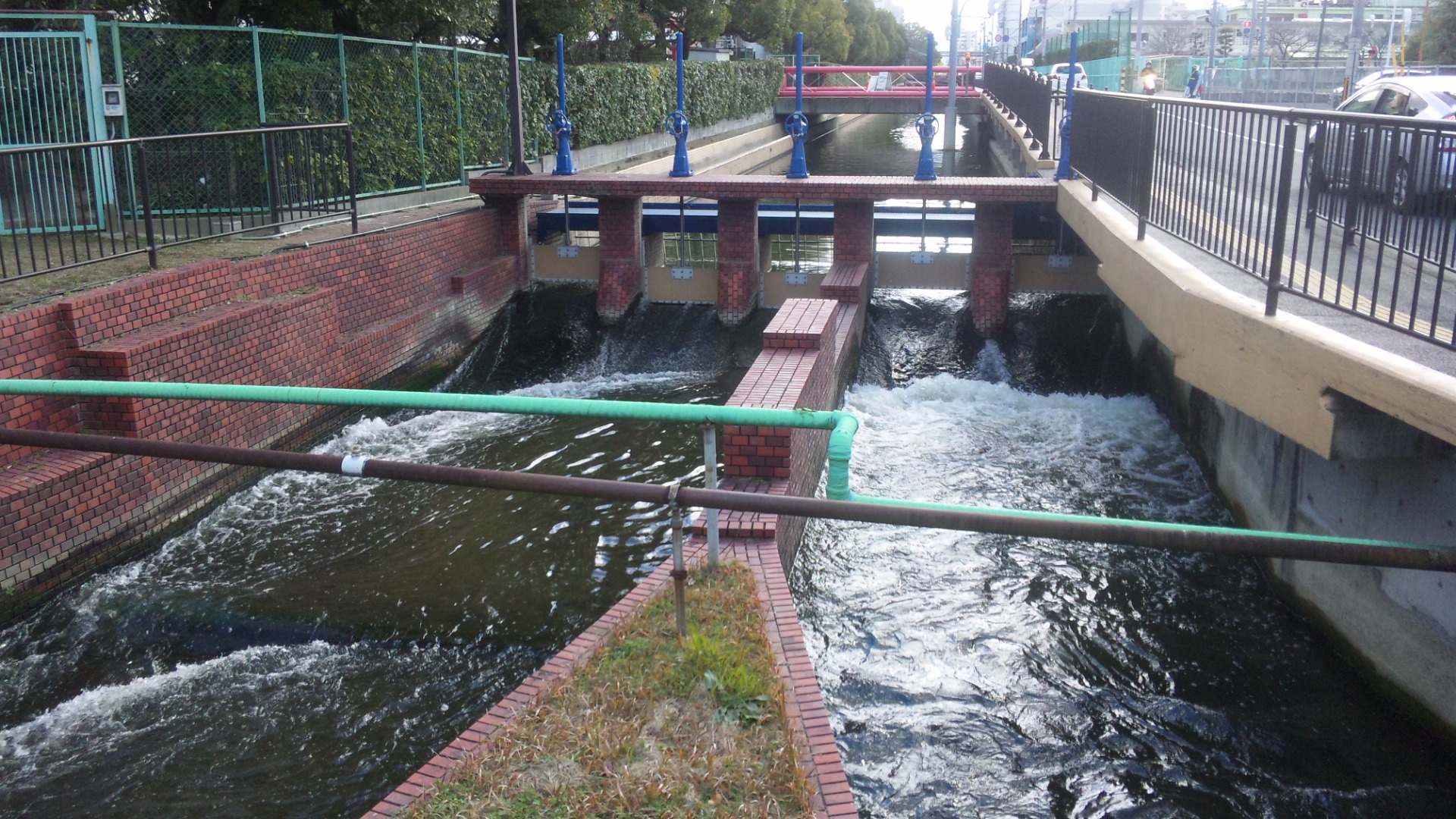
大和川分水築留掛かり
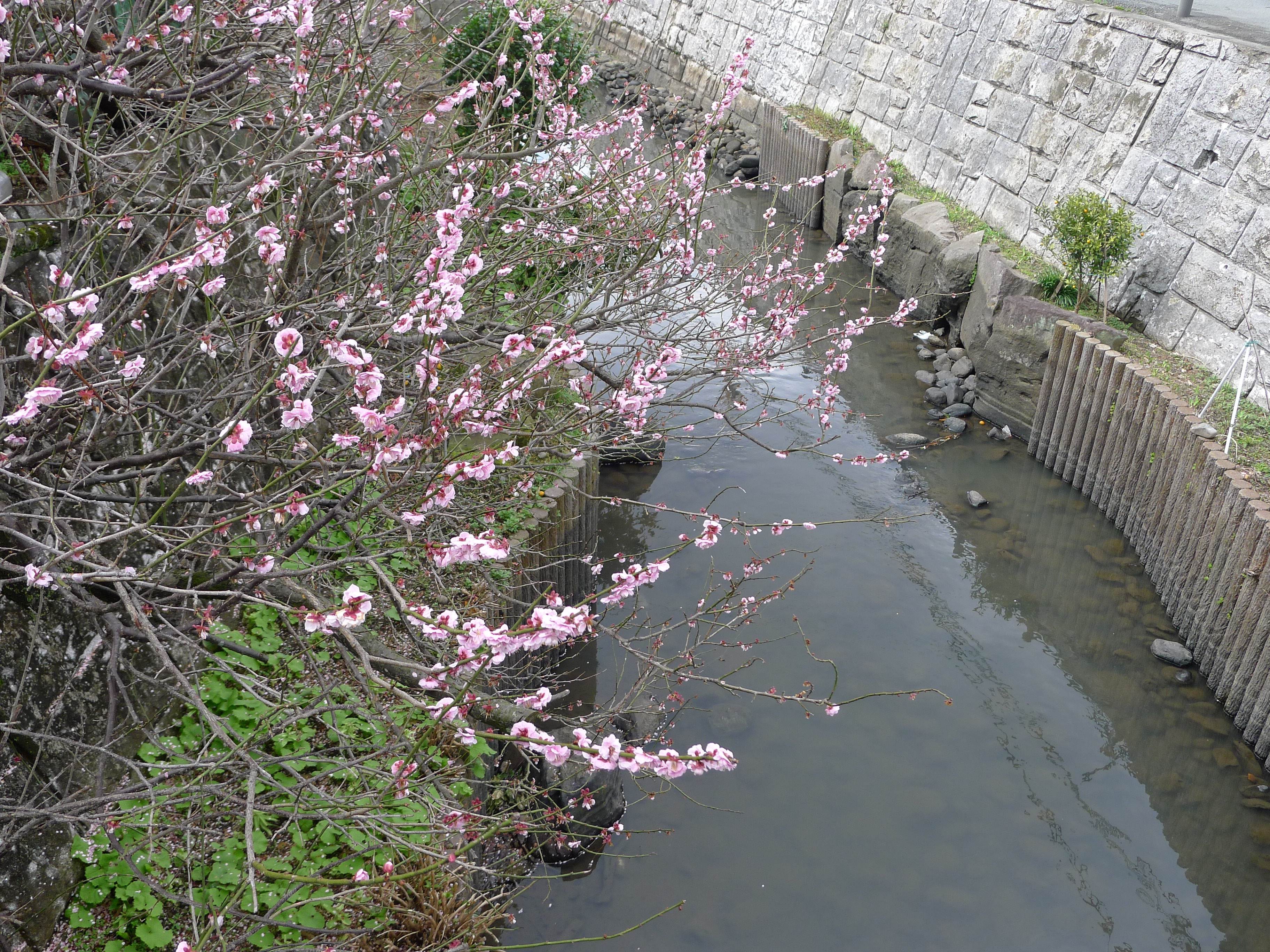
白川用水（渡鹿用水大井手）
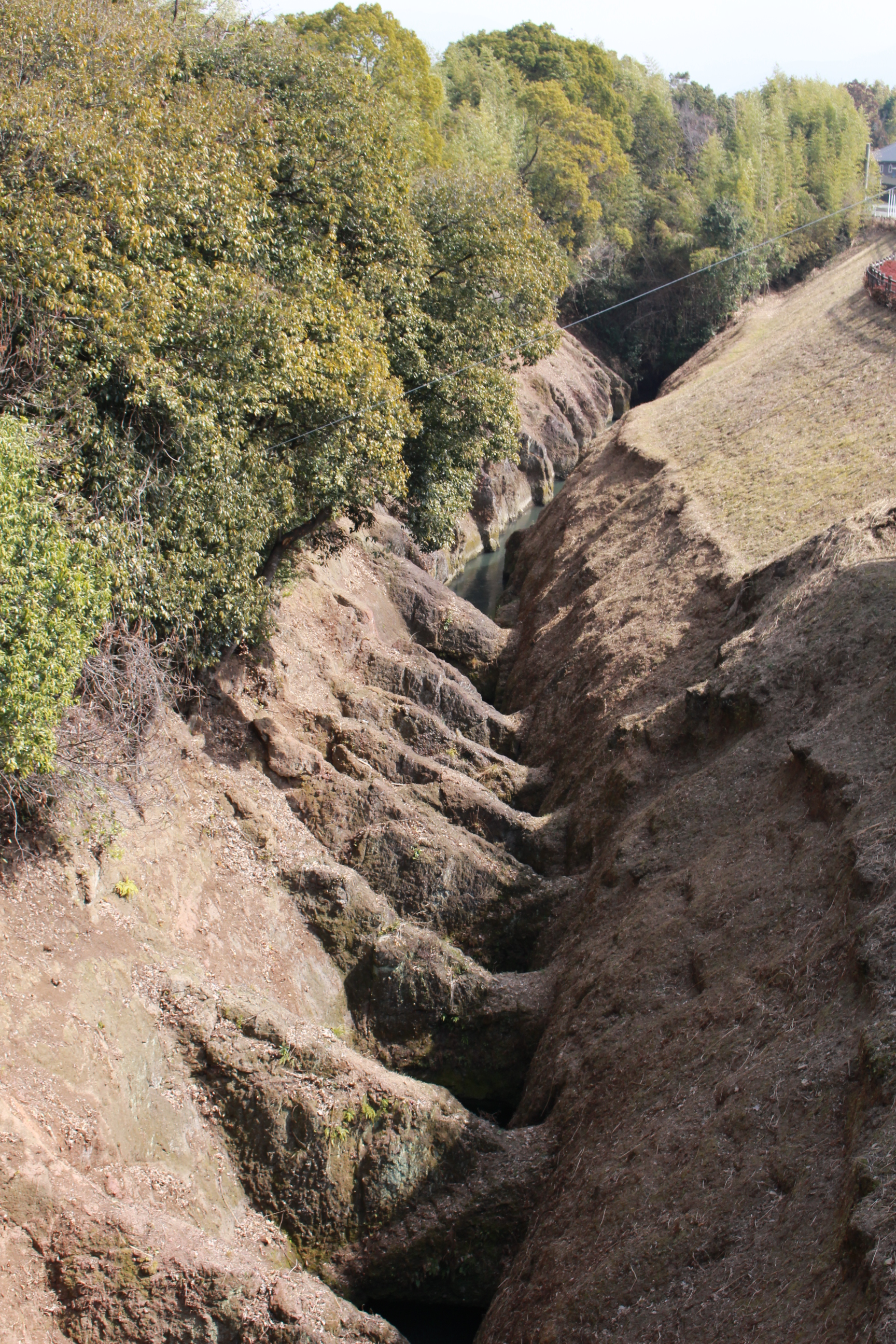
鼻ぐり井手（菊陽町）

### 2019年
- 日本
  - 十石堀、茨城県北茨城市
  - 見沼代用水、埼玉県行田市・羽生市・加須市・鴻巣市・久喜市・桶川市・上尾市・蓮田市・白岡市・春日部市・さいたま市・越谷市・川口市・草加市・戸田市・伊奈町・宮代町 …見沼代用水東縁・見沼代用水西縁・芝川・星川・新川用水・備前前堀川・中島用水路などから成る
  - 倉安川・百間川かんがい排水施設群、岡山県岡山市
  - 菊池のかんがい用水群、熊本県菊池市 …加藤清正によって築造された築地井手や原井手・今村井手・宝永隧道・古川兵戸井手などから成る、日本遺産 ”米作り、二千年にわたる大地の記憶 ～菊池川流域「今昔『水稲』物語」～”の構成資産
- 中国
  - 長渠喜提、湖北省襄陽市
  - 槎灘陂（槎滩陂）、江西省太河県
  - 都江堰、四川省都江堰市 …世界遺産
  - 河套灌漑施設、内蒙古自治区バヤンノール市
  - 霊渠、広西チワン族自治区桂林市 …世界遺産暫定リスト掲載
- マレーシア
  - Wan Mat Saman Aqueduct
- インド
  - Sadarmatt Anicut
  - Large Tank (Pedda Cheru)
- スリランカ
  - Elahera Anicut
  - Kantale Wewa
  - Minneriya Reservoir
  - Sorabora Wewa
- イラン
  - Abbas Abad Complex
  - Baladeh Qanat and Water System …世界遺産ペルシア式カナートの構成資産
  - Kurit Dam
  - Shushtar Historical Hydraulic System …世界遺産スーサ
- イタリア
  - Aqua Augusta and Piscina Mirabilis
  - Berra Irrigation Plant …2023年に無形文化遺産に登録された「伝統的な灌漑：知識・技術・組織」の構成資産
  - Migliaro Water Diversion Gate
  - Panperduto Dam
- アメリカ
  - Alamo Irrigation System …世界遺産サン・アントニオ・ミッションズの構成資産エスパーダ水道橋（英語版）を含む
  - Theodore Roosevelt Dam

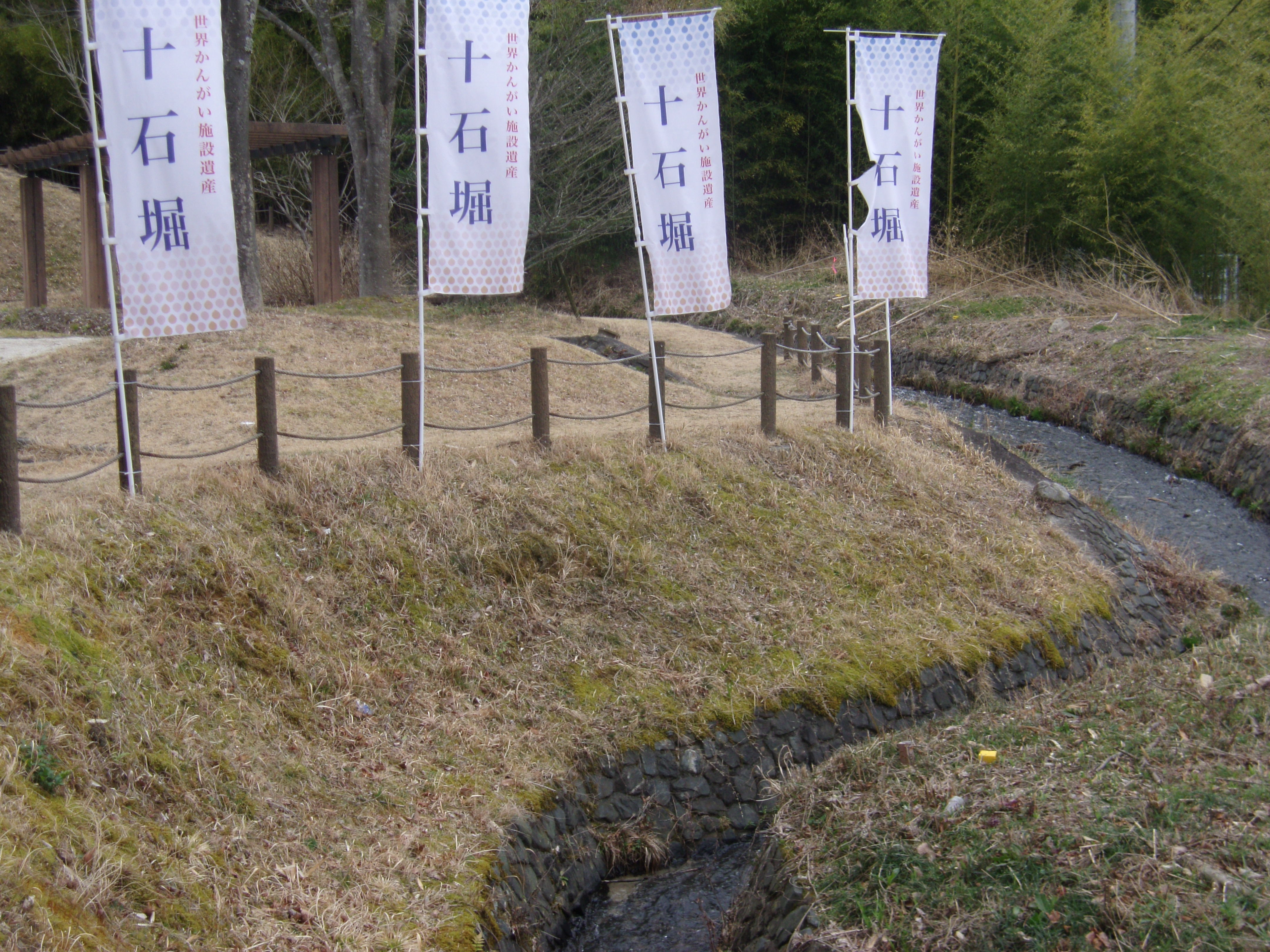
十石堀
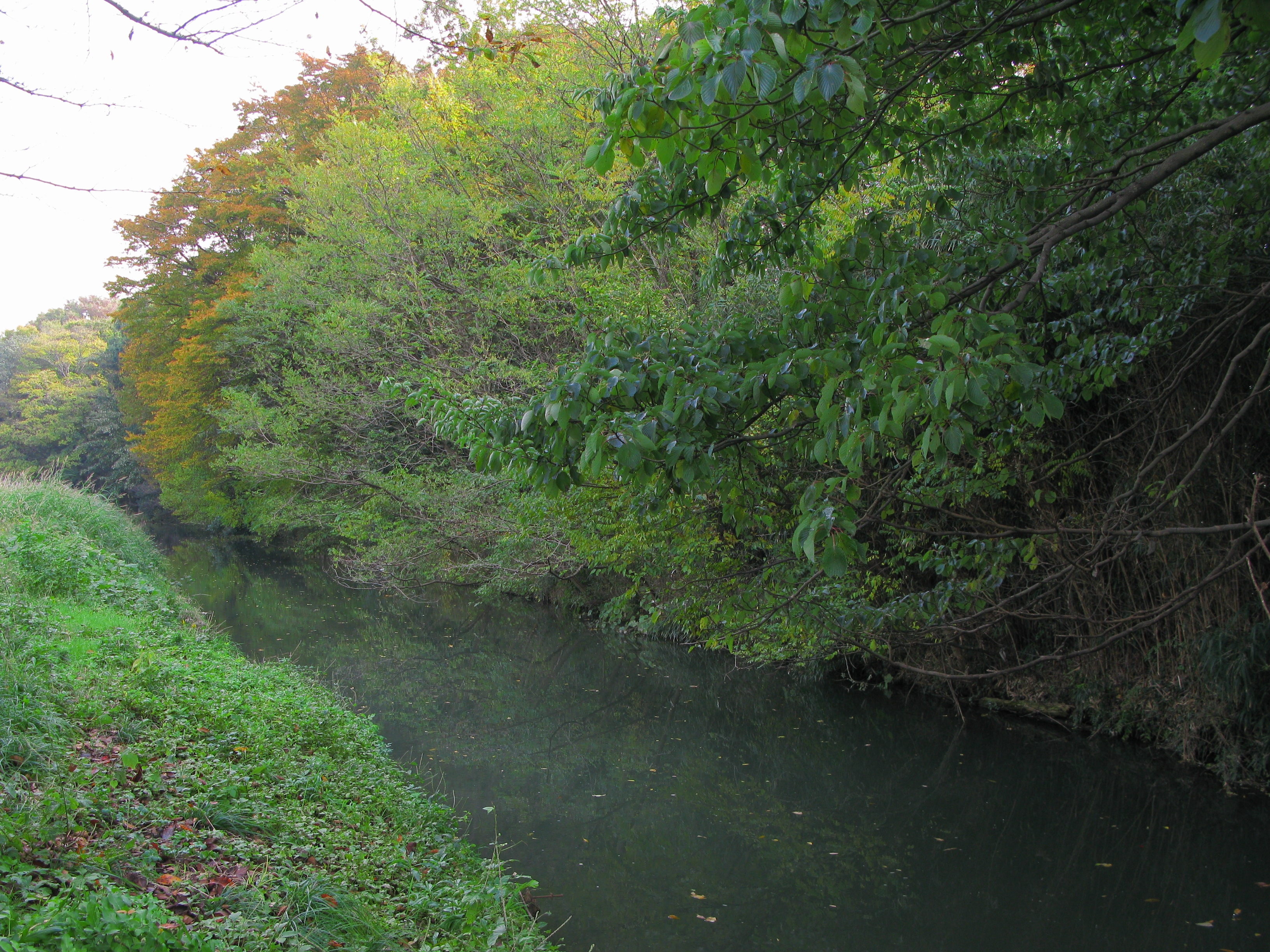
見沼代用水東縁
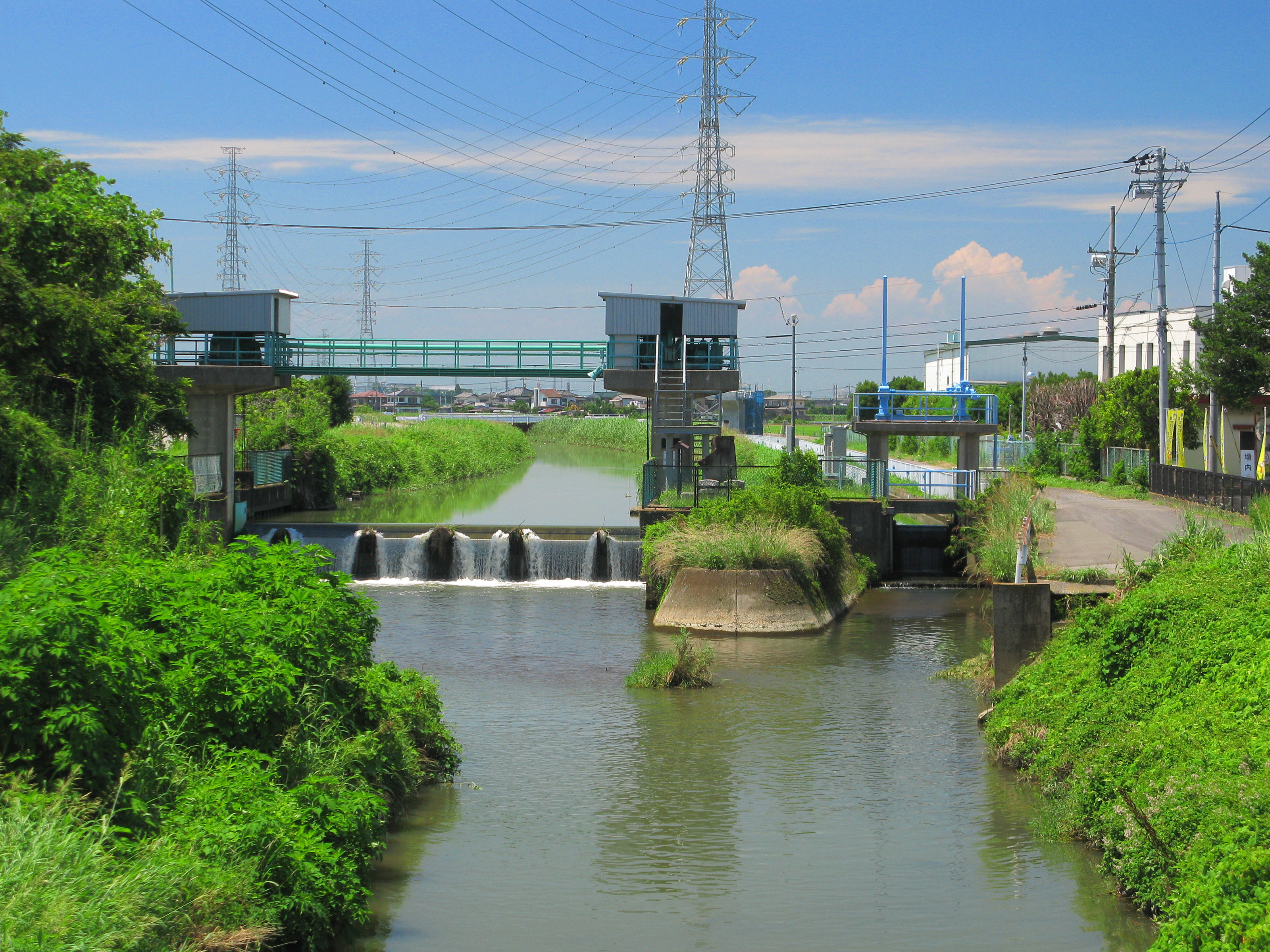
見沼代用水（新川用水と備前前堀川）
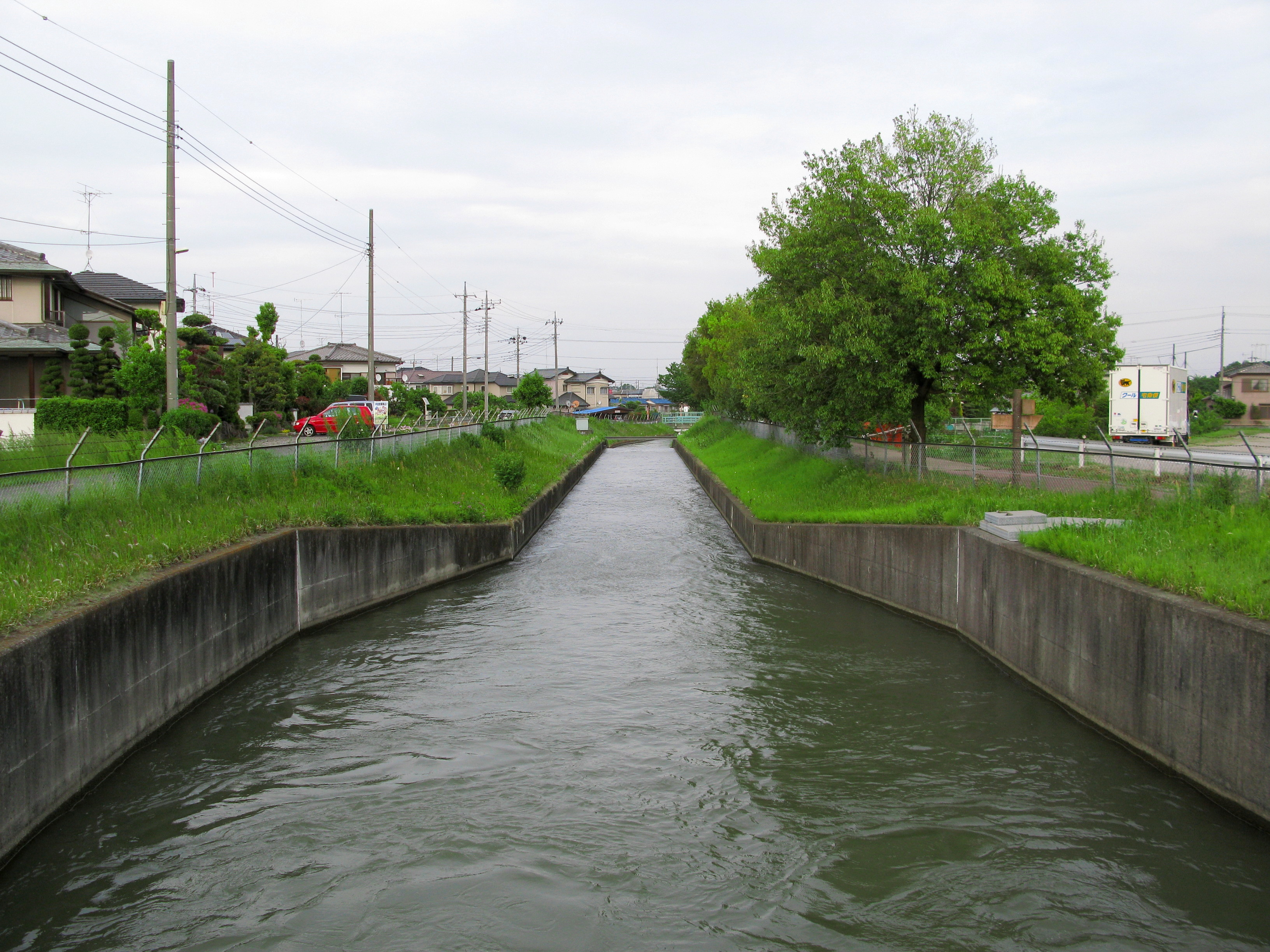
見沼代用水（中島用水路）
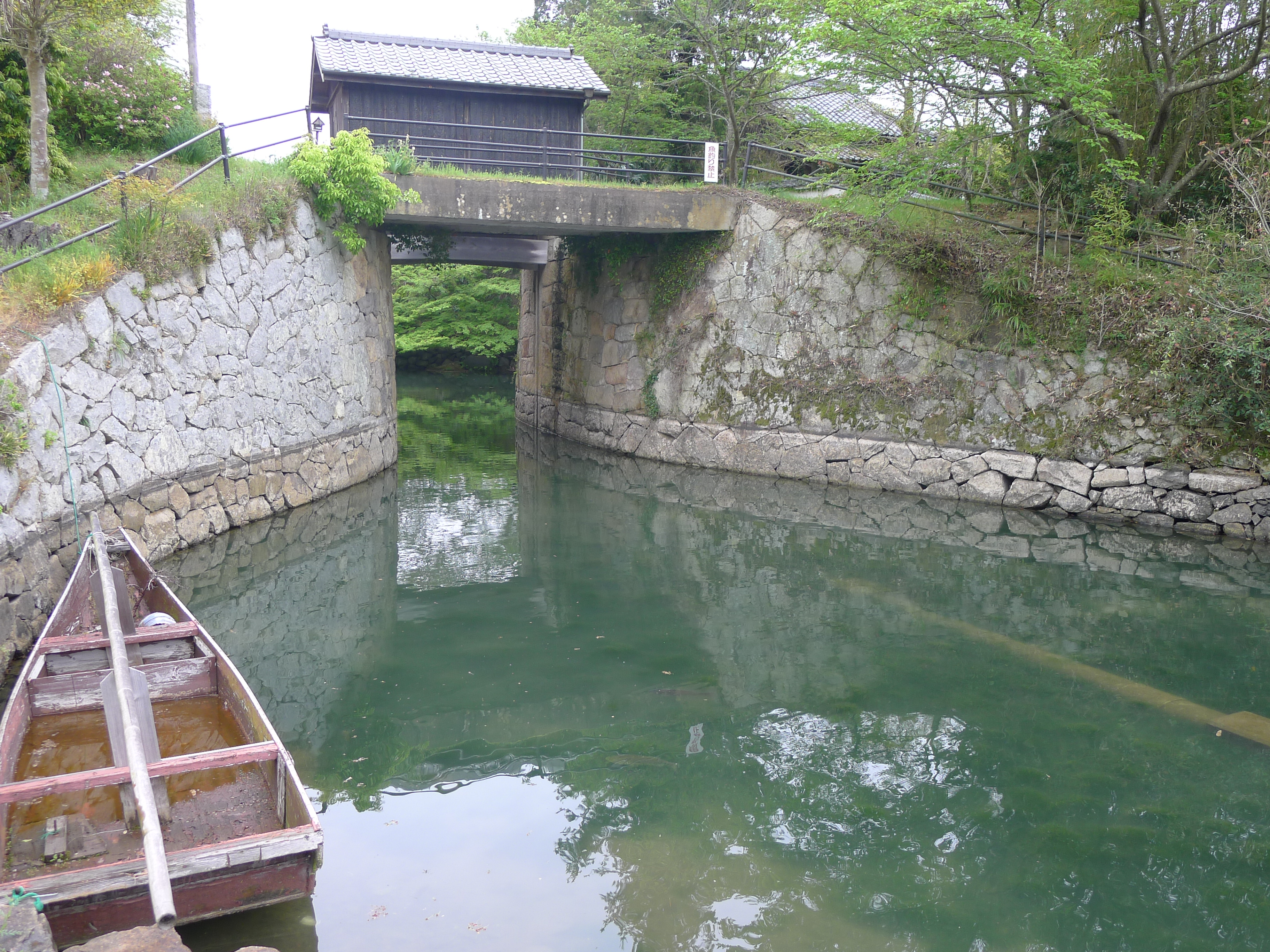
倉安川（吉井水門）
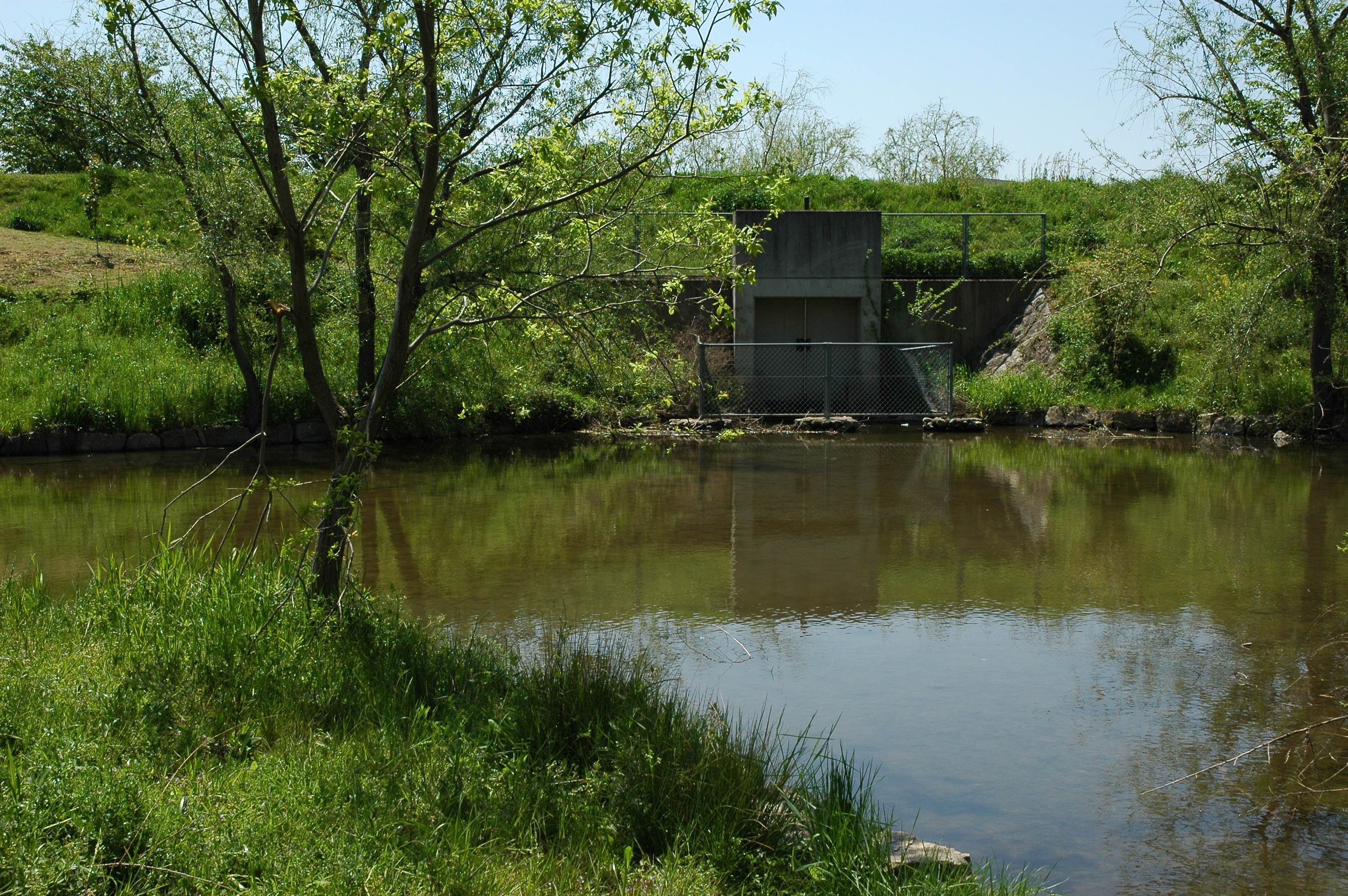
百間川
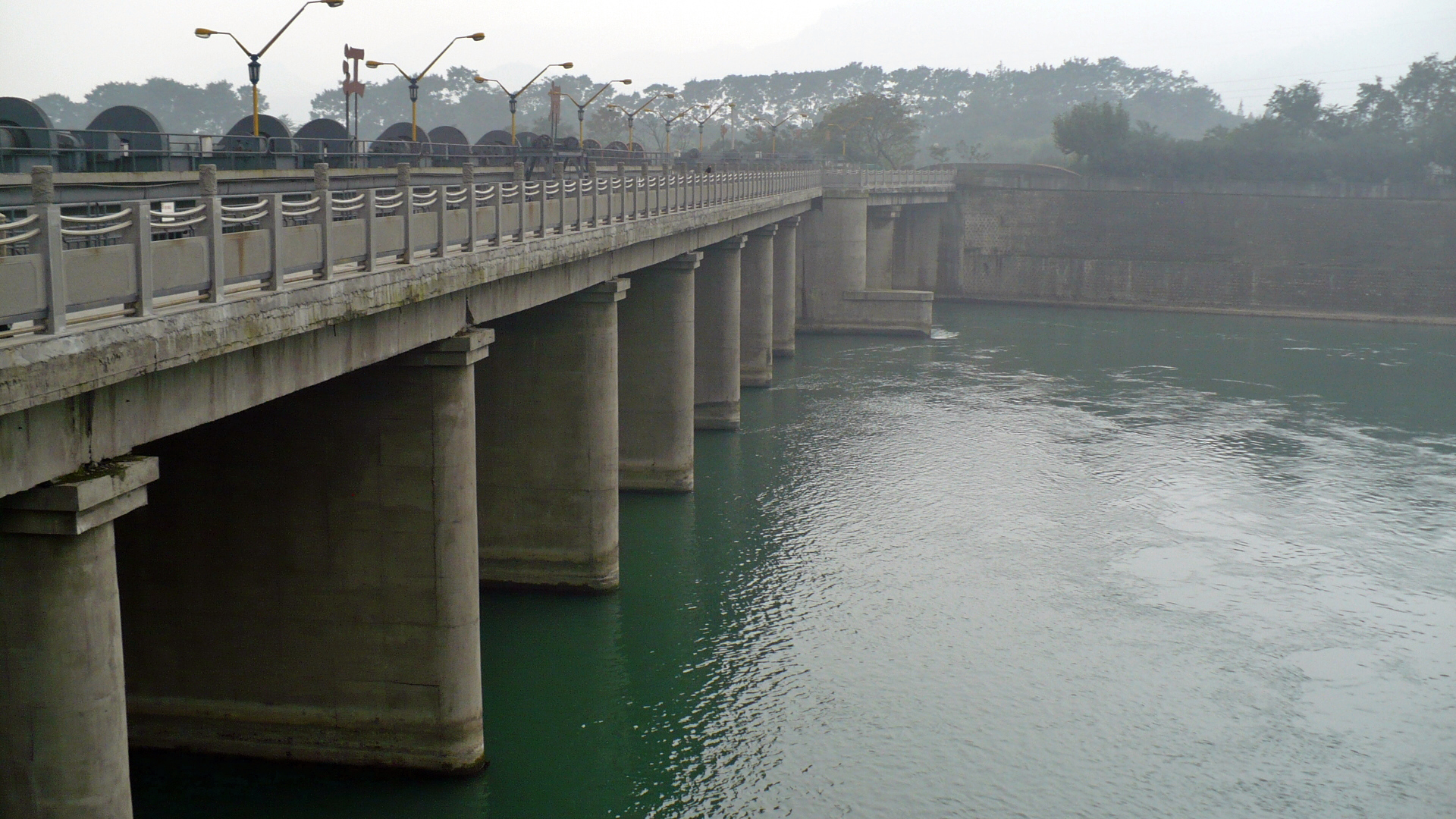
都江堰
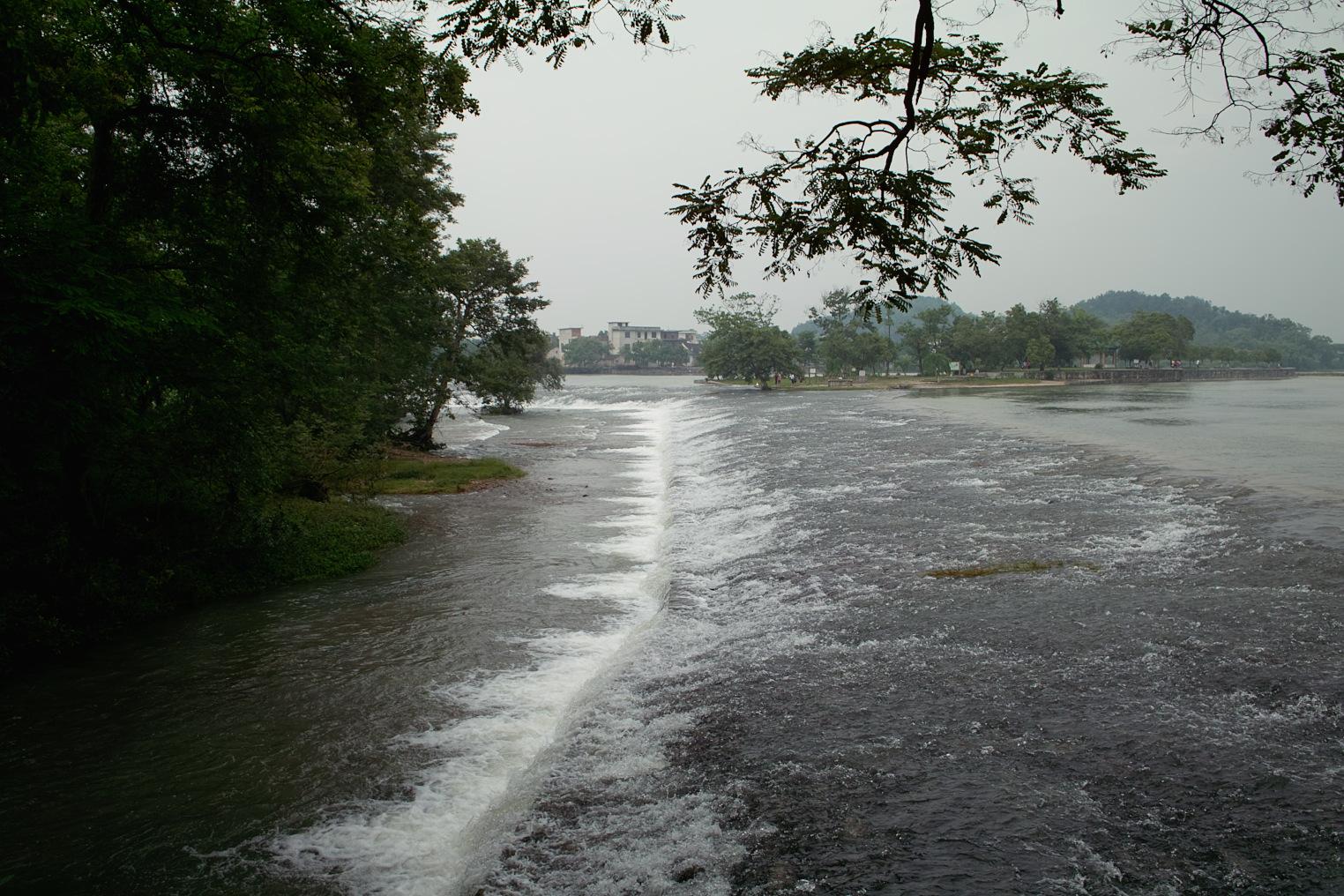
霊渠
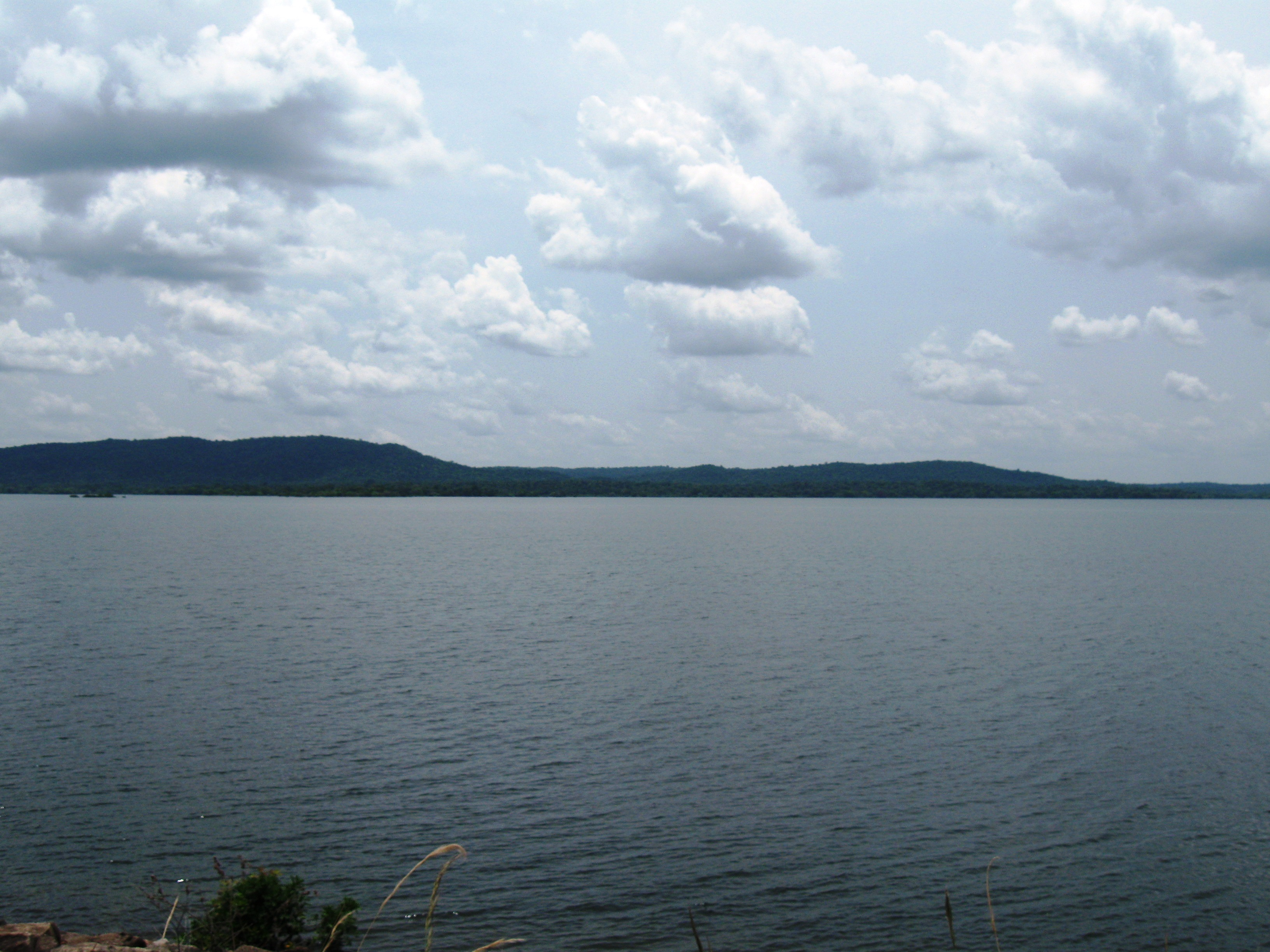
カンタレー・ウェア
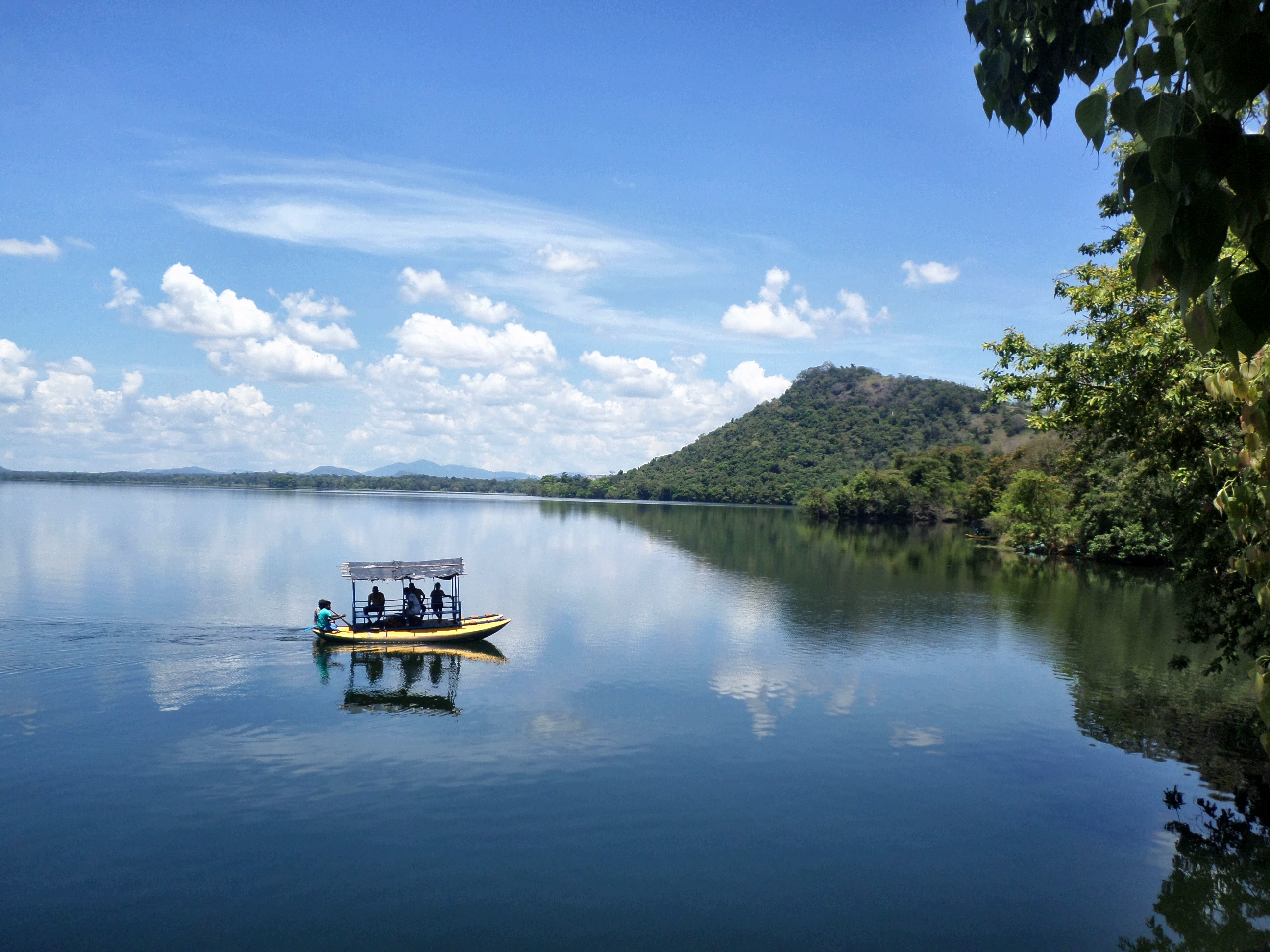
ソラボラ・ウェア
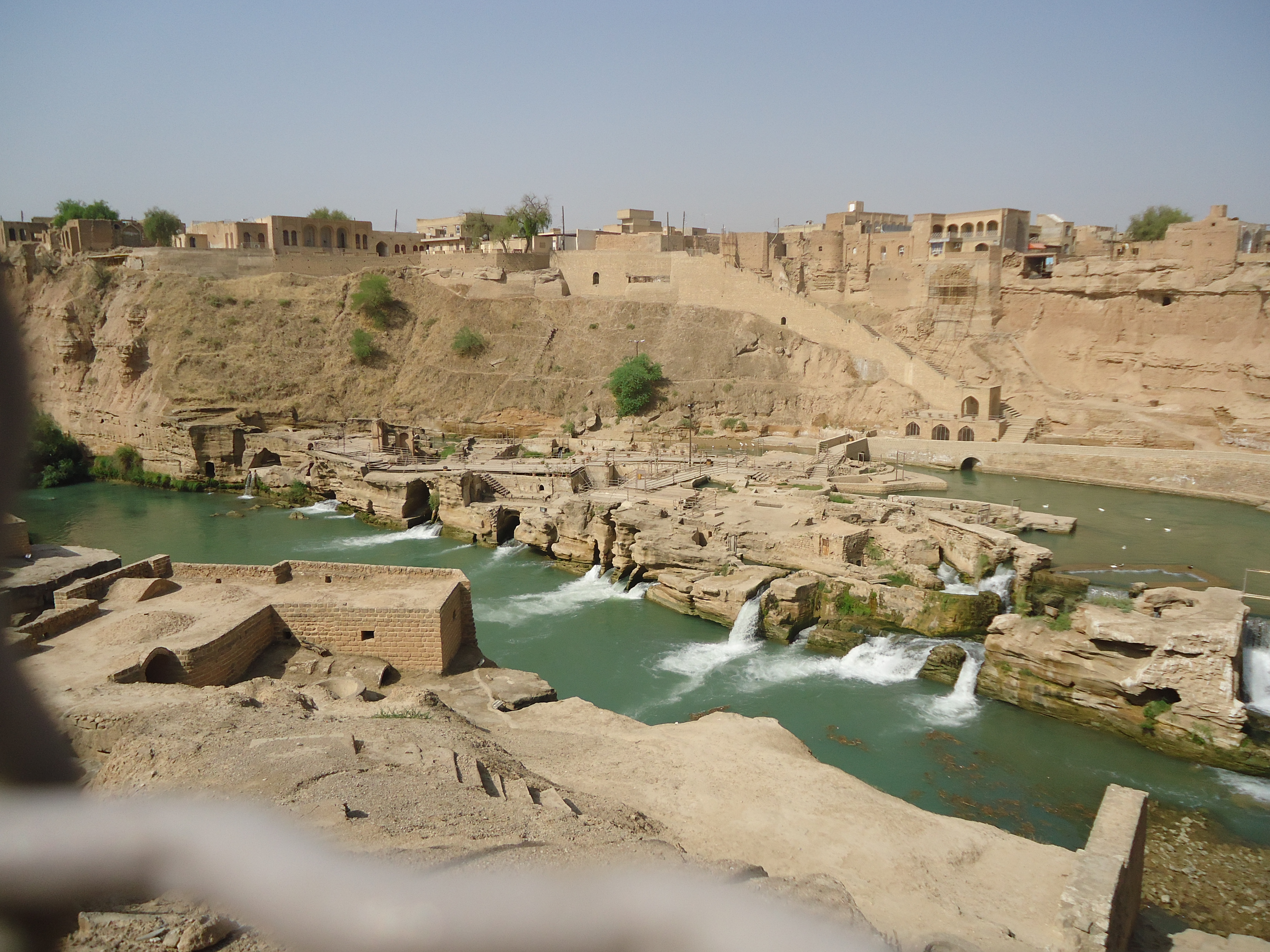
スーサの水流システム
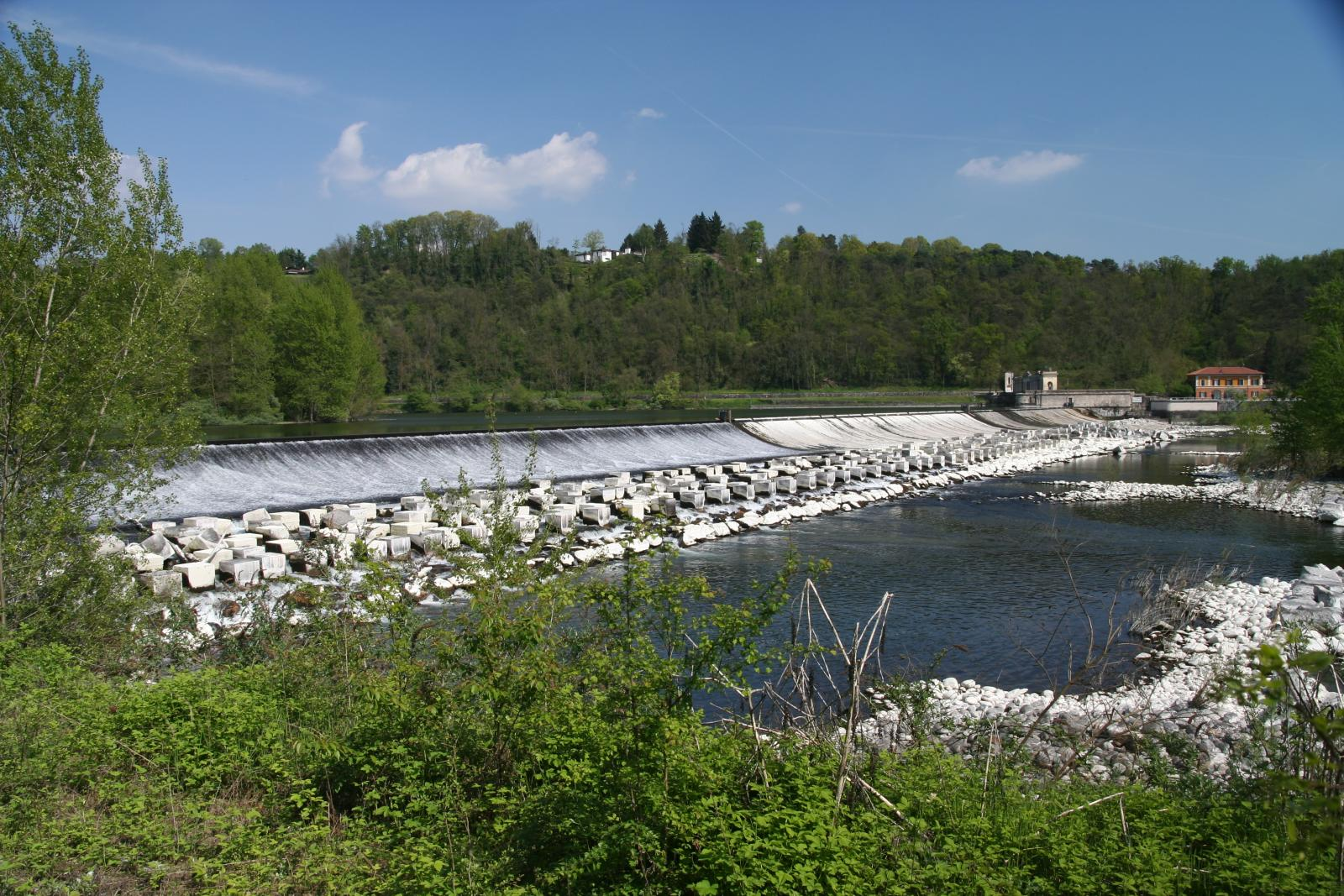
パンペルドゥートダム
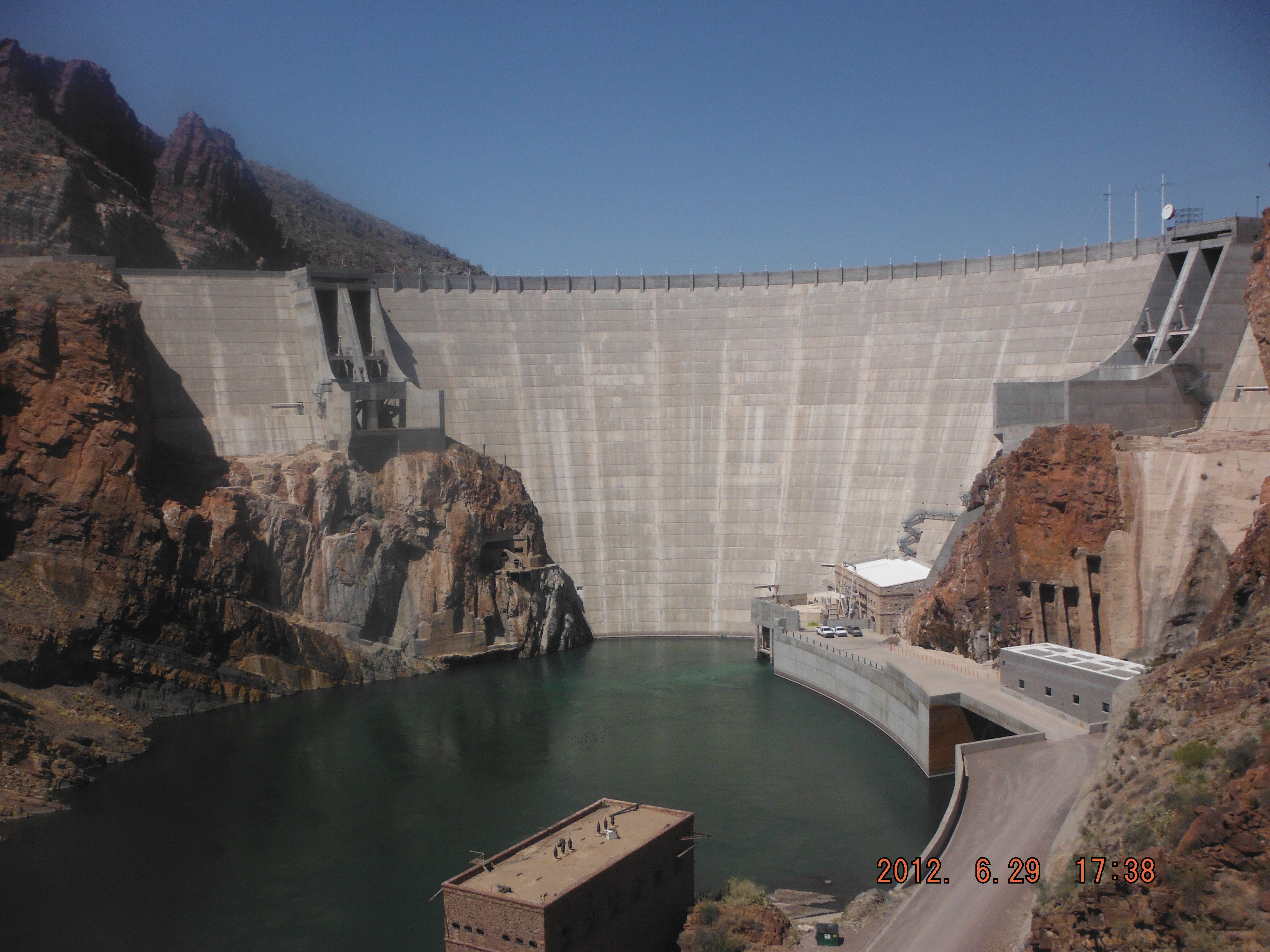
セオドア・ルーズベルトダム

### 2020年
- 日本
  - 天狗岩用水、群馬県前橋市・高崎市・玉村町
  - 備前渠用水、埼玉県本庄市・深谷市・熊谷市
  - 常西合口用水、富山県富山市
- 韓国
  - 固城沿岸地域の溜池灌漑システム
- 中国
  - 天宝陂（天宝陂）、福建省
  - 竜首渠引洛古灌区（龍首渠）、陝西省
  - 白沙渓三十六堰、浙江省
  - 桑園囲、広東省
- インド
  - Cumbum Tank
  - Kurnool-Cuddapah Canal
  - Porumamilla Tank(Anantharaja Sagaram)
  - Dhampur Dam
- イラン
  - Zarch Qanat …世界遺産ペルシア式カナートの構成資産
  - Moon Qanat …世界遺産ペルシア式カナートの構成資産

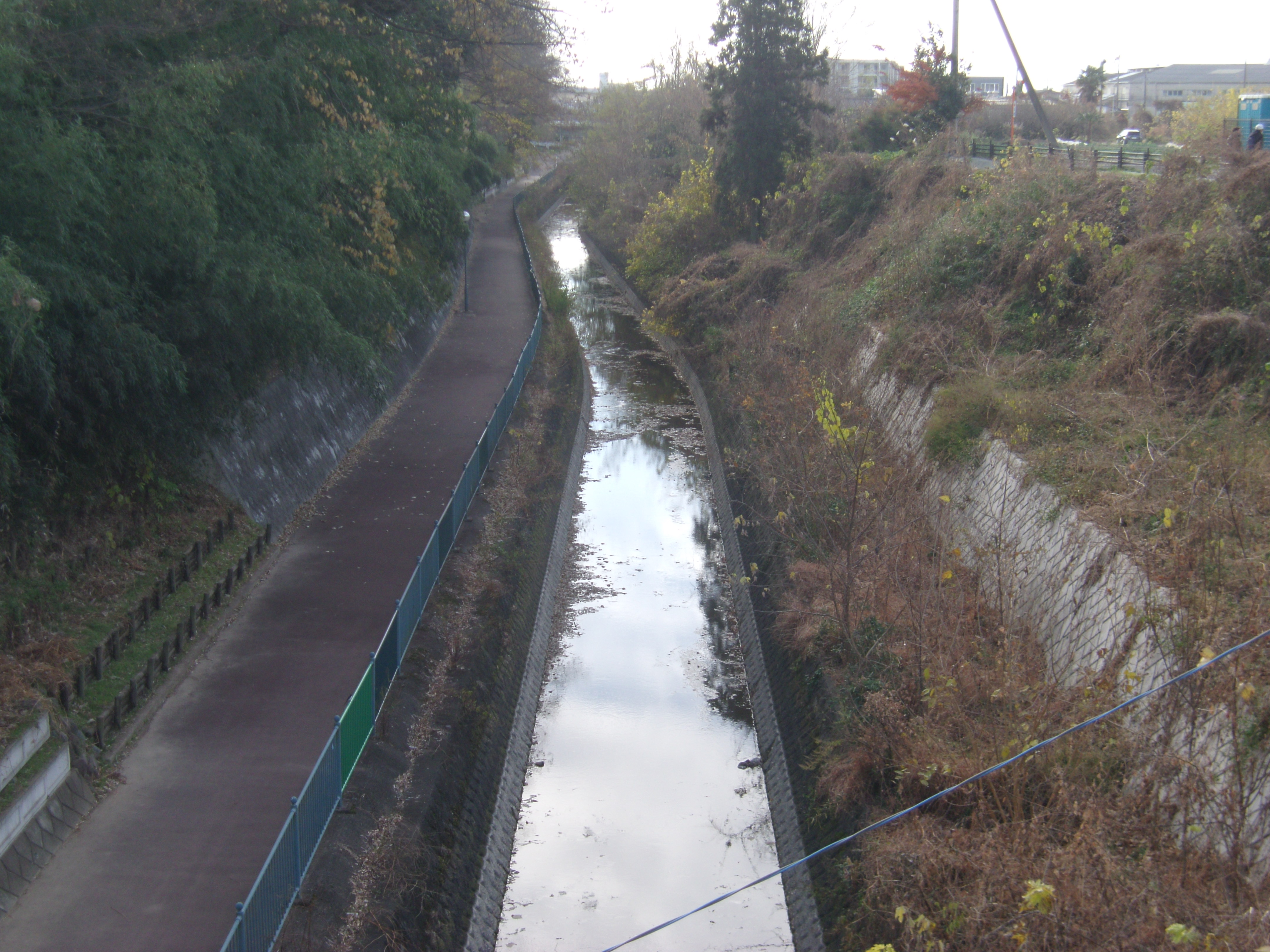
天狗岩用水
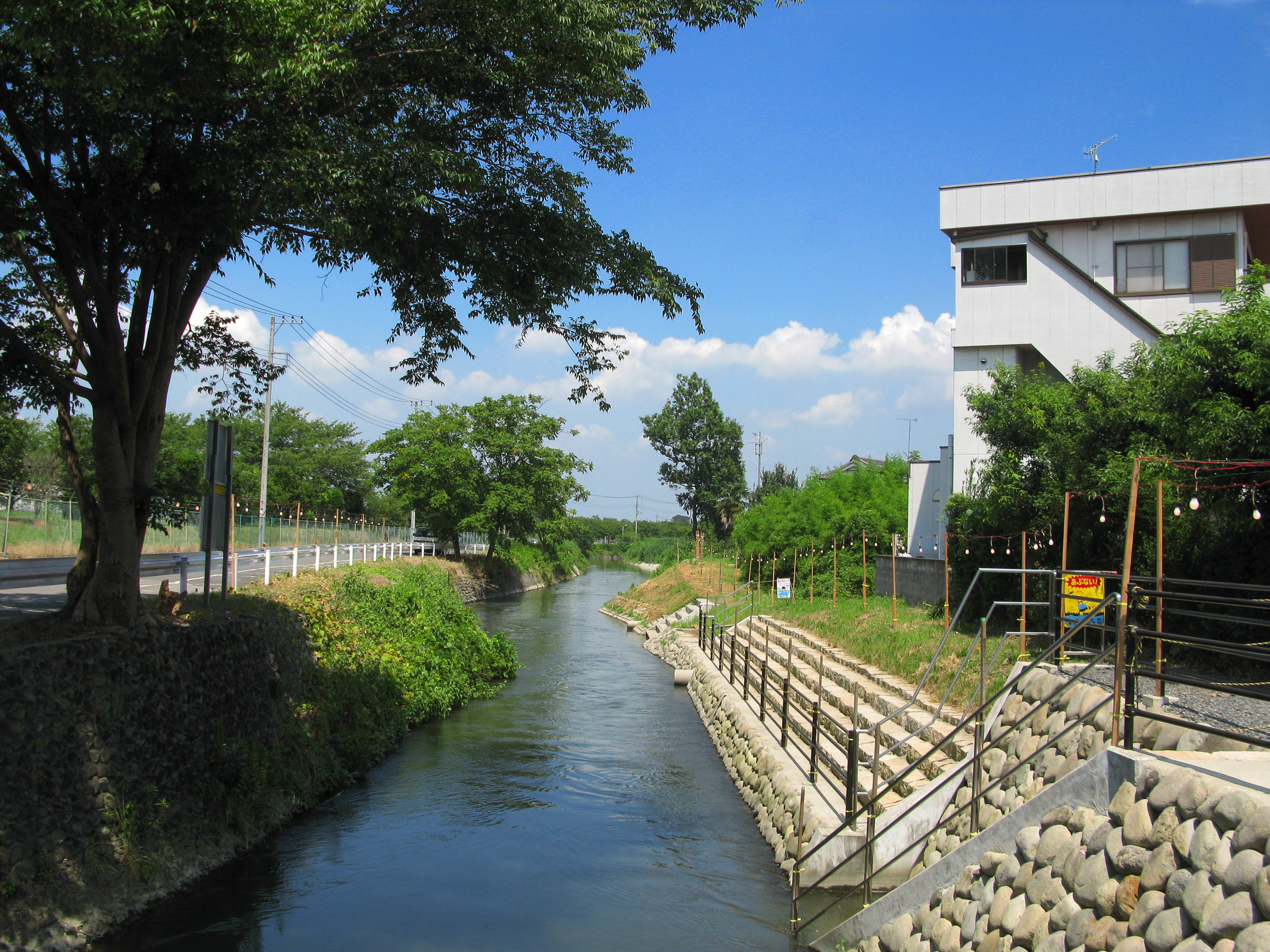
備前渠用水
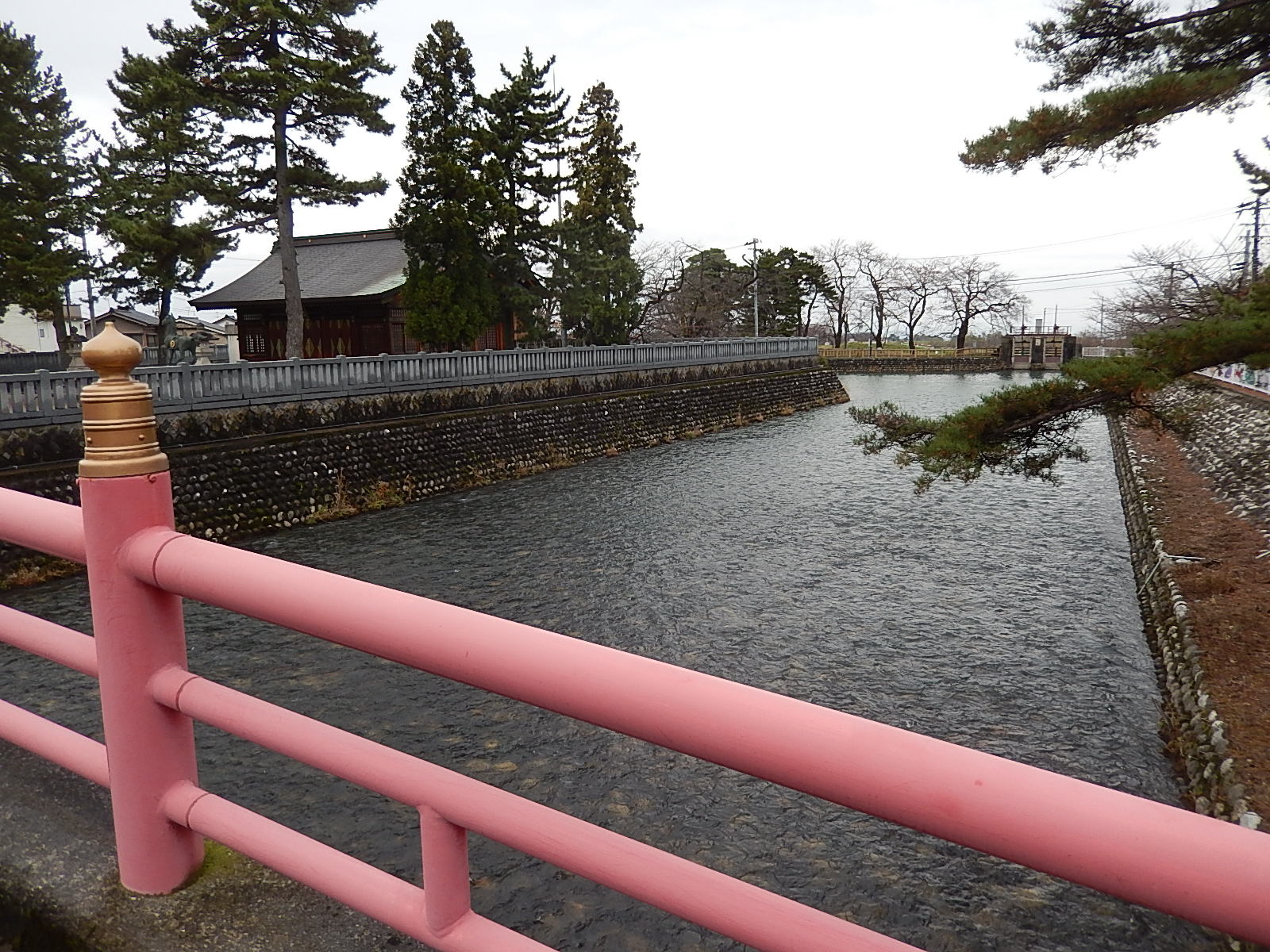
常西合口用水
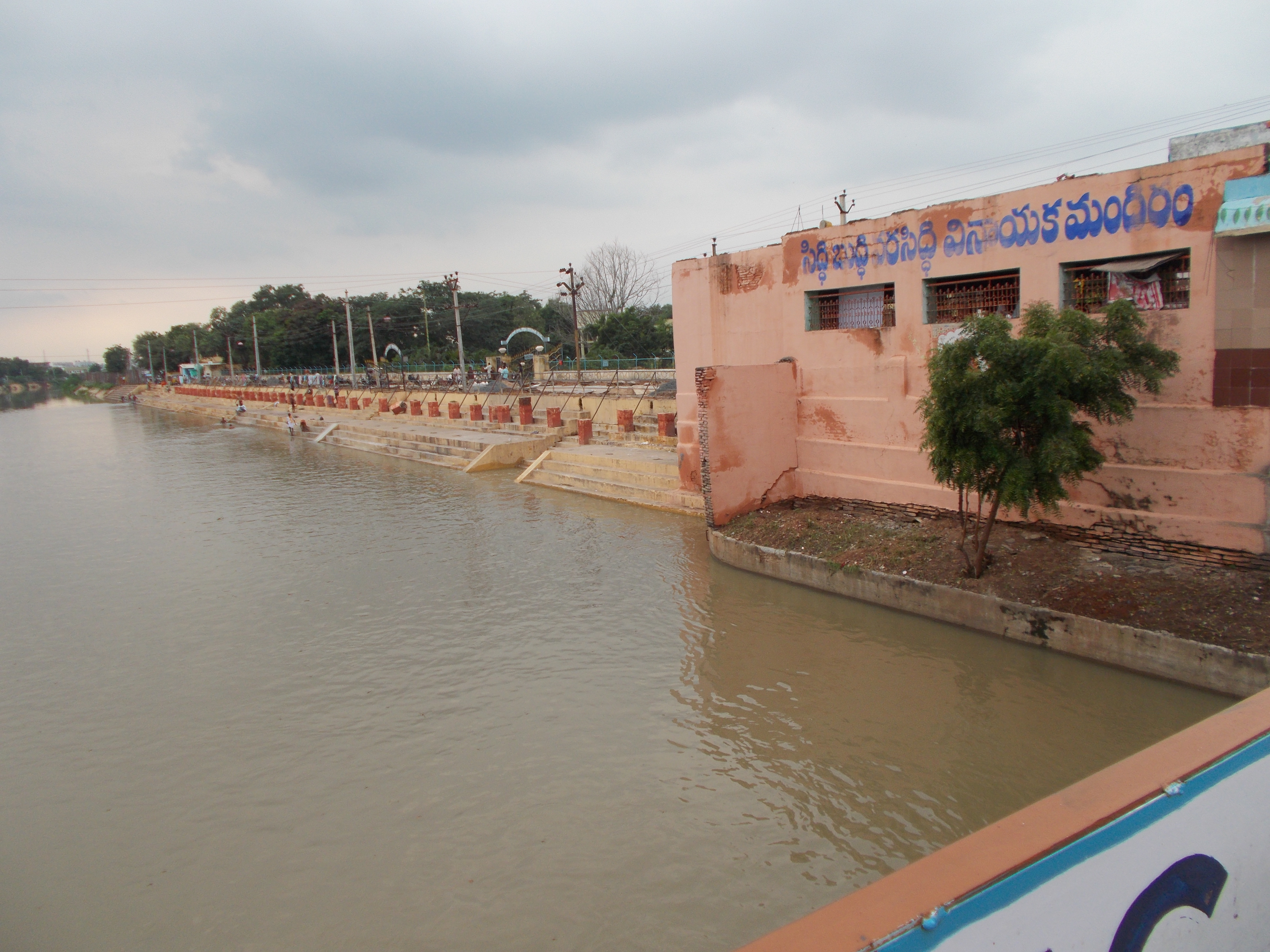
K.C.Canal

### 2021年

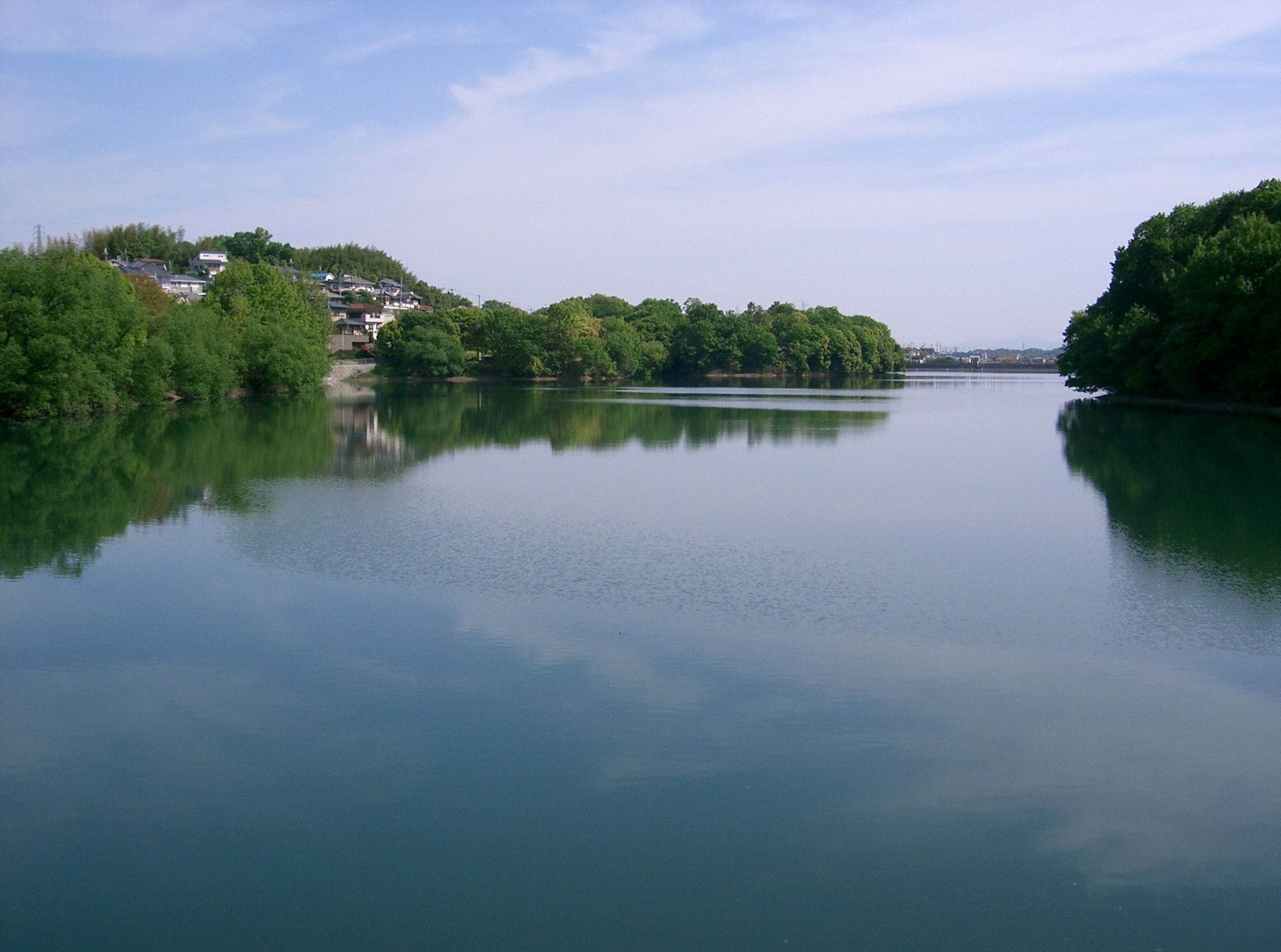
寺ヶ池
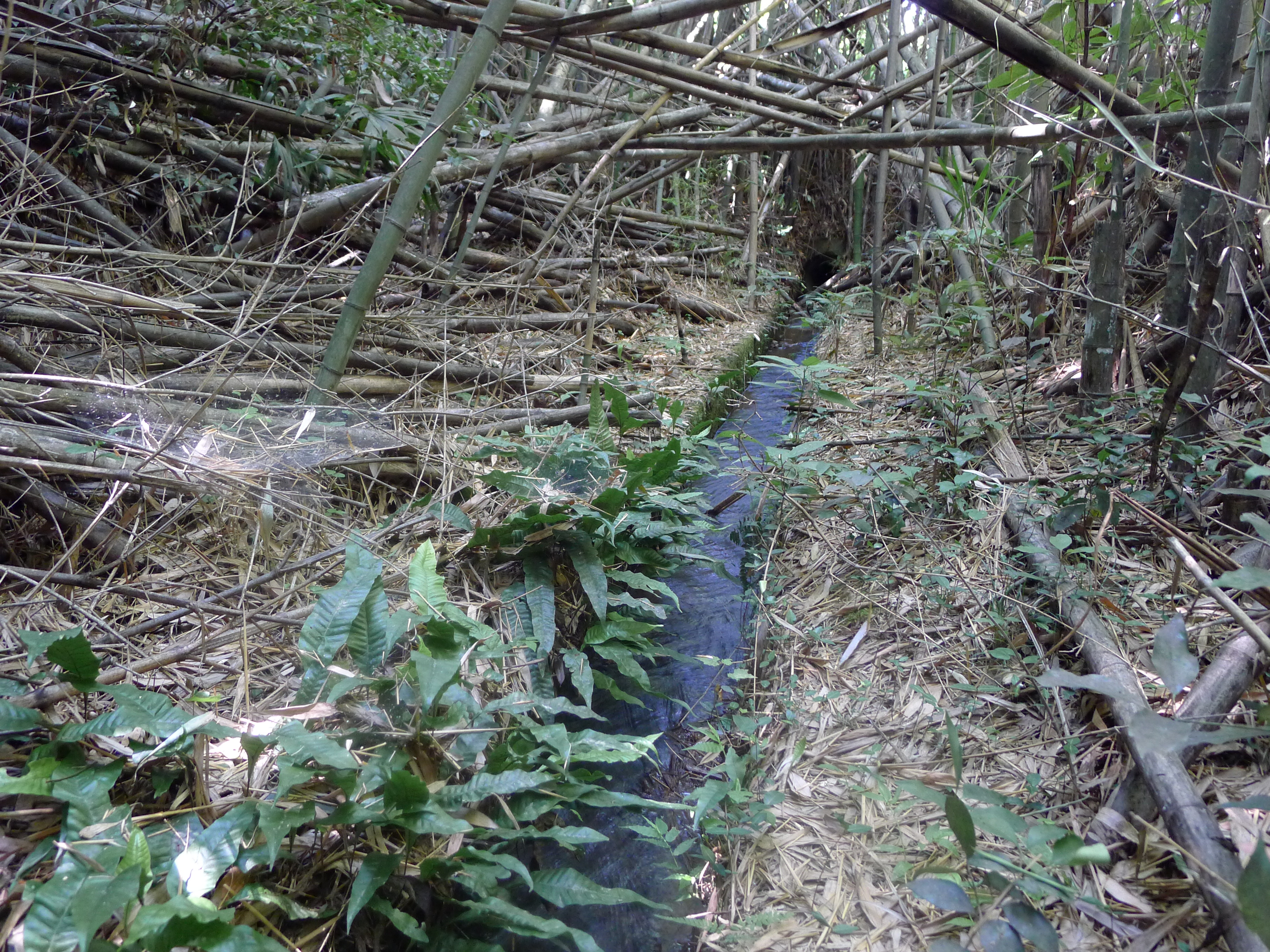
広瀬井手
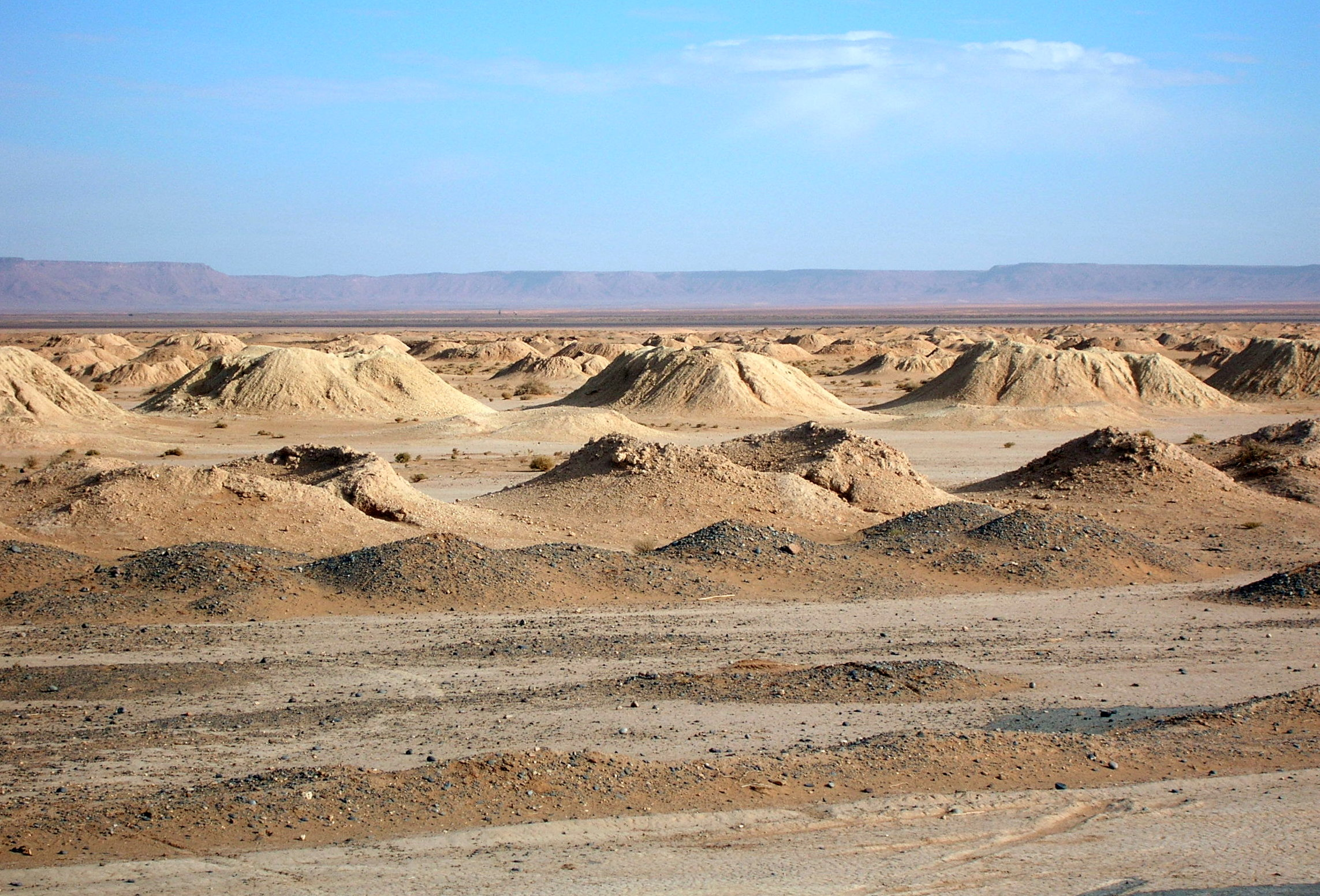
ケッタラスのマウンド

- 日本
  - 寺ヶ池・寺ヶ池用水路、大阪府河内長野市
  - 宇佐のかんがい用水群、大分県宇佐市 …平安時代に造られた平田井手と明治時代に完成した広瀬井手
- 韓国
  - 康津の蓮貯水池
  - 青山島クドゥルチャンノン…2014年に農業遺産にも登録
- 中国
  - 李運河と高郵灌漑地区、江蘇省
  - 遼河灌漑地区、江西省
  - サキャの貯水灌漑システム、チベット自治区
- インド
  - Dhukwan Weir
  - Grand Anicut Canal
  - Kalinggarayan Anicut and Kalingarayan Channel System
  - Veeranam Tank
- スリランカ
  - Dam and Old Sluices of Parakrama Samudraya
  - Ethimale Tank Bund
  - Maduru Oya Ancient Dam and the Sluice
- イラク
  - Hindiya Barrage
  - Waterwheels of Heet
- モロッコ
  - Khettaras…現地ではフォガラと呼ばれるカナート[注釈 8]

- 寺ヶ池
- 広瀬井手
- ケッタラスのマウンド

### 2022年
- 日本
  - 香貫用水、静岡県沼津市
  - 寺谷用水、静岡県磐田市
  - 井川(ゆかわ)用水、大阪府泉佐野市…重要文化的景観選定「日根荘大木の農村景観」の構成資産
- 中国
  - 通済堰、四川省…2014年に登録された浙江省の通済堰とは別
  - 興化垛田、江蘇省…2014年に農業遺産にも登録
  - 松陽松古灌区、浙江省
  - 崇義上堡棚田、江西省
- インド
  - Baitarani Irrigation Project
  - Lower Anicut
  - Rushikulya Irrigation Systems
  - Sir Arther Cotton Barrage(Dowleswaram Barrage)
- スリランカ
  - Kala Wewa
  - Padaviya Tank
  - Thakkam Anicut
- イラク
  - Al-Adhem Dam
  - White Bridge
- オーストラリア
  - Dethridge wheel

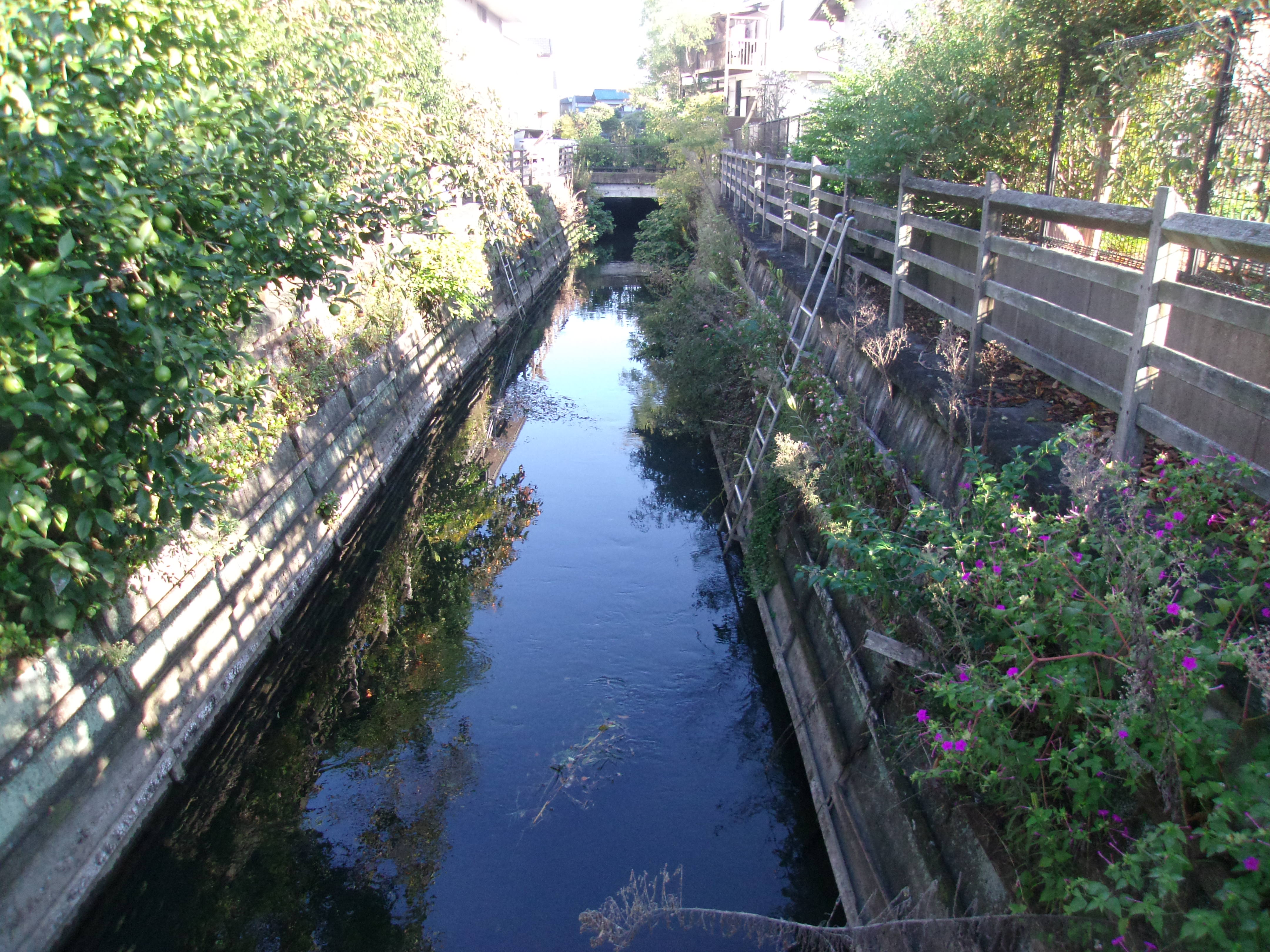
香貫用水
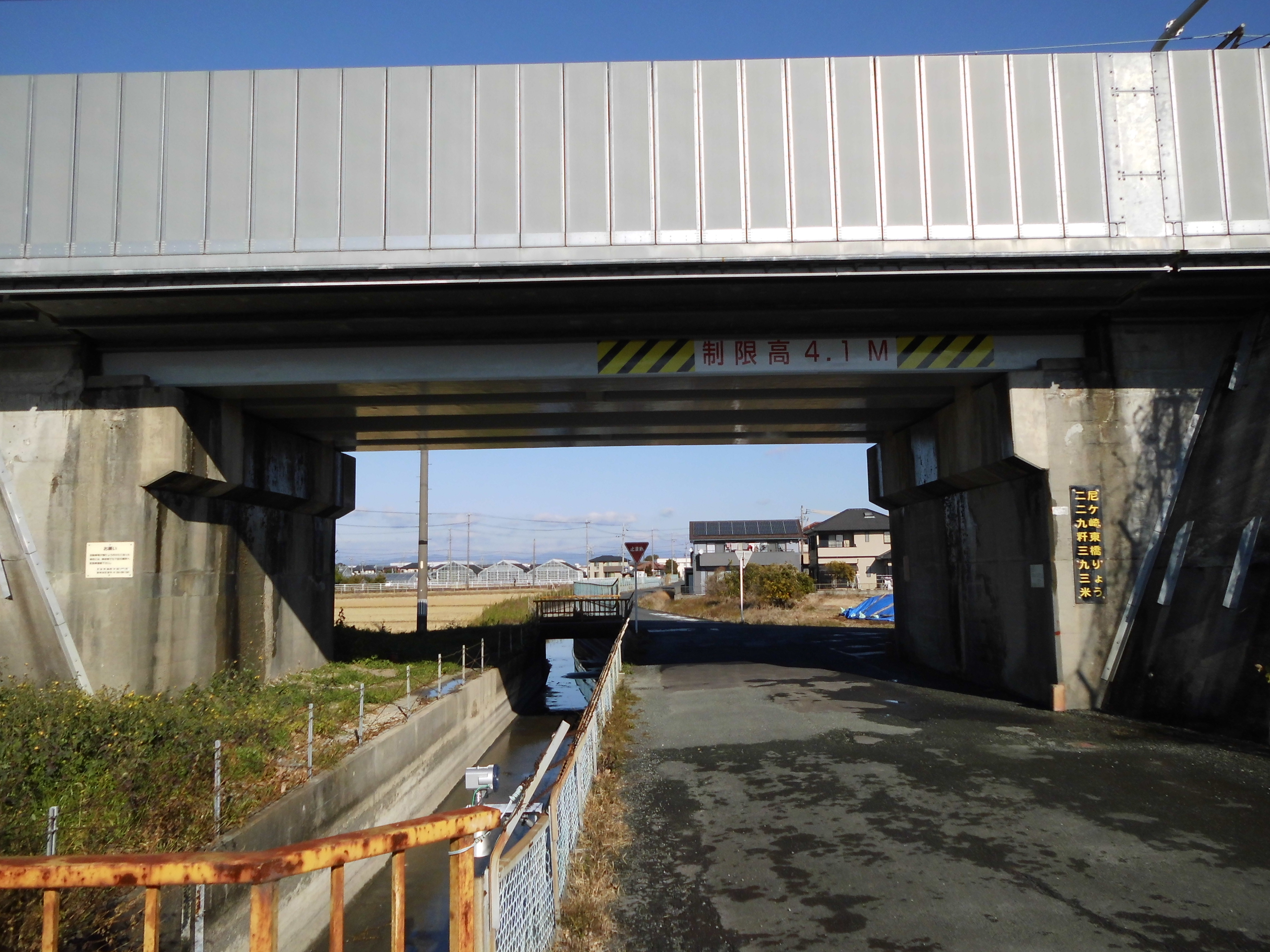
寺谷用水
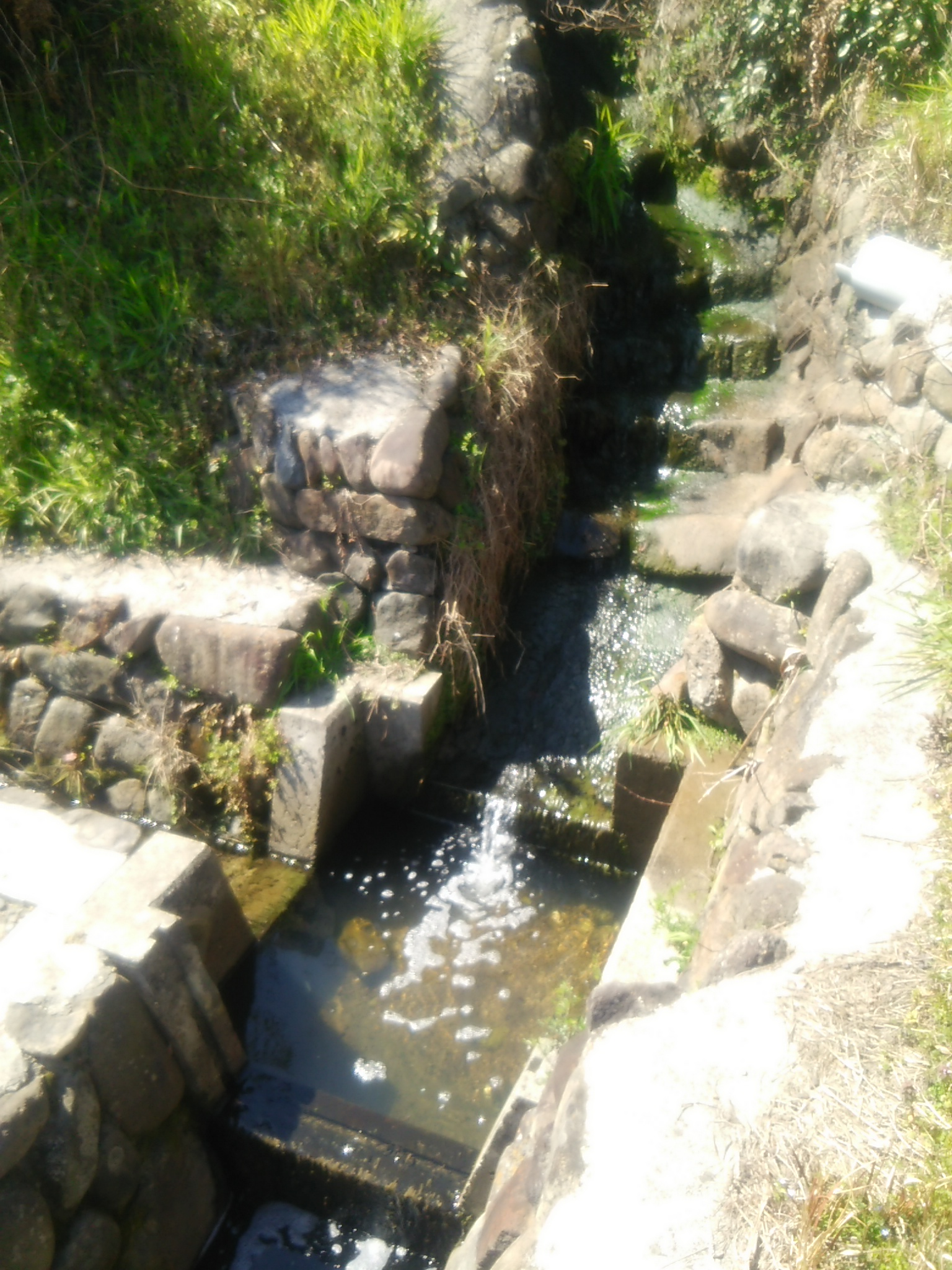
井川用水
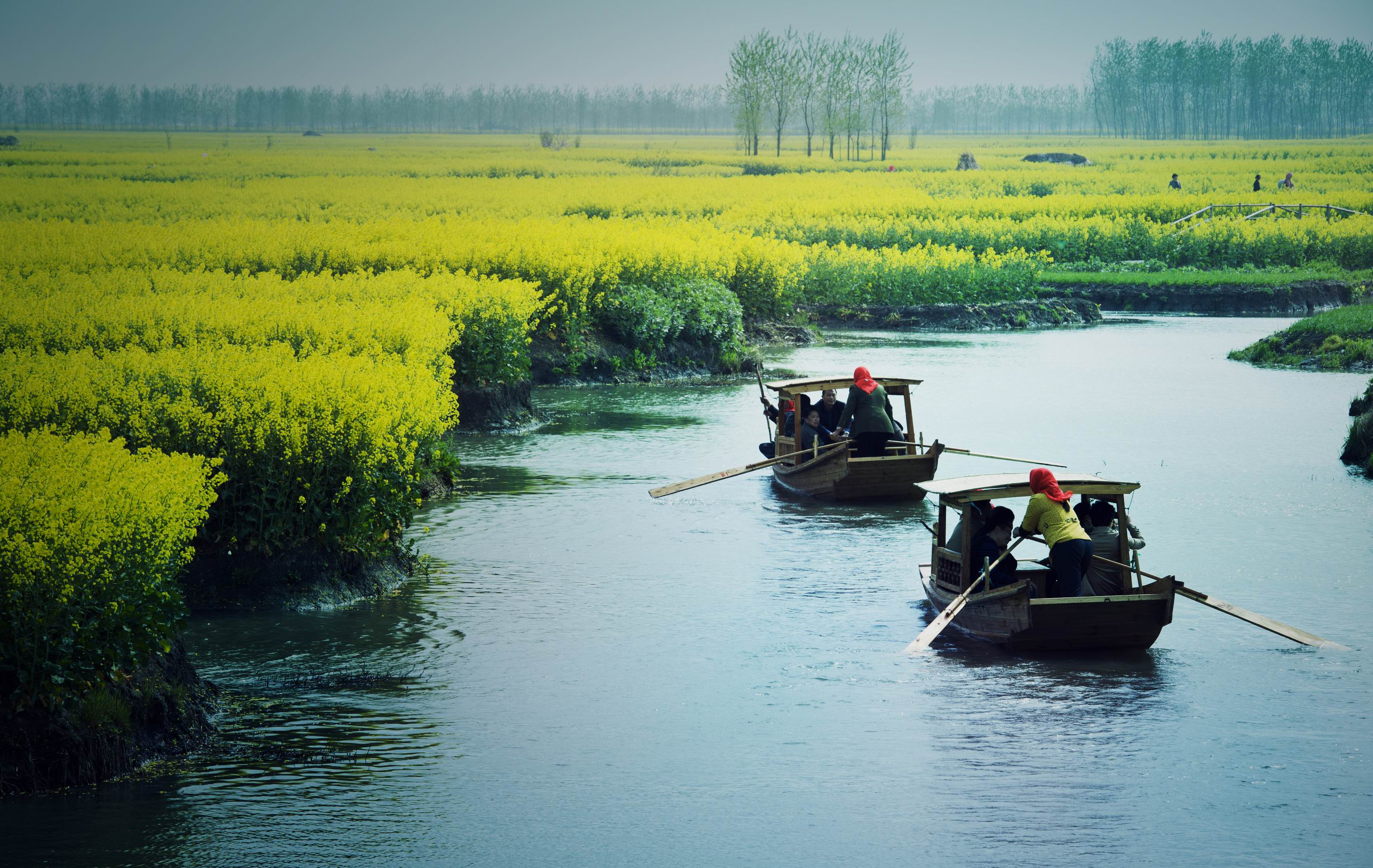
興化垜田
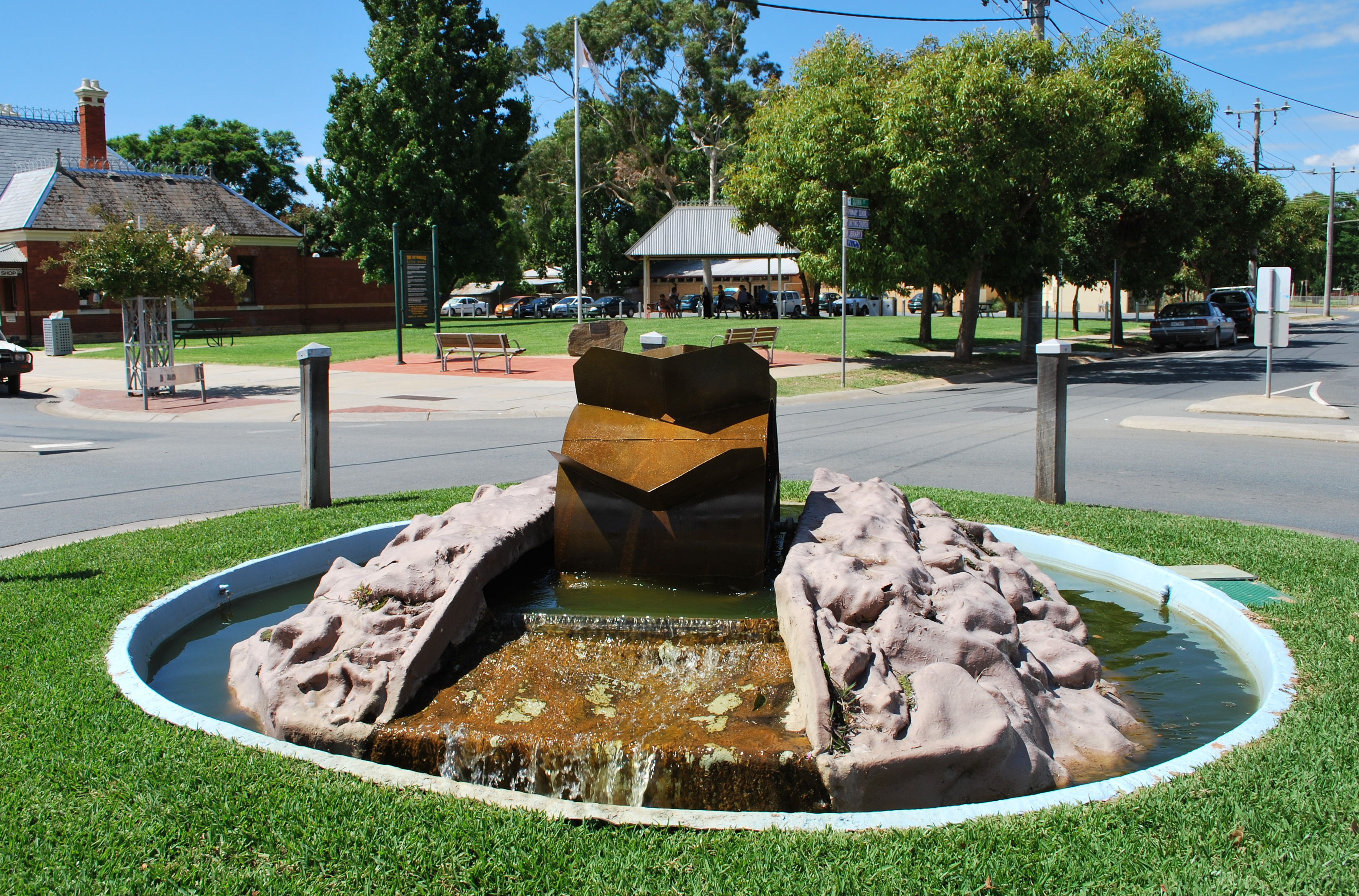
デスリッジ水車
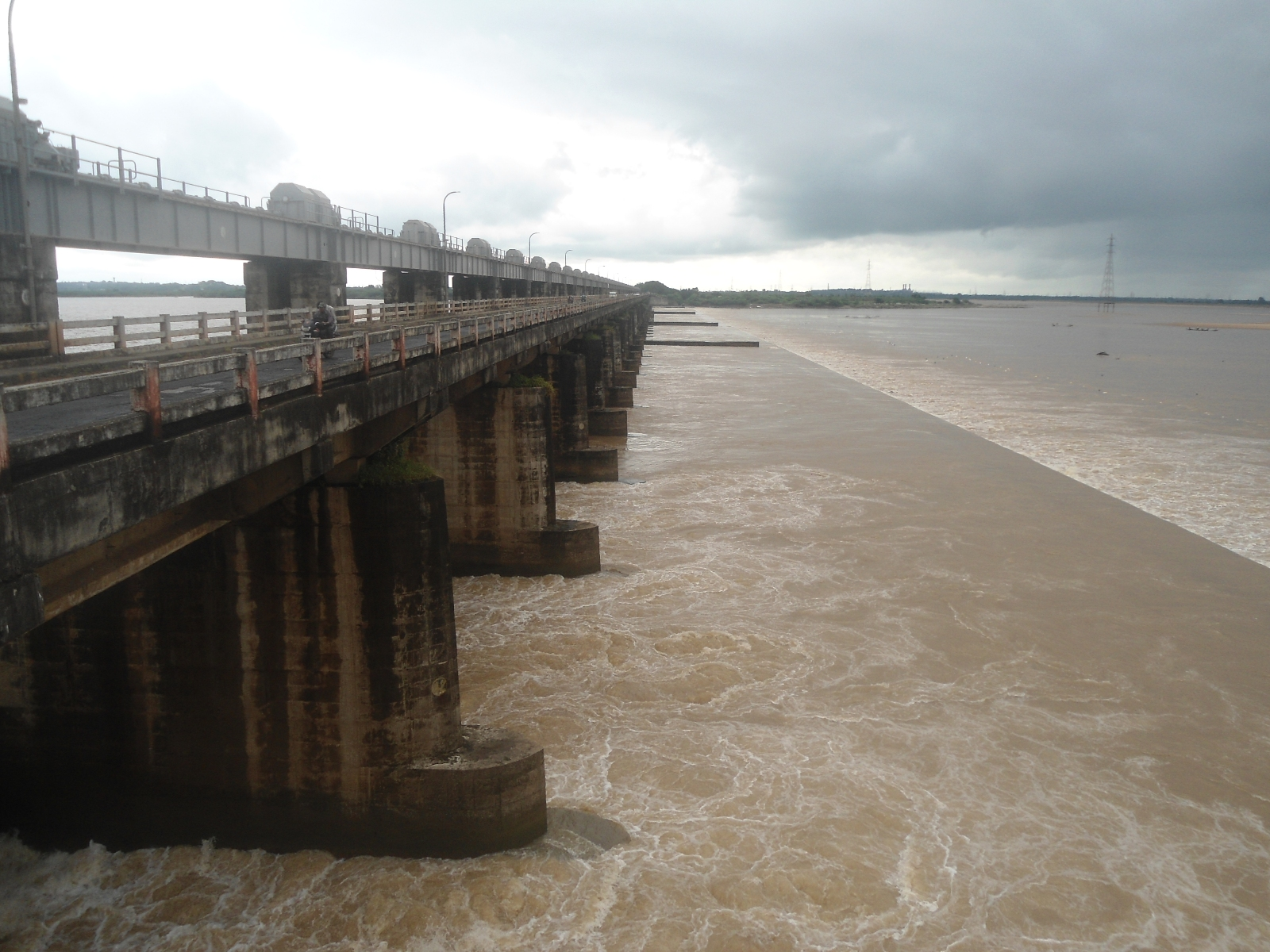
アーサー・コットン卿堰

### 2023年

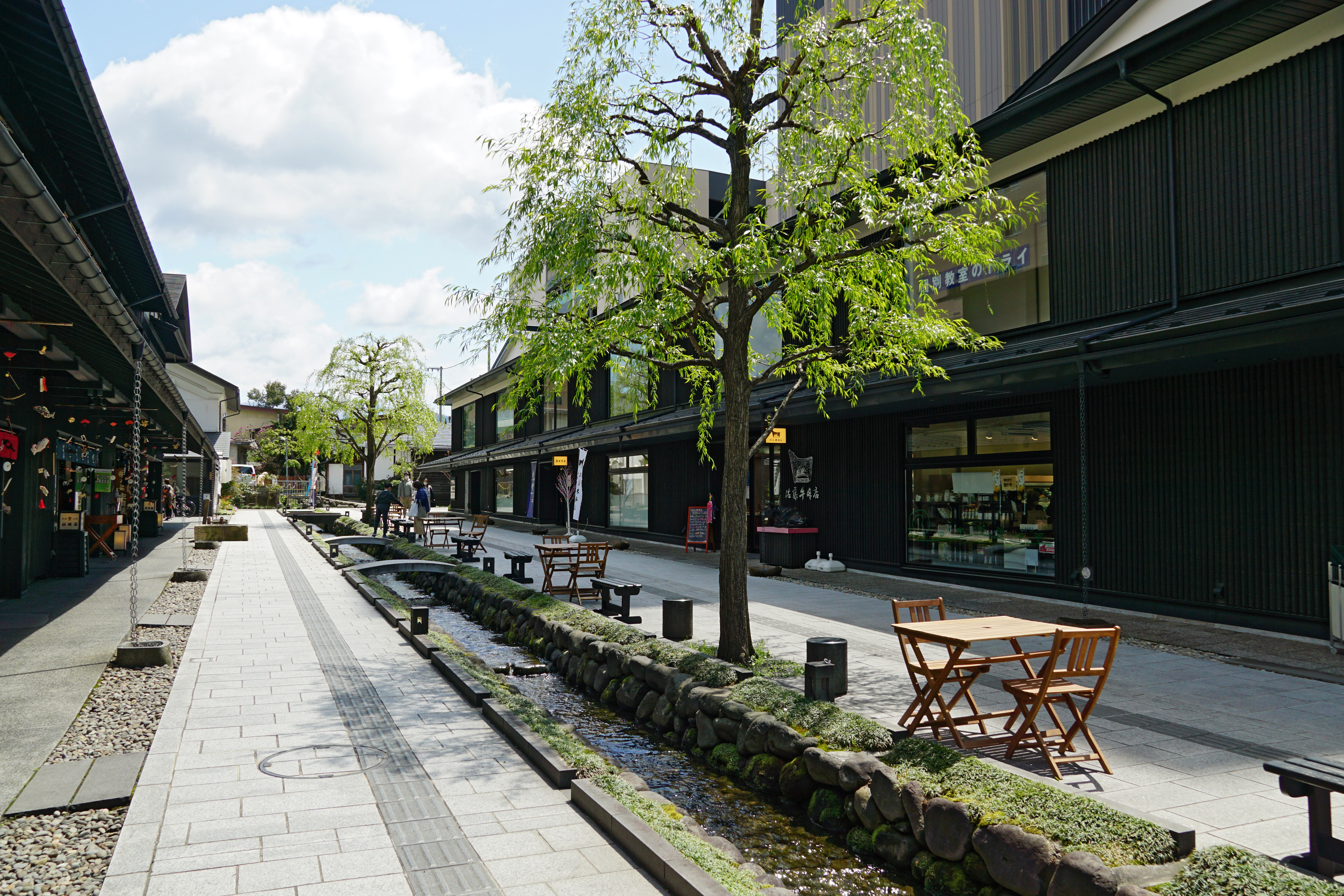
山形五堰（御殿堰）
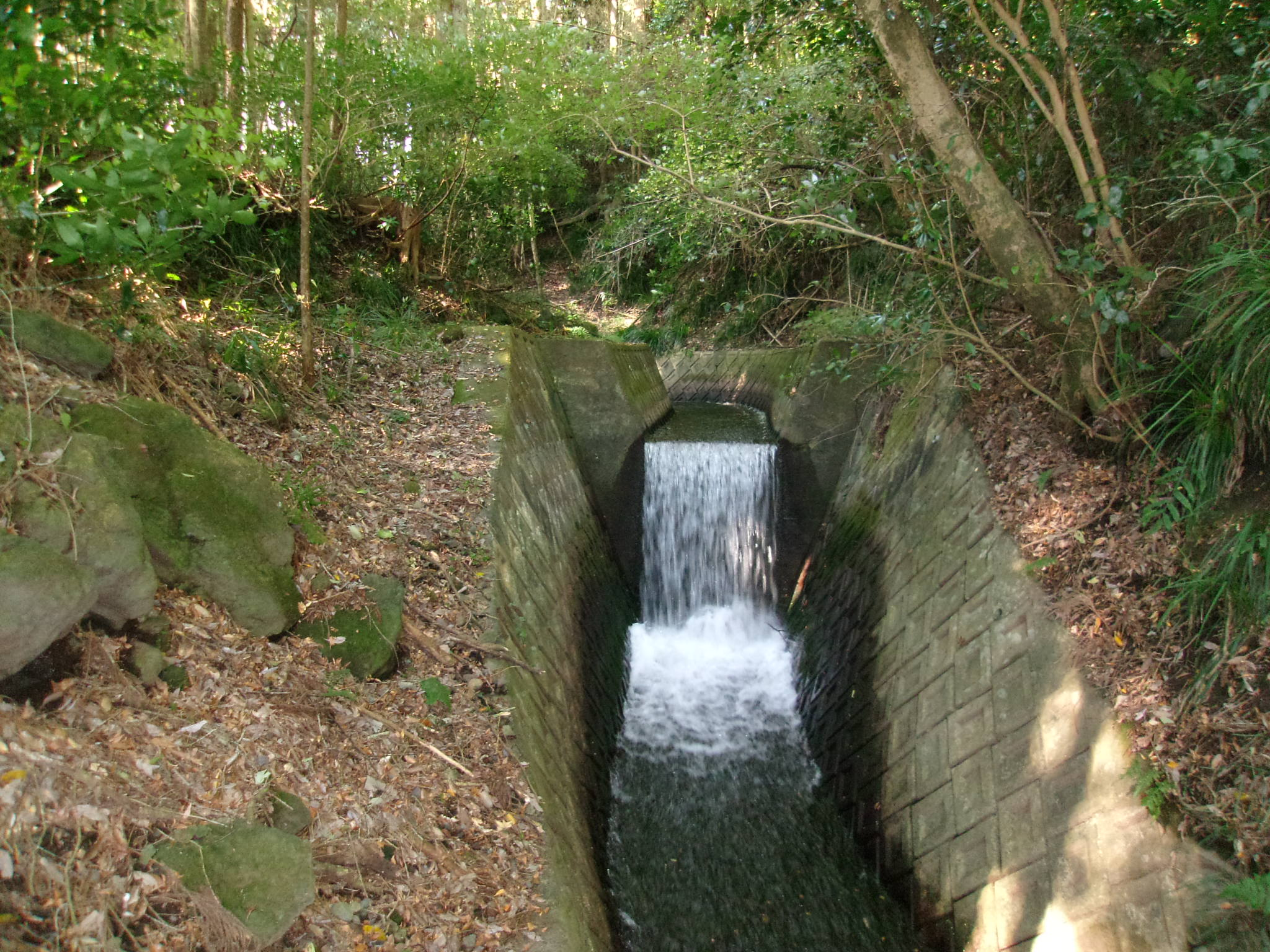
北山用水
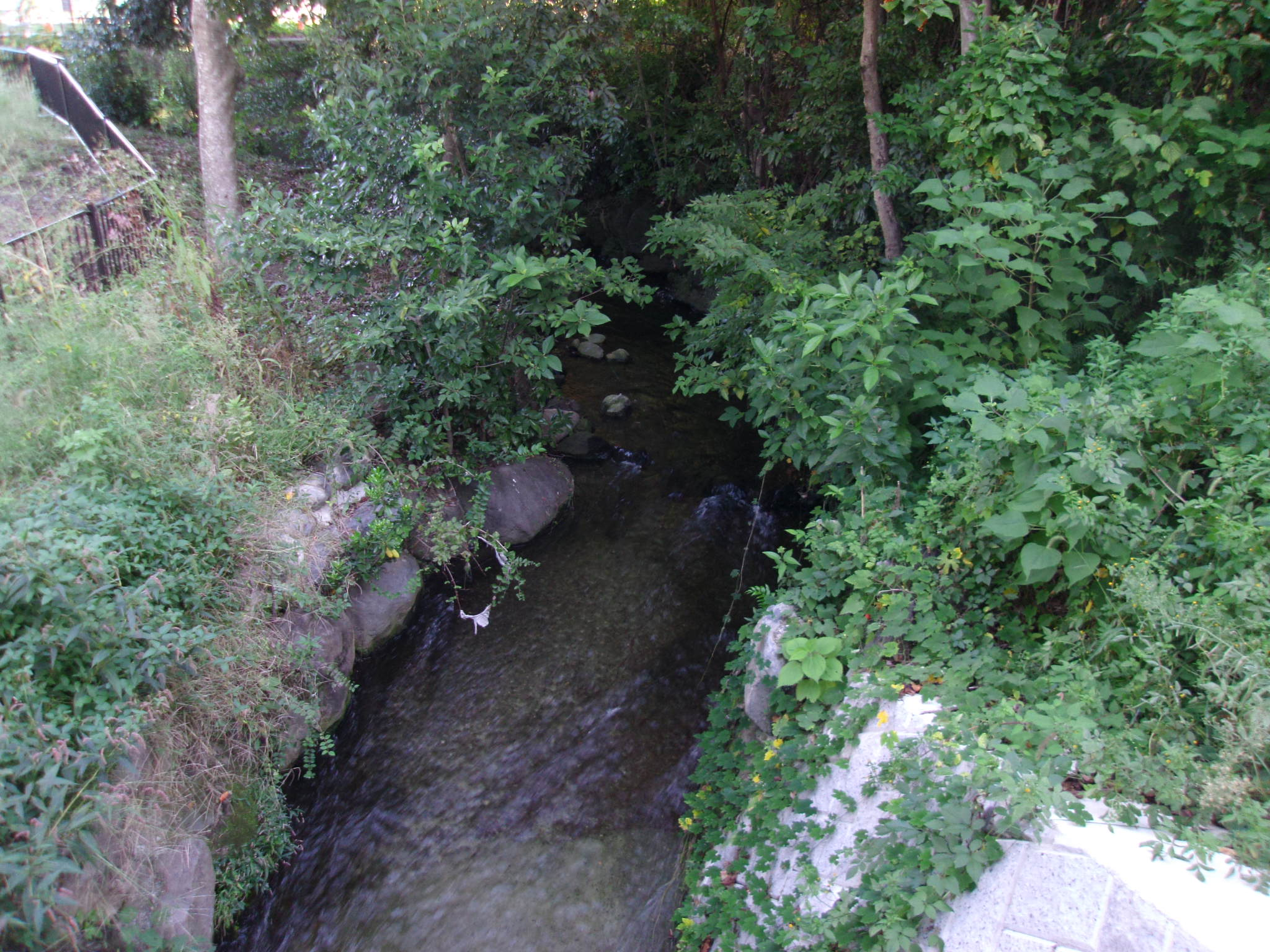
本宿用水
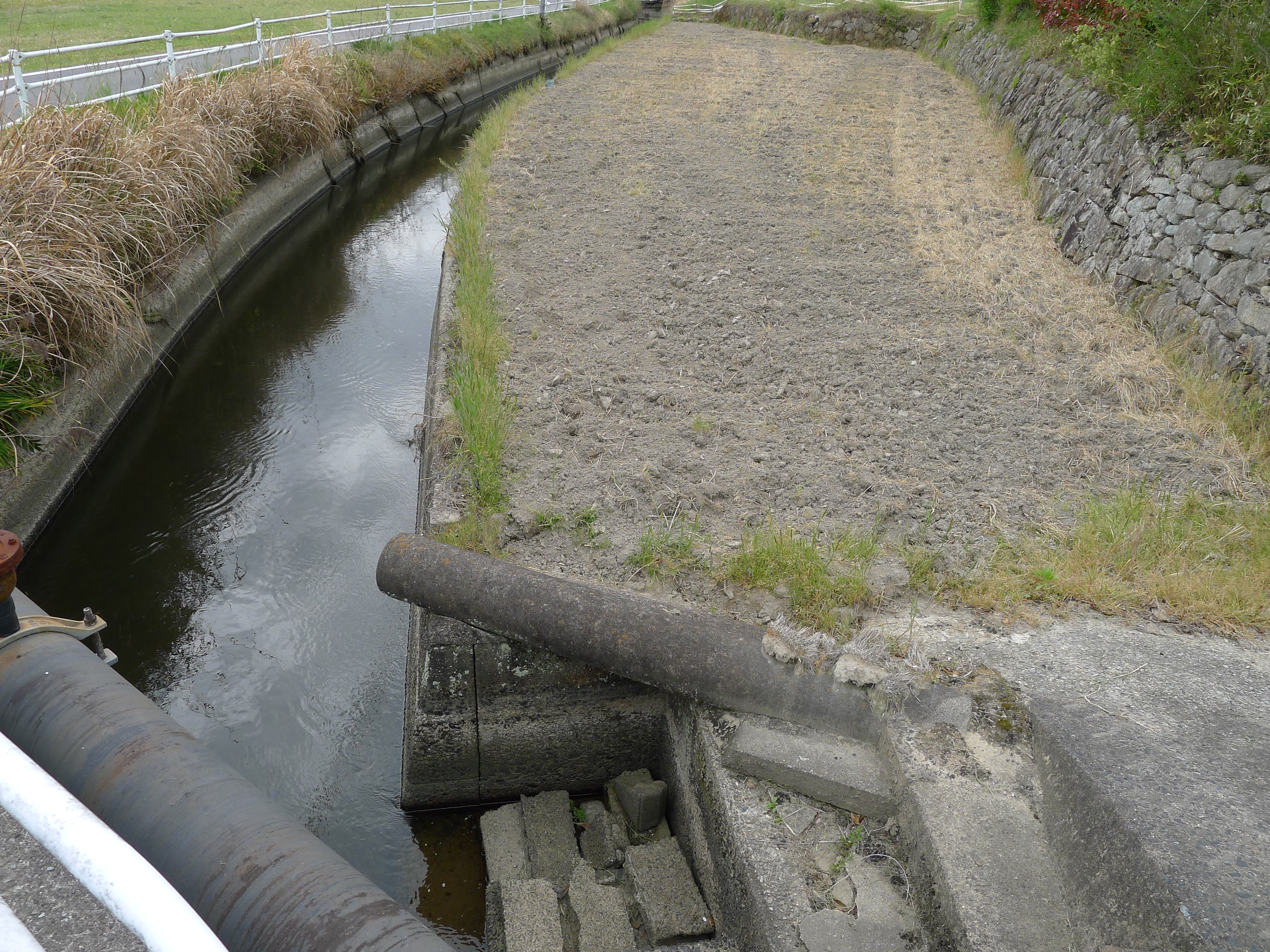
建部用水（井堰先）
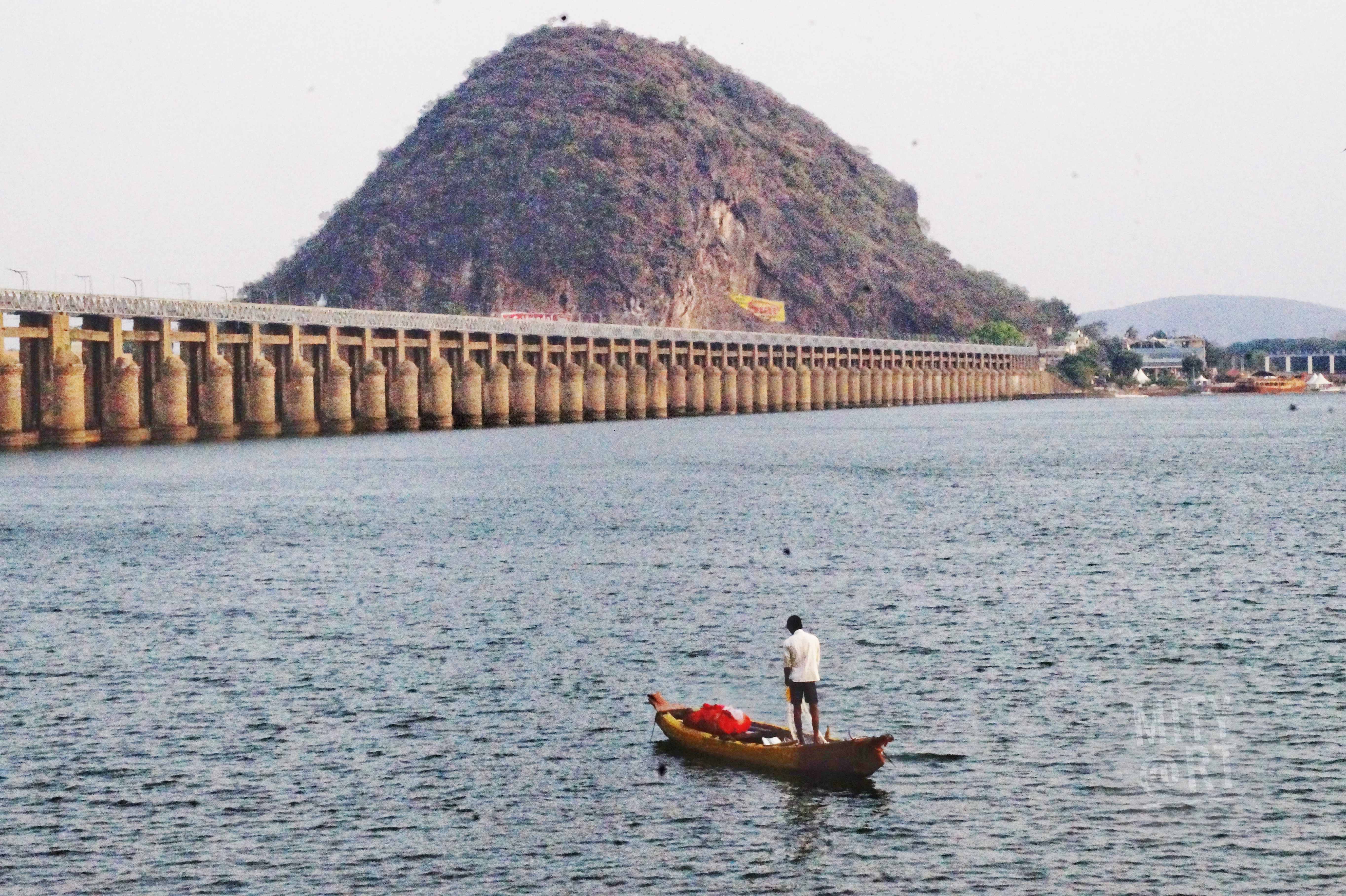
プラカサム堰

- 日本
  - 山形五堰、山形県山形市
  - 北山用水、静岡県富士宮市
  - 本宿用水、静岡県長泉町
  - 建部井堰、岡山県岡山市
- 中国
  - 祁門堰、安徽省
  - 紅沢湖、江蘇省
  - 火泉泉、山西省
  - 白尼堰、湖北省
- インドネシア
  - Notog Weir
  - The Kepajaran Main Intake
  - The Talang Barrage(Talang Dam)
- タイ
  - Bang Nok Khwaek Lock
  - Damnoen Saduak Canal
- インド
  - Balidiha Irrigation Project
  - Jayamangal Anicut
  - Prakasam Barrage
  - Srivaikuntam Anicut
- イラク
  - The old regulator Al-Hussainya
- トルコ
  - Şamran Canal[注釈 9]

- 山形五堰（御殿堰）
- 北山用水
- 本宿用水
- 建部用水（井堰先）
- プラカサム堰

### 2024年
- 日本
  - 南原穴堰、宮城県大崎市…日本農業遺産・世界農業遺産「大崎耕土」の構成資産
  - 龍ヶ池揚水機場[注釈 10]、滋賀県豊郷町
  - 西光寺野疏水路、兵庫県姫路市・市川町・福崎町
- 中国
  - 新疆ウイグル自治区トルファンのかんがい用の地下水路であるカーレーズ[2]…トルファン・カレーズ楽園参照
  - 共同申請による安徽省黄山市徽州県の小型ダムを含む用水路の堨壩と江西省上饒市婺源県の石材を用いた堤防や堰の石堨[2]
  - 陝西省安康市漢陰県の鳳堰棚田[2]
  - 重慶市秀山トウチャ族ミャオ族自治県の巨豊堰[2]
- インド
  - Martand Canal（マルタン運河）
  - Nandi Canal（ナンディ運河）
  - Kanigiri Reservoir（カニギリ貯水池）
  - Dhuty Weir（ドゥティ堰）
- イラン
  - Fariman Historical Dam（ファリマンの歴史的なダム）
  - Naseri Stream（ナセリ用水）
  - Qale Hatam Historical Bridge（ガレ・ハタムの歴史的な水道橋）
  - Stone Whirlpool（石の渦潮）
- イラク
  - The Lower Kahreez Haji Beykhan（ハジ・ベイハーン下流カレーズ）
- トルコ
  - Alacahoyuk Gölplnar Hittite Dam（アラカホユク・ゲルプルナール・ヒッタイト・ダム）…紀元前のヒッタイトによって造られたアラカホユク遺跡（英語版）近くにある現存する最古級の貯水池
- 南アフリカ
  - Douglas Weir（ダグラス堰）

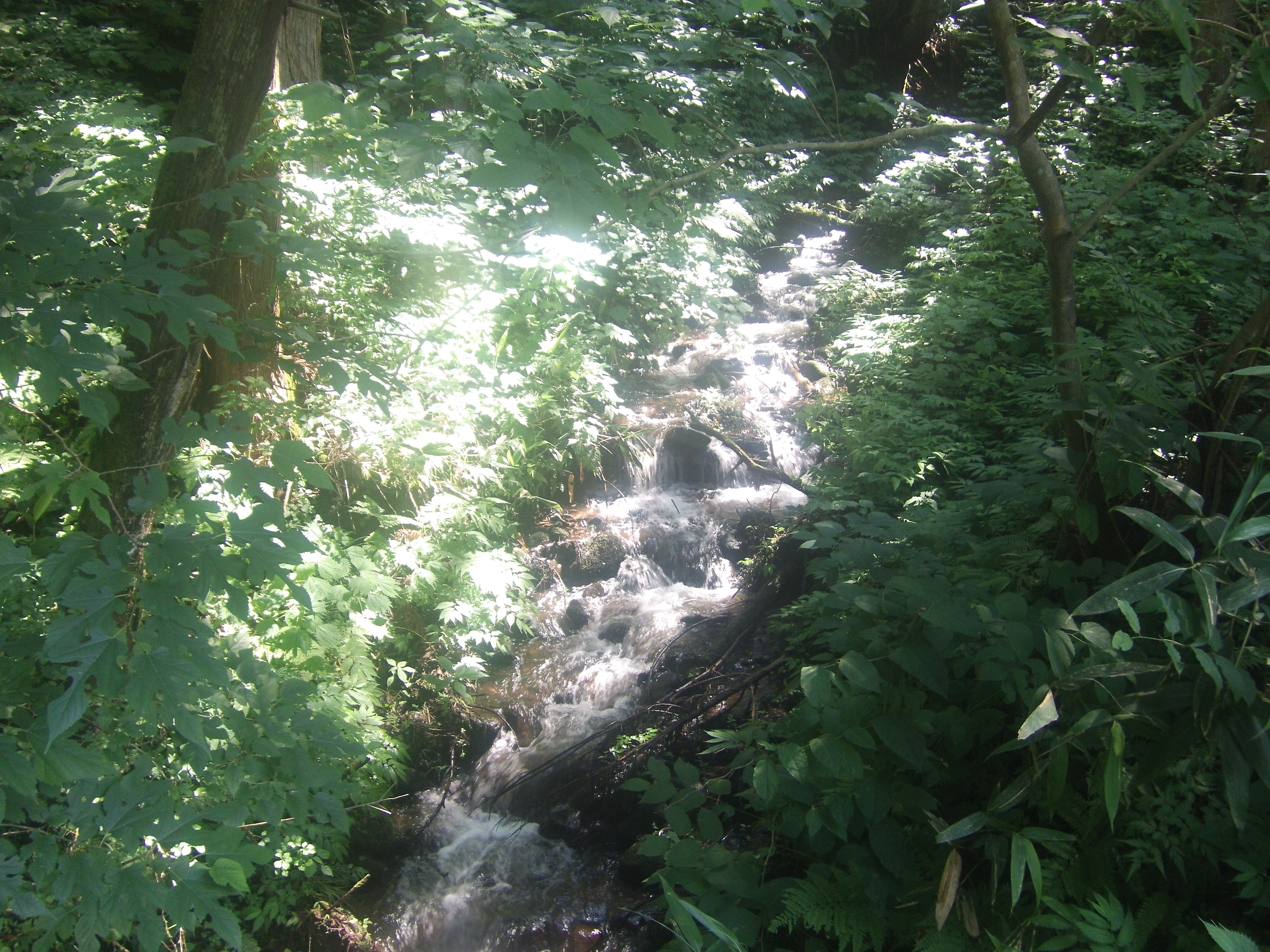
南原穴堰
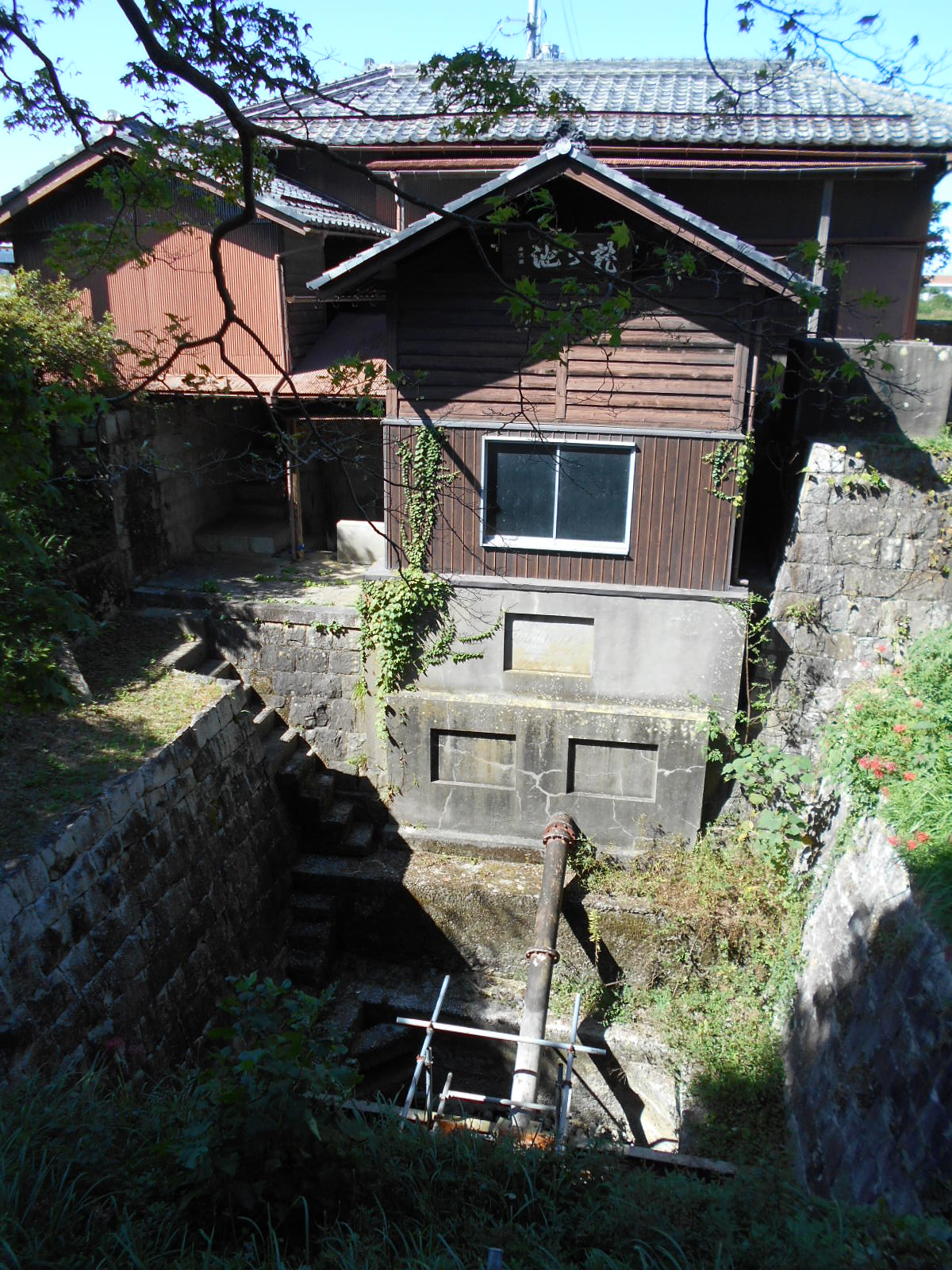
龍ヶ池揚水機場
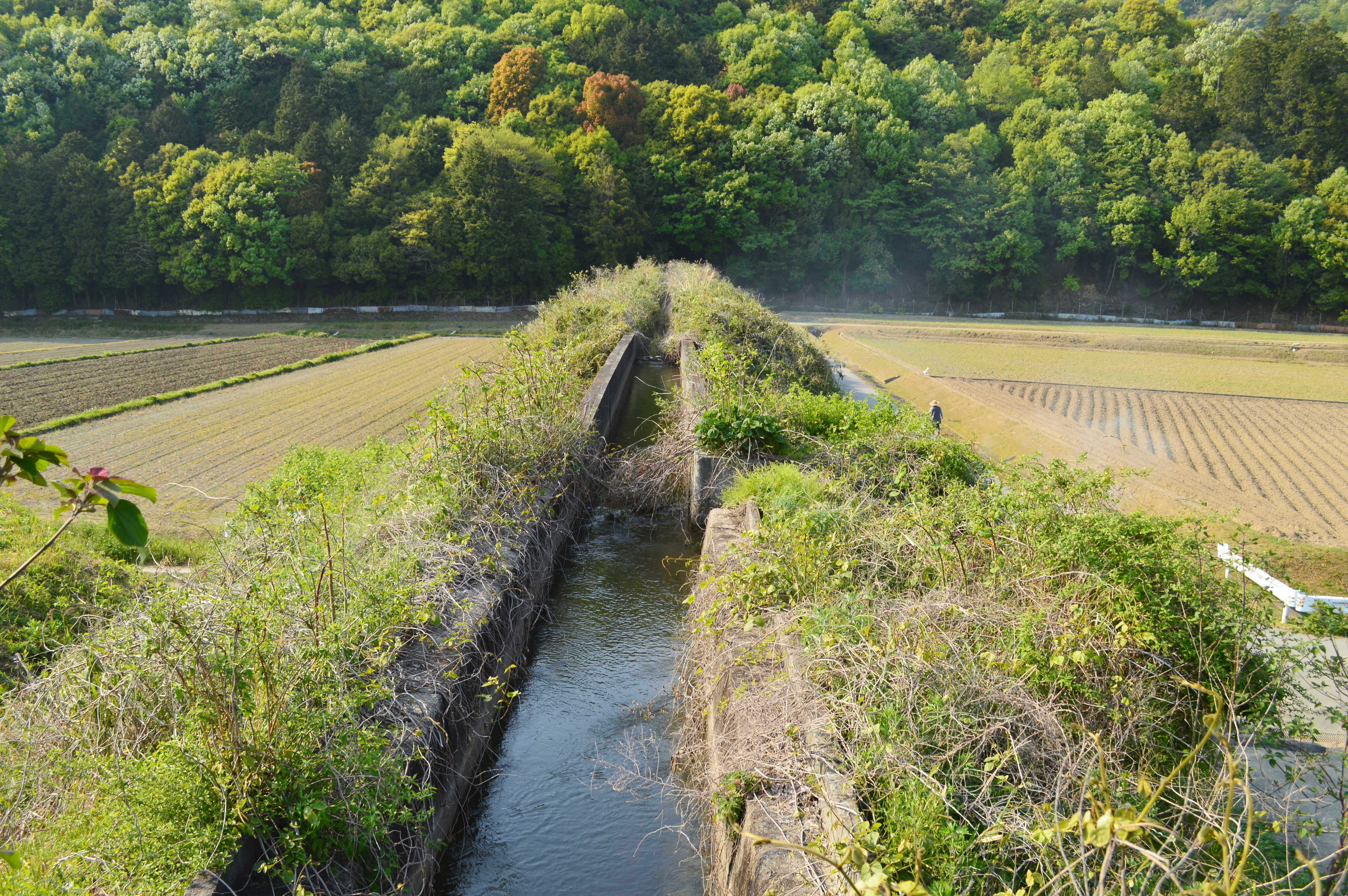
西光寺野疏水（福崎町）
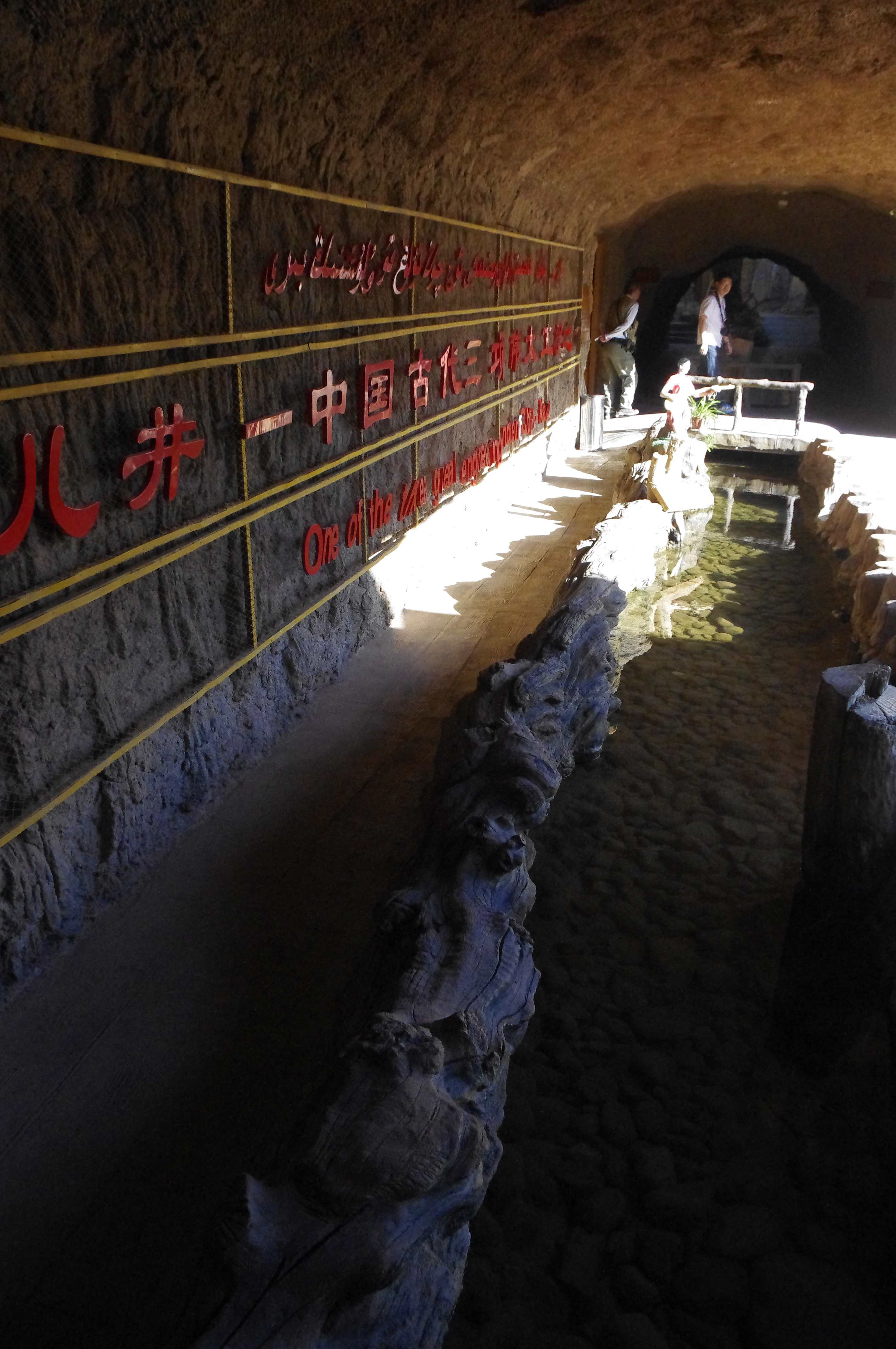
トルファンカレーズ
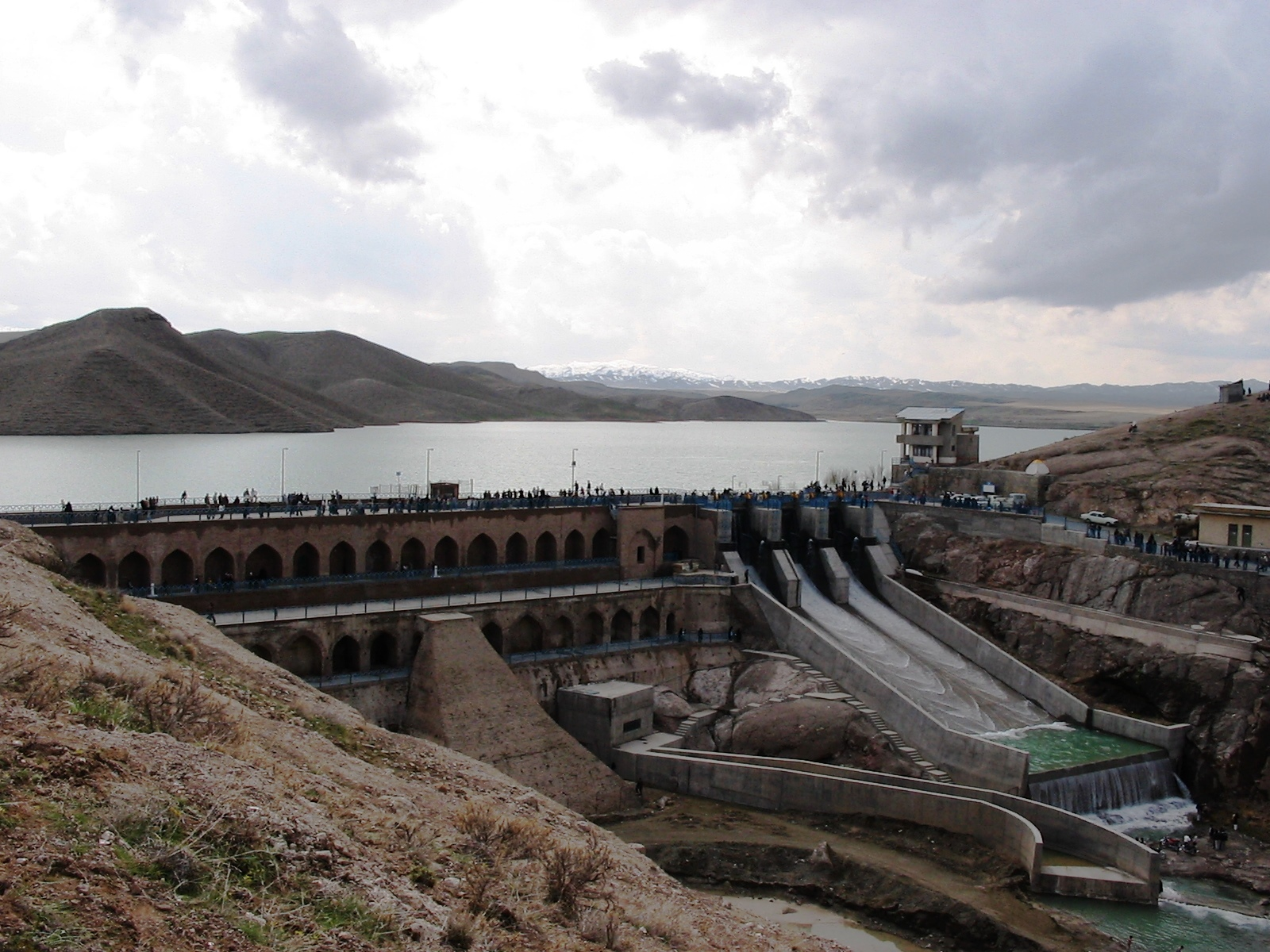
ファリマンダム
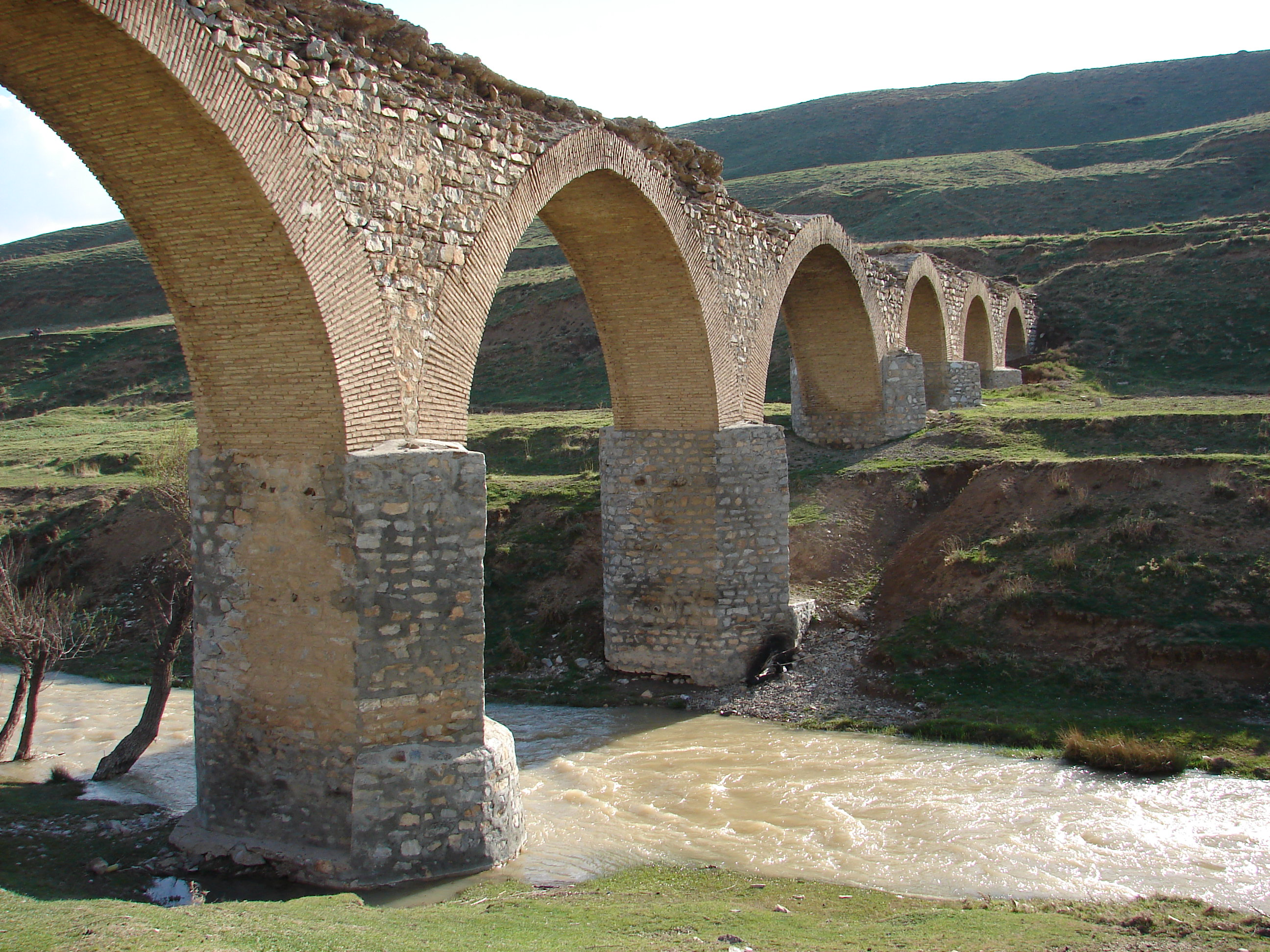
ガレ・ハタム水道橋
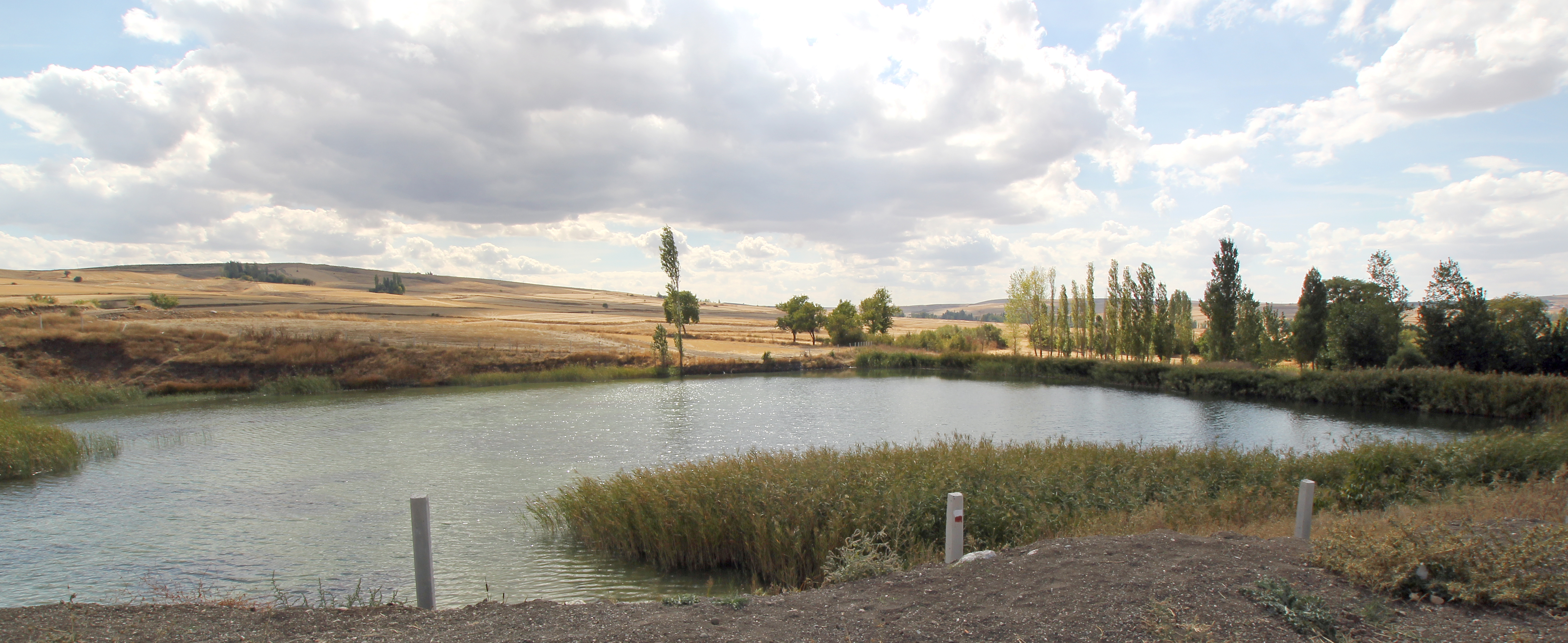
ゲルプルナールダム

## 認定手続き
主宰する国際かんがい排水委員会が年一回開催するHIS審査委員会において外部の研究者を交えて審議される。
日本からの推薦には農林水産省の農村振興局整備部設計課海外土地改良技術室海外企画班が担当所管の窓口となっている。

## 展開
水文学を推進するユネスコは水資源管理の観点から、国連食糧農業機関は世界重要農業遺産システム（農業遺産）の観点から、かんがい施設遺産を支援している。

## 展望
ユネスコや国際連合未加盟のため世界遺産などの各種遺産事業に参加できない台湾（中華民国）だが、国際かんがい排水委員会へは加盟しており、烏山頭ダムの登録の可能性がある（築100年経過の条件から2020年まで待たなければならない）。

## 国内施策
農林水産省では文化財としての価値を有する農業水利施設等の土地改良施設を対象に、農村地域における生活空間の質的向上を図りつつ、土地改良施設の整備を契機に地域一体となった農業水利施設の維持・保全体制の構築を目的とする「地域用水環境整備事業」を推進。
また国土交通省は歴史まちづくり法により、農村地域の水路・ダム・ため池等の農業水利施設の保全管理または整備と地域用水の多面的な機能の維持増進に資する施設の整備を行うことを目的とする「地域用水環境整備事業」を展開している。
さらに農水省は、日本農業遺産も含めた農事関連遺産を観光資源として活用すべく、郷土料理や自然散策を組み合わせたモデルコースを策定し、かんがい施設遺産からは長野県の拾ヶ堰と熊本県の菊池のかんがい用水群（世界農業遺産・阿蘇の草原の維持と持続的農業との組み合わせ）が選ばれた。

## 参照（外部リンク）
- 農林水産省 かんがい施設遺産
- 世界かんがい施設遺産 農業農村工学会